# Архітектура Великої Британії

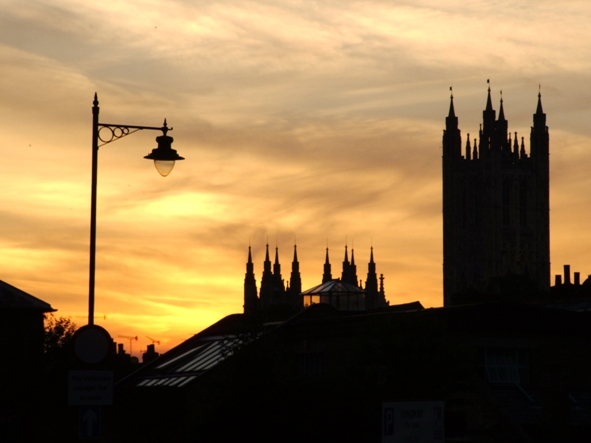
Собор у Кентербері ввечері

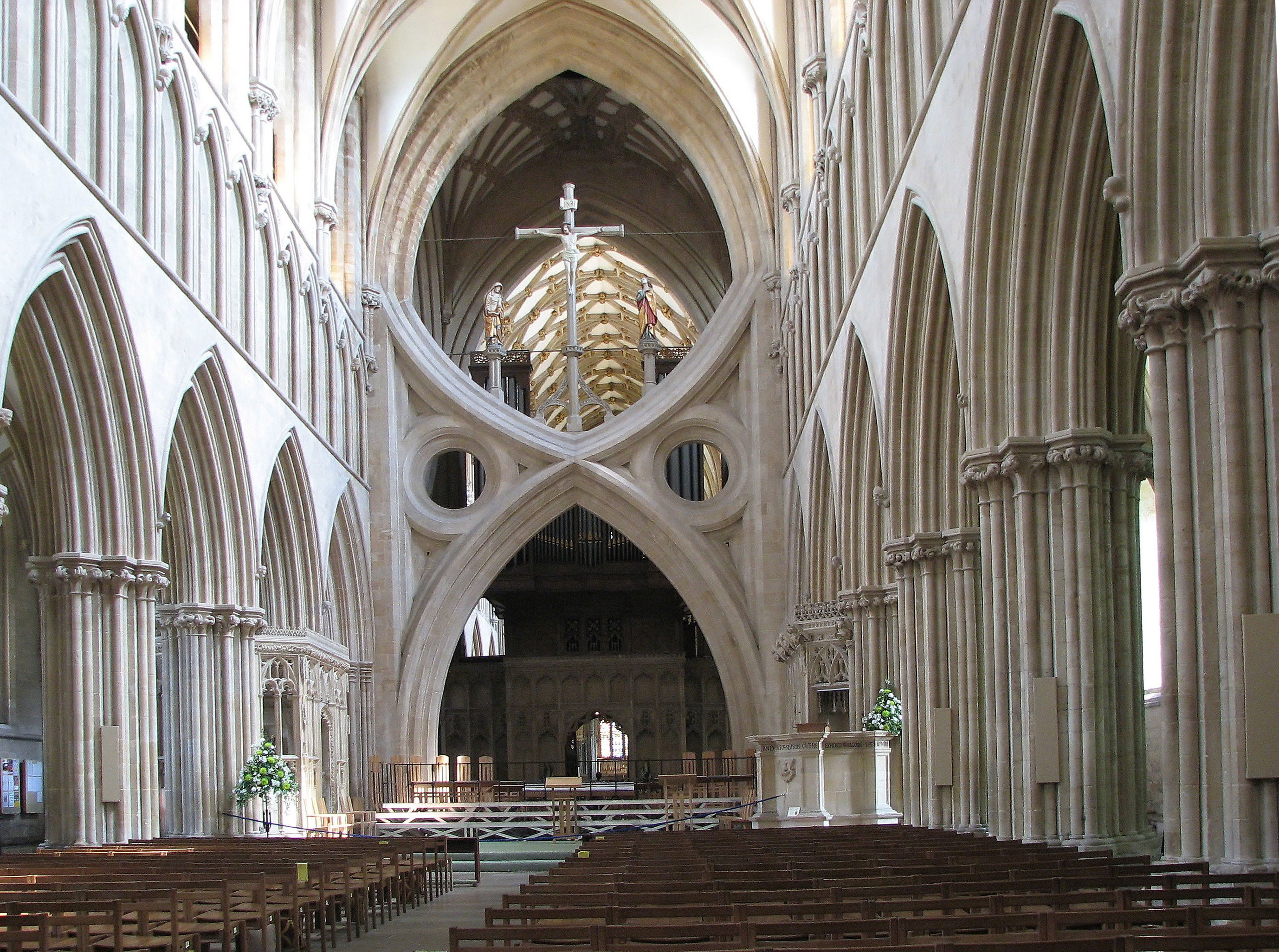
Собор у Сомерсеті

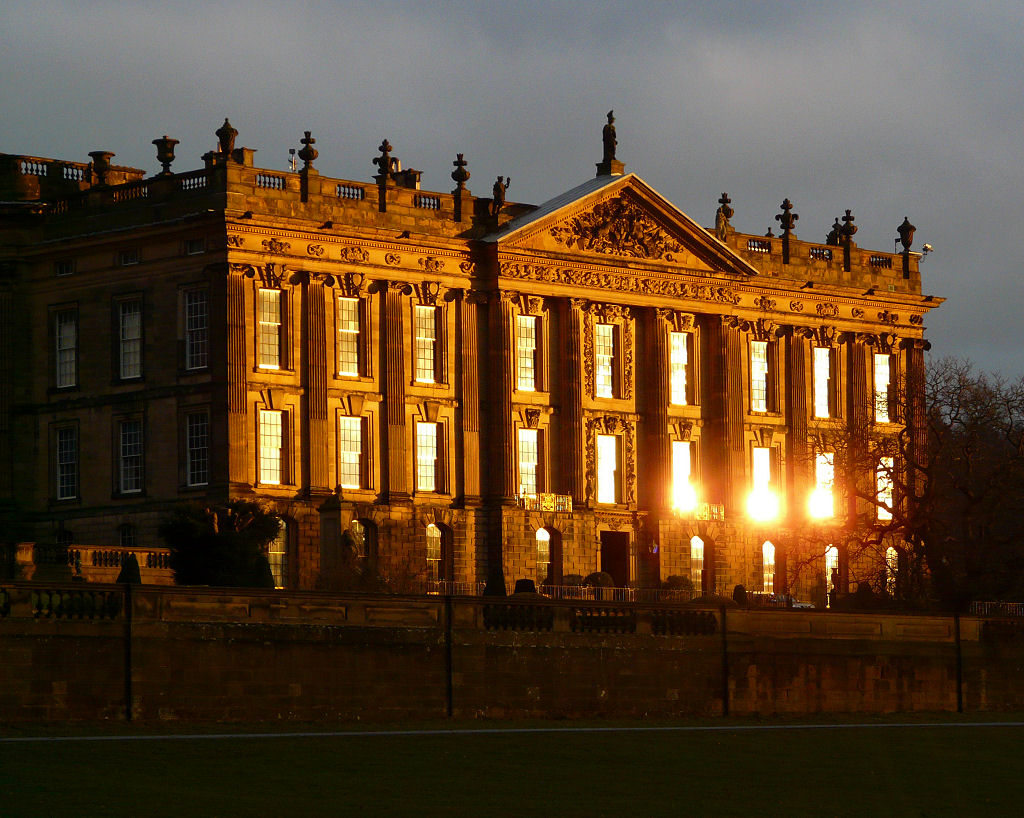
Чатсворт-хаус на заході сонця.

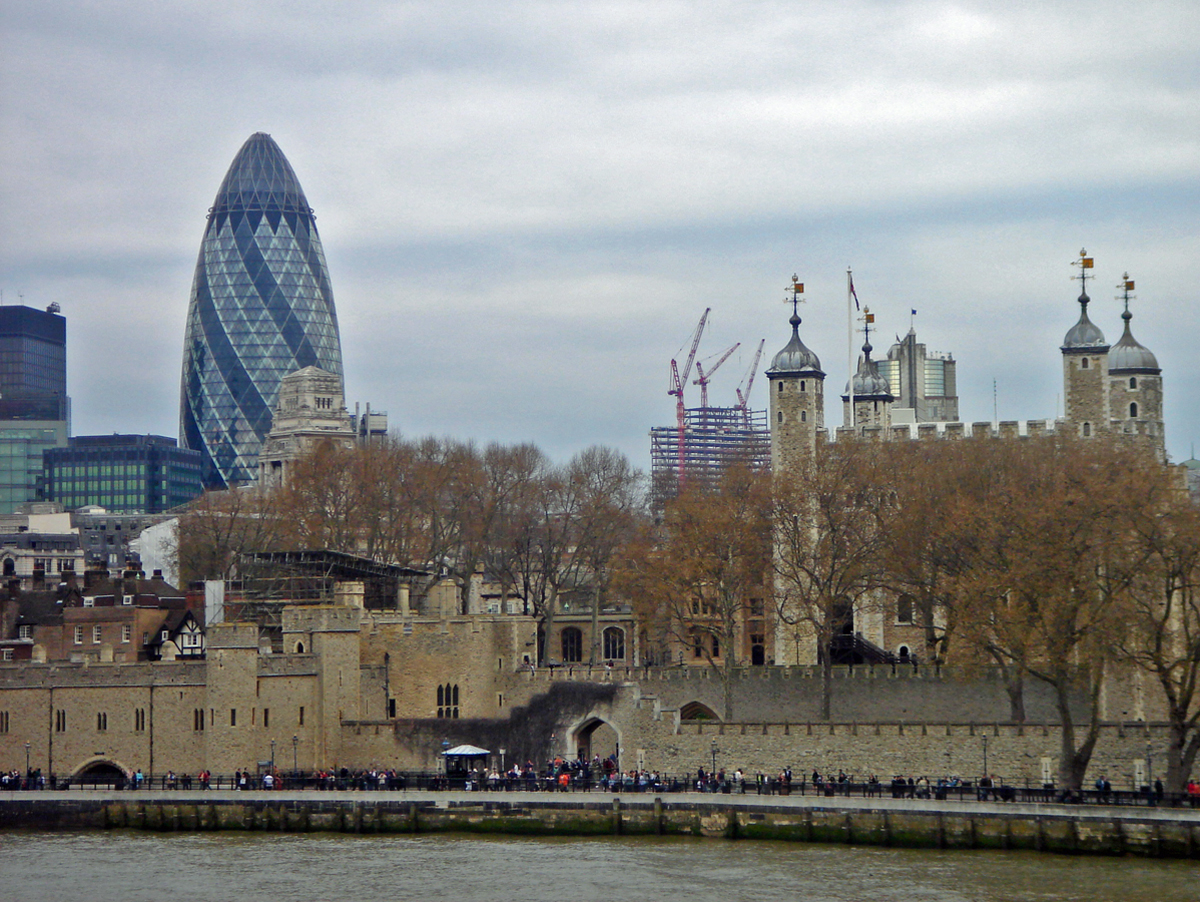
Старе і нове у Лондоні, 2007 р.

Архітектура Великої Британії — сучасні та історичні пам'ятки, що мають архітектурну та історичну значимість.

## Загальна характеристика
Британська архітектура тісно пов'язана з історією країни. Часто провідні військово-політичні ініціативи йшли від її південно-східної і центральної області, відомої як Англія. Але на острові мешкали різні народи з різними культурами і мовами — Уельс, Шотландія, сусідній острів Ірландія. Англійським володарям знадобилося декілька століть, аби війнами, насиллям чи політичними хитрощами поєднати різні області у єдине королівство, що не мало федеративного устрою.
Протестантизм у формі англіканства в 16 столітті посів провідні позиції в релігійно-політичному житті королівства. Це обумовило значні особливості розвитку мистецтва на острові:
- обмежений характер ідей відродження, що більше відбилося в літературі, а не в архітектурі чи живопису
- короткий термін існування англійського бароко, досить стриманого і через його запозичений характер, і через протистояння з католицькими країнами Європи, прихильницями стилю бароко (стиль єзуїтів)
- активні пошуки власного шляху в мистецтві і перевага ідеям палладіанства і класицизму в 17-18 століттях
- міщанський характер архітектури 18-19 століть
- національна прихильність до середньовічних форм мистецтва і архітектури і повернення до готики в 17-му, і особливо в 19-му століттях у формі неоготики.

## Доісторичні часи

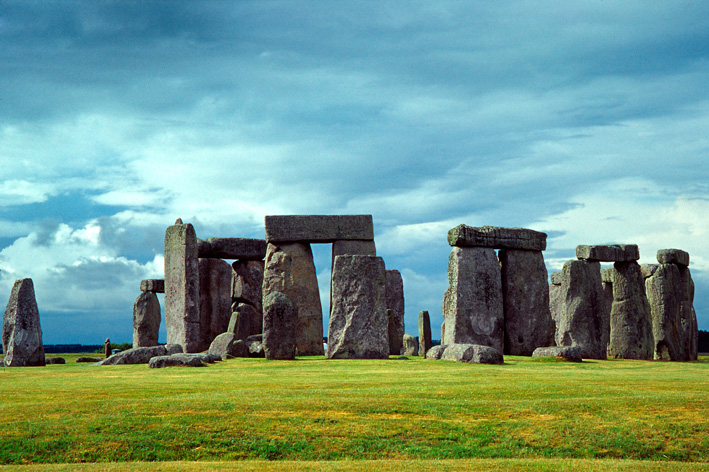
Стоунхендж

З доісторичних часів збереглися мегалітичні гробниці, які відносять до доби неоліту. Серед найвідоміших споруд 2 тисячоліття до н. е. — ритуальний комплекс Стоунхендж. Велетенські кам'яні брили поєднані особливим ладом, створюють незвичний ансамбль з навколишнім краєвидом поблизу міста Солсбері (графство Вілтшир) за 130 км на південний захід від Лондона.
Це споруда з 82 п'ятитонних мегалітів, 30 кам'яних блоків, вагою по 25 тонн і висотою понад 4 м. Зверху на них покладені плити-перемички довжиною 3,2 м. Існують різні гіпотези щодо призначення комплексу — від храму до цвинтаря. Але зрозуміло, що у кам'яного Стоунхенджа були малі і дерев'яні попередники, що не збереглися. Сучасні залишки комплексу охороняють, але унікальна споруда залишається предметом дискусій, дешевих поп-акцій і порожніх медійних сенсацій, наукових досліджень і гіпотез, кінострічок, які мало що пояснюють і в історії споруди, і в її функціях.

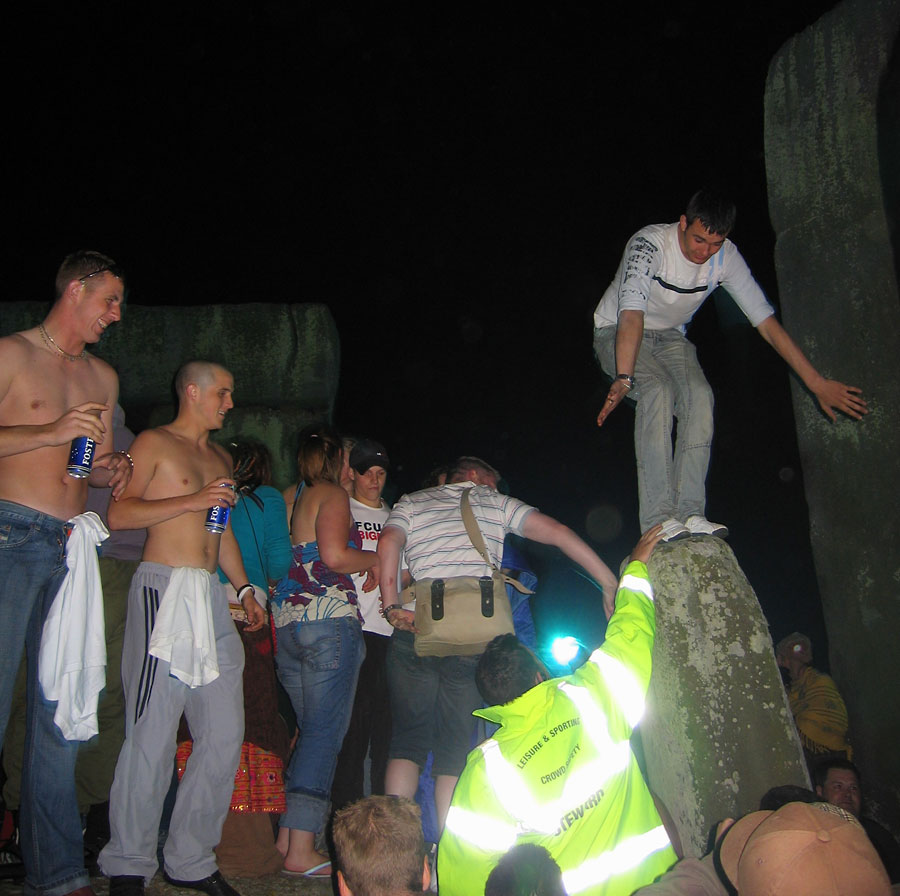
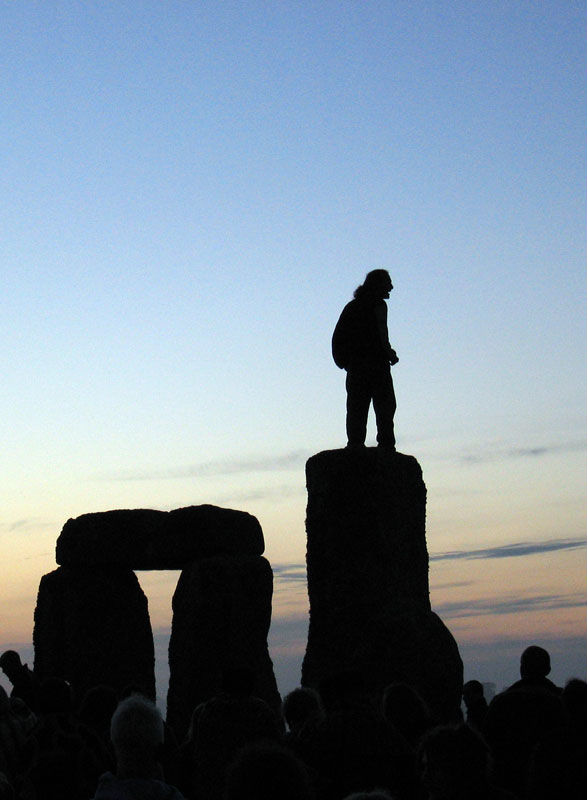
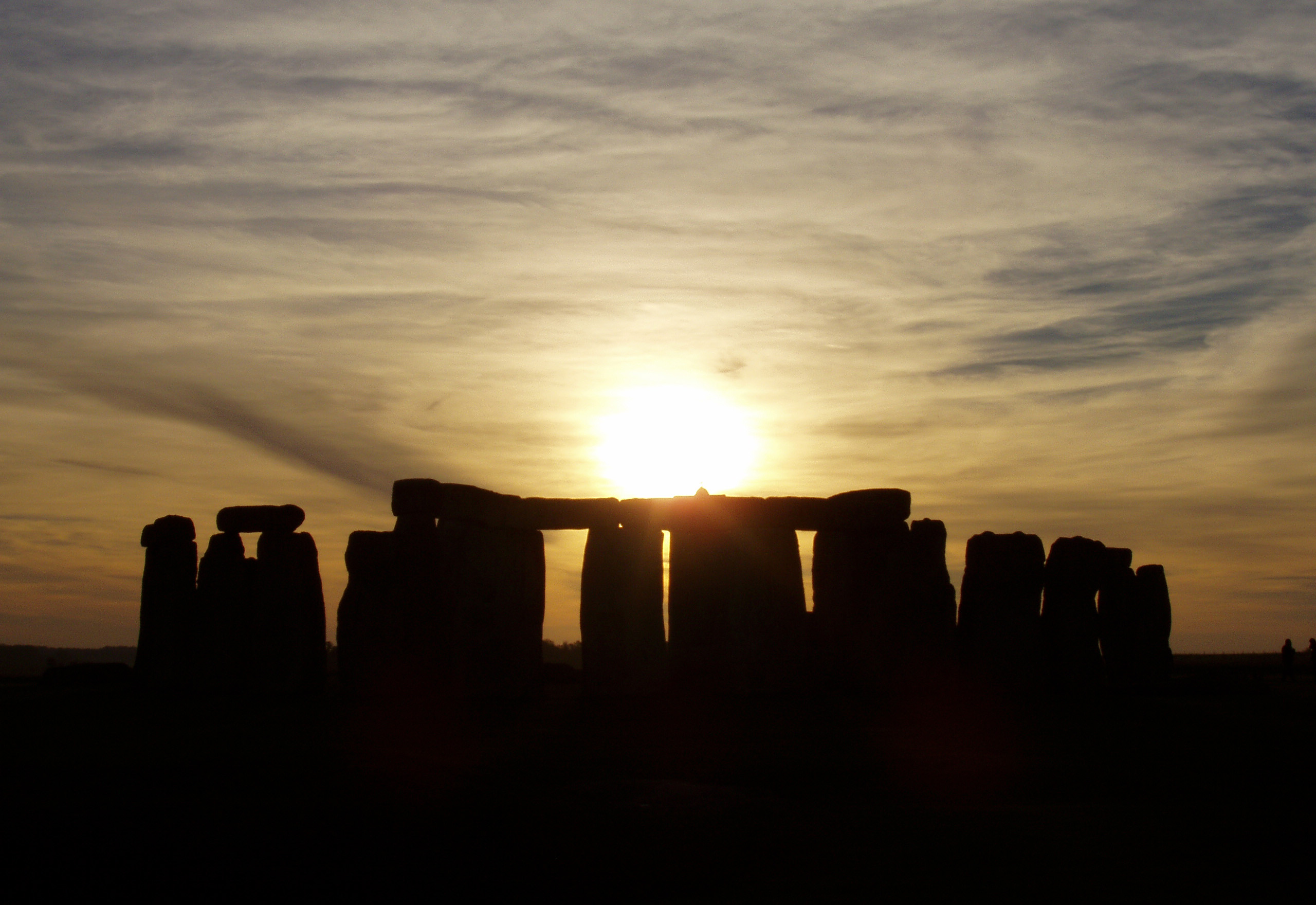

## Давньоримська колонізація
У 1-му тисячолітті на острові оселилися племена кельтів. Але кельтських споруд не збережено через ймовірне використання органічних будматеріалів (дерево, солома, трава, глина). Археологічні залишки дозволяють говорити про прихильність кельтів до «звіриного стилю» в ужитковому мистецтві.
У 43—69 роках нашої ери  південну частину Британії колонізував Стародавній Рим. Спротив місцевих племен був таким значним, що контрольовані римлянами землі були відокремлені від варварських племен мурами. Добре збережені лише ділянки римських мурів поблизу Хаусстедса, Нортумберленд. Римляни налагодили виробництво цегли, але використовували і природний камінь. Споруди давньоримської доби збережені погано, серед відомих — * вали імператора Адріана
- залишки терм (римських лазень) на курорті Бат
- залишки терм у Лондоні
- давньоримські цвинтарі з надгробками
- римські вілли з мозаїчними підлогами тощо.

Римляни відносно недовго господарювали в Британії, а їх вплив на архітектурну ситуацію в країні не був значним в порівнянні з Італією чи Францією. Варварські племена ще не були здатні тоді наслідувати багатий будівельний досвід римлян.

## Раннє середньовіччя

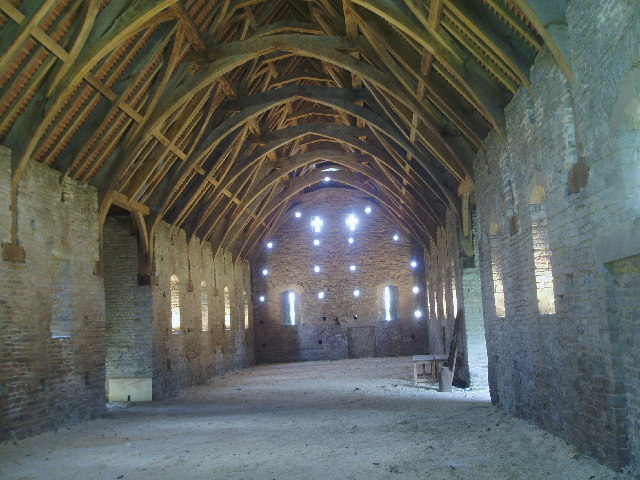
Тіт Барн у Пілтоні, (стодола), інтер'єр

В 5—6 століттях на острів пропливли германські племена (юти, англи, сакси), що змішалися з кельтами. На острові іде розпад родового устрою і починається доба раннього середньовіччя.
Приблизно з сьомого століття і рахують початок англійської середньовічної архітектури. Англосакси склалися в єдину народність. Їх архітектура — примітивні дерев'яні хижки. Але в великих родинах виник Холл (Holl), видовжена споруда з двосхилим дахом, де збирались усі працездатні. Під впливом емігрантів з Європи починається христианізація земель. Давньоримські кам'яні і цегляні споруди руйнують, а будматеріали використовують для створення простих християнських церков. Їхні зразки збереглися (Бредвелл в Ессексі, Бріксуорт в Нортхемптонширі, Бредфорд на Ейвоні, Уілшир). У 9—11 століттях землі підпали під владу Данії. Сакральні споруди Британії збільшилися, виникає трансепт, ускладнюється декор західного фасаду. Ці риси входять в традицію, що отримає розвиток в добу англійської готики.

## Романський стиль

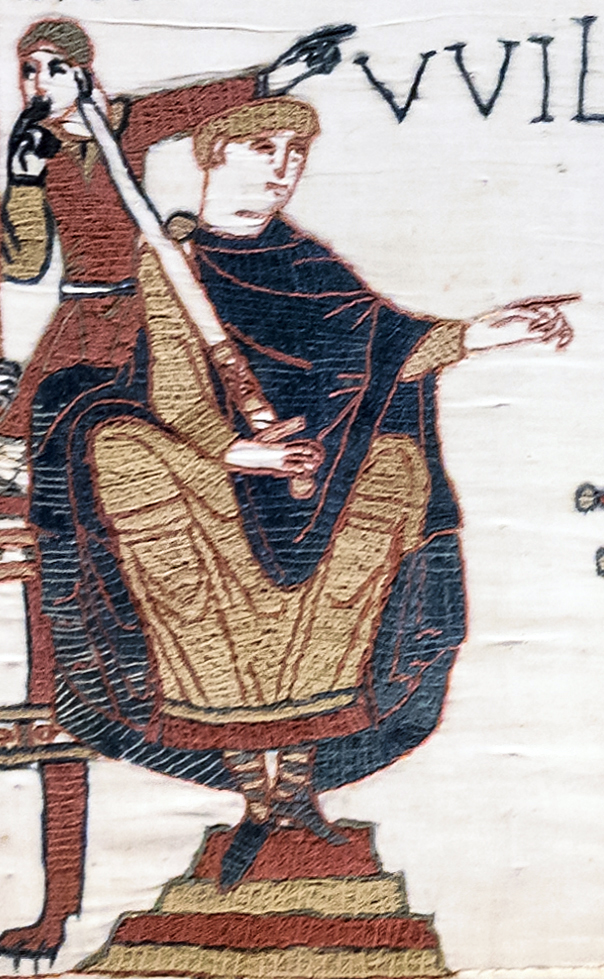
Вільгельм Завойовник

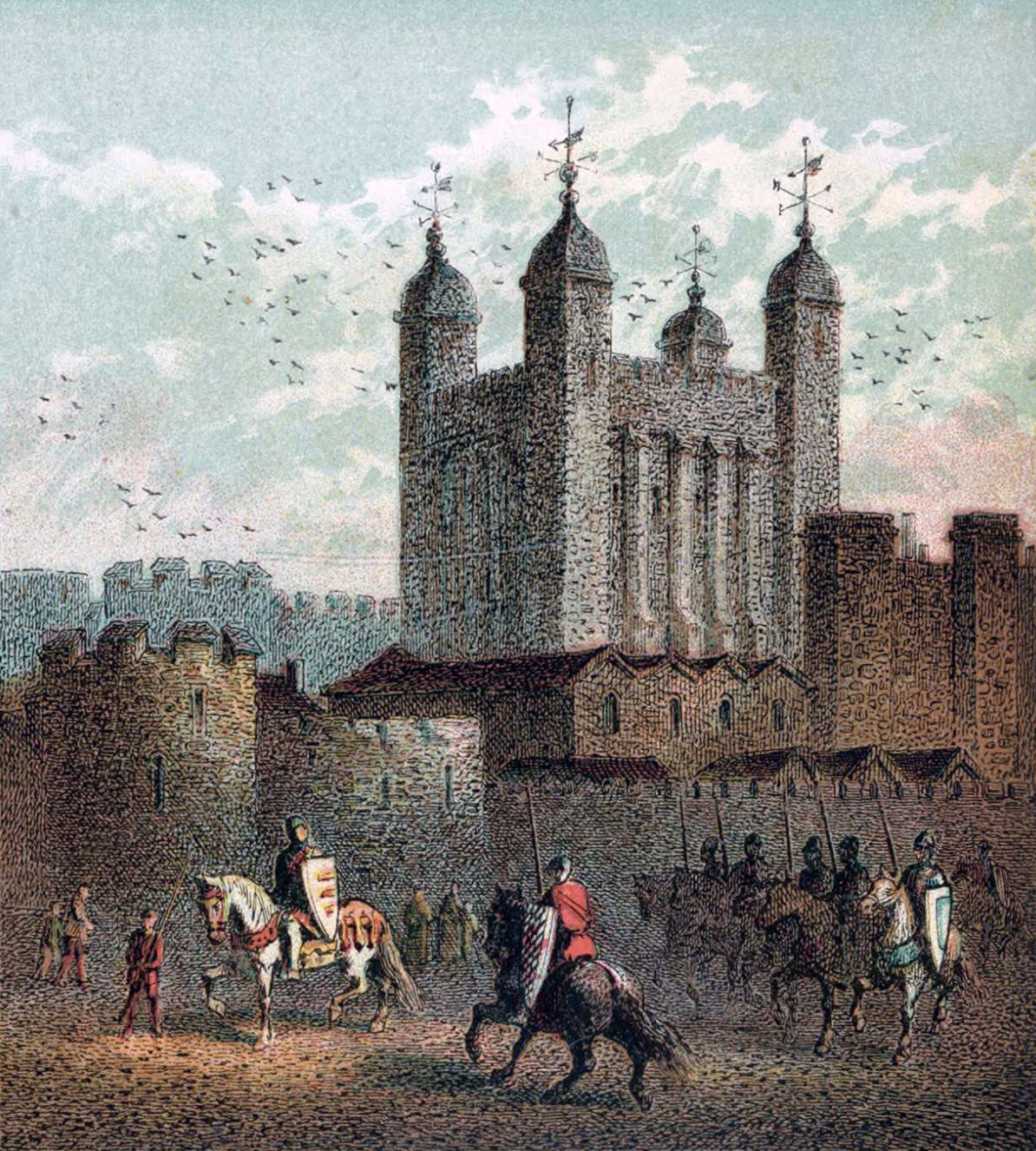
Тауер

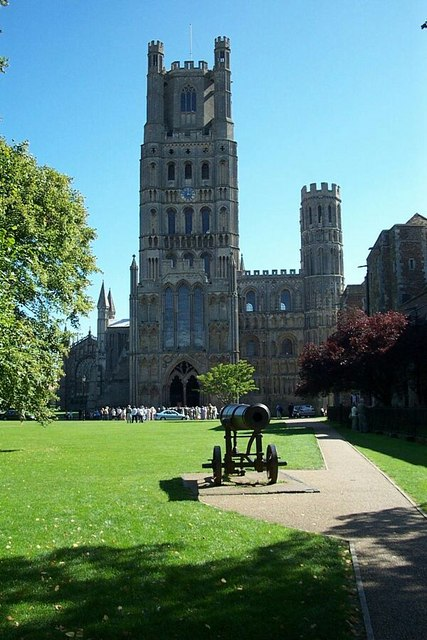
Собор в Ілі. Західний фасад

Острів пережив чергове вторгнення норманів у 1066 р. Завойовники створюють централізовану феодальну державу. Головує Вільгельм Завойовник, що офіційно підтримує будівництво у романському стилі (собори, церкви, замки). Військові загони норманів будують палісади з казармами для лучників і дерев'яні вежі донжони на пагорбах. З часом дерево міняють на камінь, а замки удосконалюються, збільшуються у розмірах і стають характерною ознакою усього британського середньовіччя та рисою архітектурної культури Британії взагалі. Наприкінці 12 століття в країні існувало вже 80 замків. Найважливіший серед них — замок Тауер в Лондоні, що був резиденцією Вільгельма Завойовника. Залишки романських замків мають — * Рочестер
- Ньюкасл
- Дувр
- Ноттінген
- Конісбро
- Йоркшир
- Ричмонд.

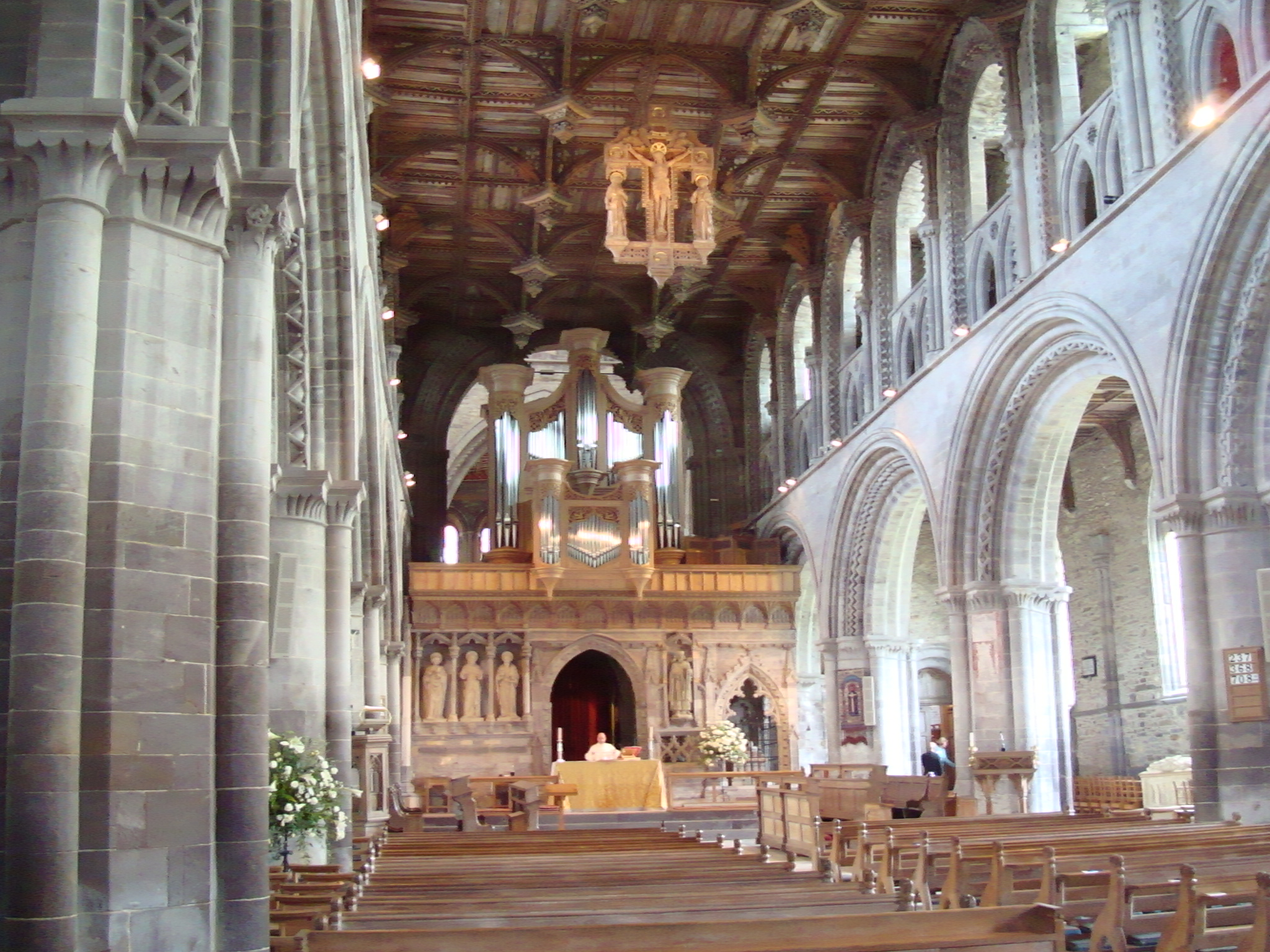
Собор Св. Девіда, Уельс, центральна нава.

Наприкінці 12 ст. виник як тип англійський садибний будинок — дерев'яний чи фахверковий, комори на першому поверху, житло на другому, сходи на другий поверх ведуть від холу.
В забудові поселень головують собори. Межі між англійським монастирем і собором швидко стерлися. У 11—12 ст. нормани-завойовники вибудували 95 соборів, силоміць зганяючи місцевих на будівельні майдани. Британські собори романської доби довгі, тринавні базиліки з розвиненим трансептом. План — у вигляді латинського хреста. Мають спільні риси зі спорудами французької Нормандії. Духовенство в Британії було чисельнішім, ніж у Франції. Аби розмістити ці загони священства, збільшували розміри хору, вівтарної частини. Часто відсутня звична абсида. Замість неї — прямокутна каплиця або стіна без вінця каплиць і без приміщення обходу. Хмарна погода, часті дощі обумовили використання великих вікон, а ярус верхніх вікон для освітлення соборів став обов'язковим. Стелі були пласкі, дерев'яні, покладені на товсті, громіздкі стіни. Велетенські прямокутні об'єми головували. Над перехрестям нав і трансепту теж головувала прямокутна вежа, в декорі — геометричні деталі. Готична французька «троянда» — вікно не прижилася, західні фасади часто прикрашені велетенським готичним вікном, що було більш практично і менш складно в побудові. Дахи пласкі, нечасто зустрічаються дахи-шатро. По периметру верхівок веж — зубці чи башточки-пінаклі, що ріднить архітектуру замків і соборів.
Наприкінці 12 ст. Британія поринула у міжусобні війни на 20 років, і це затримало розповсюдження стилю готика.

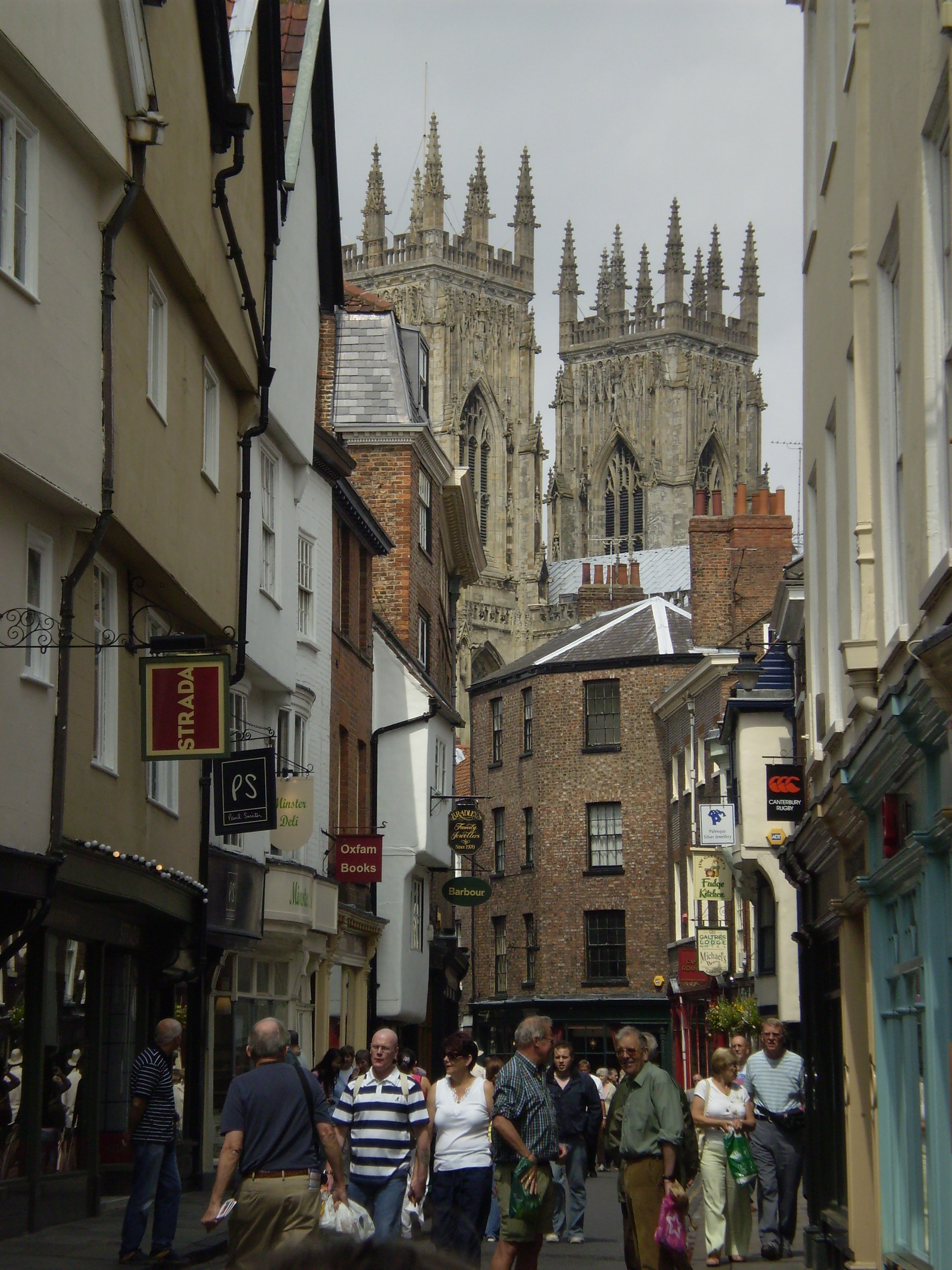
Щільна міська забудова Йорку
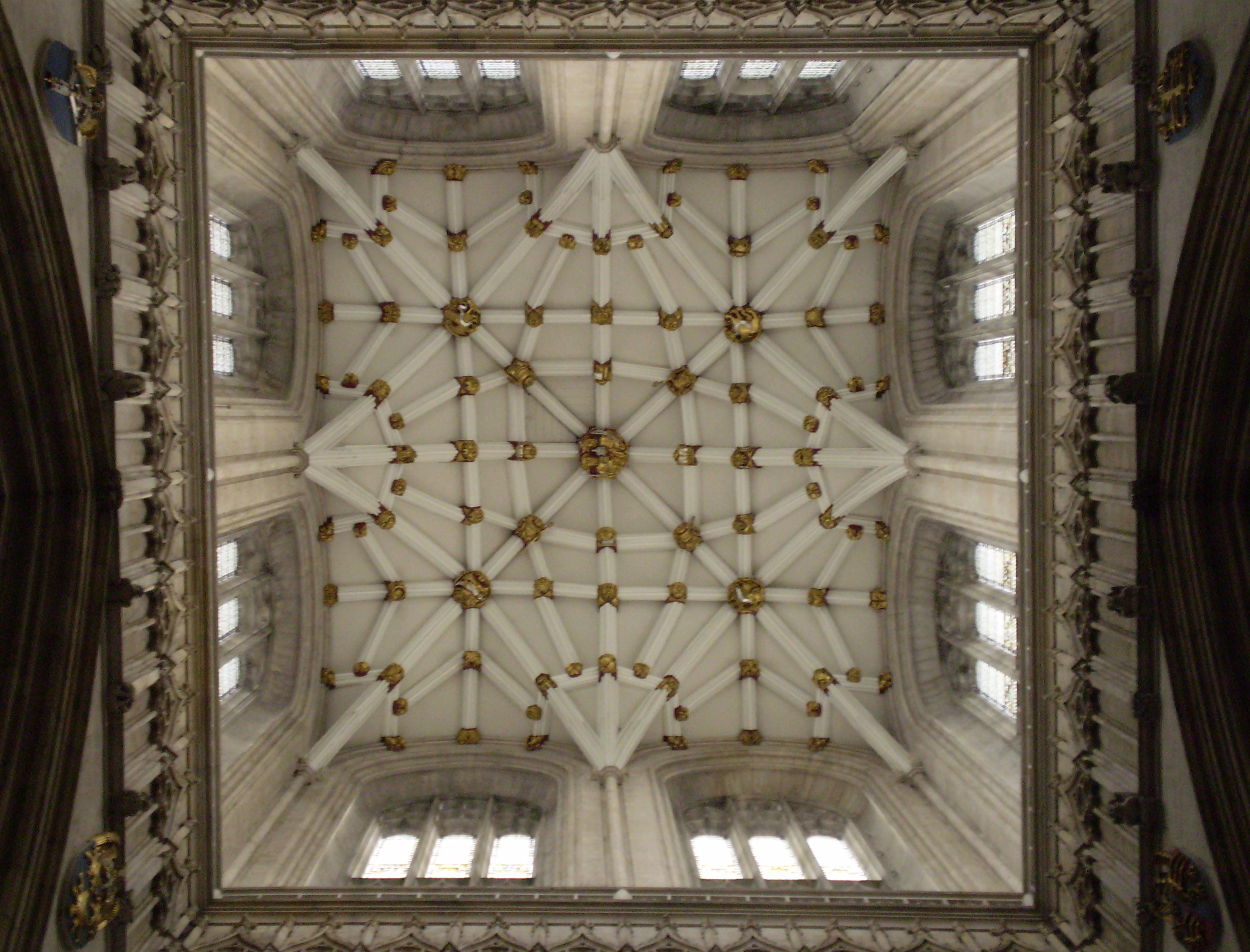
Вікна другого ярусу і стеля вежі перехрестя, собор у Йорку
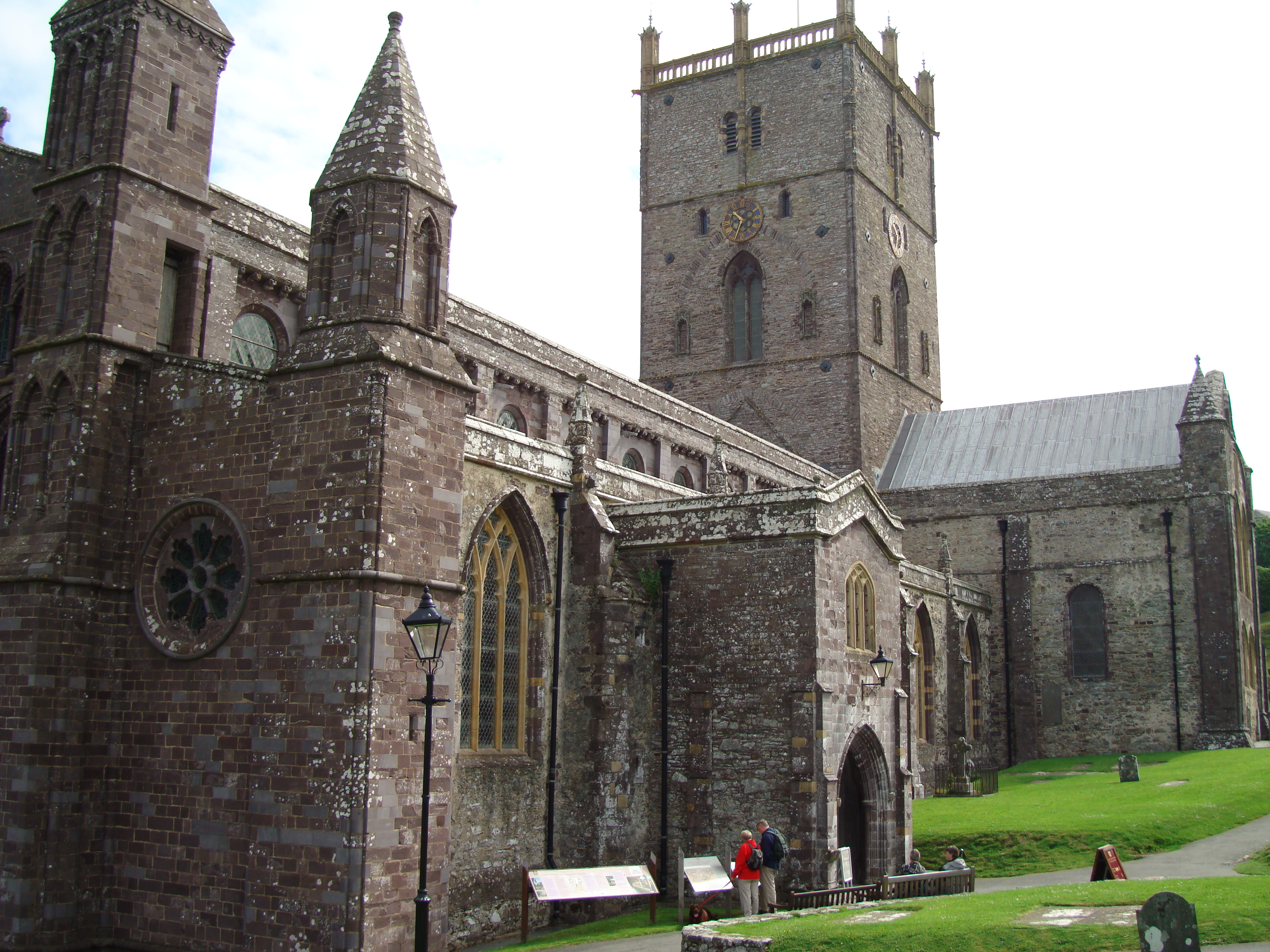
Собор Св. Девіда,вигляд зі сходу
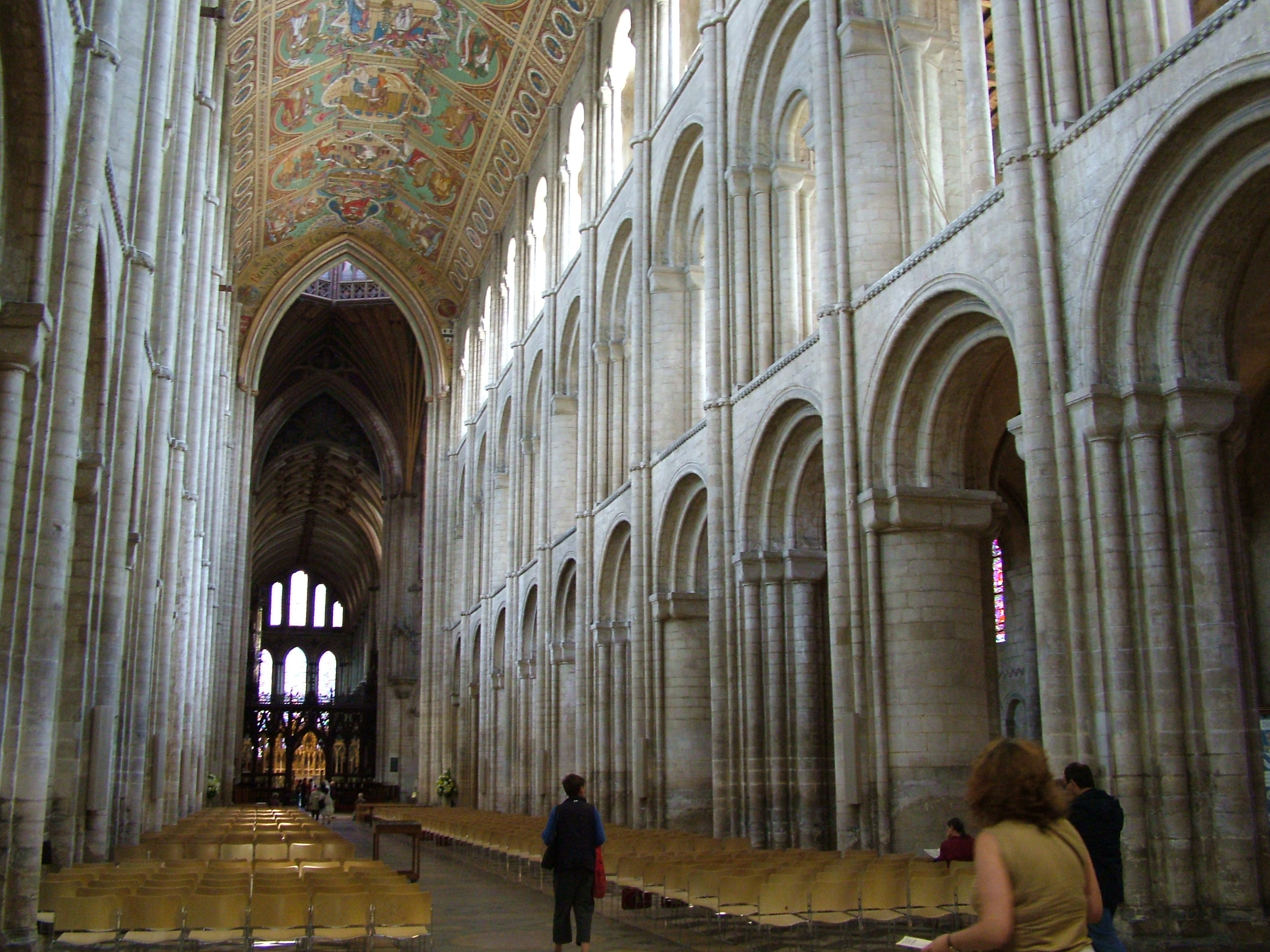
Катедральний собор в Ілі, головний неф.
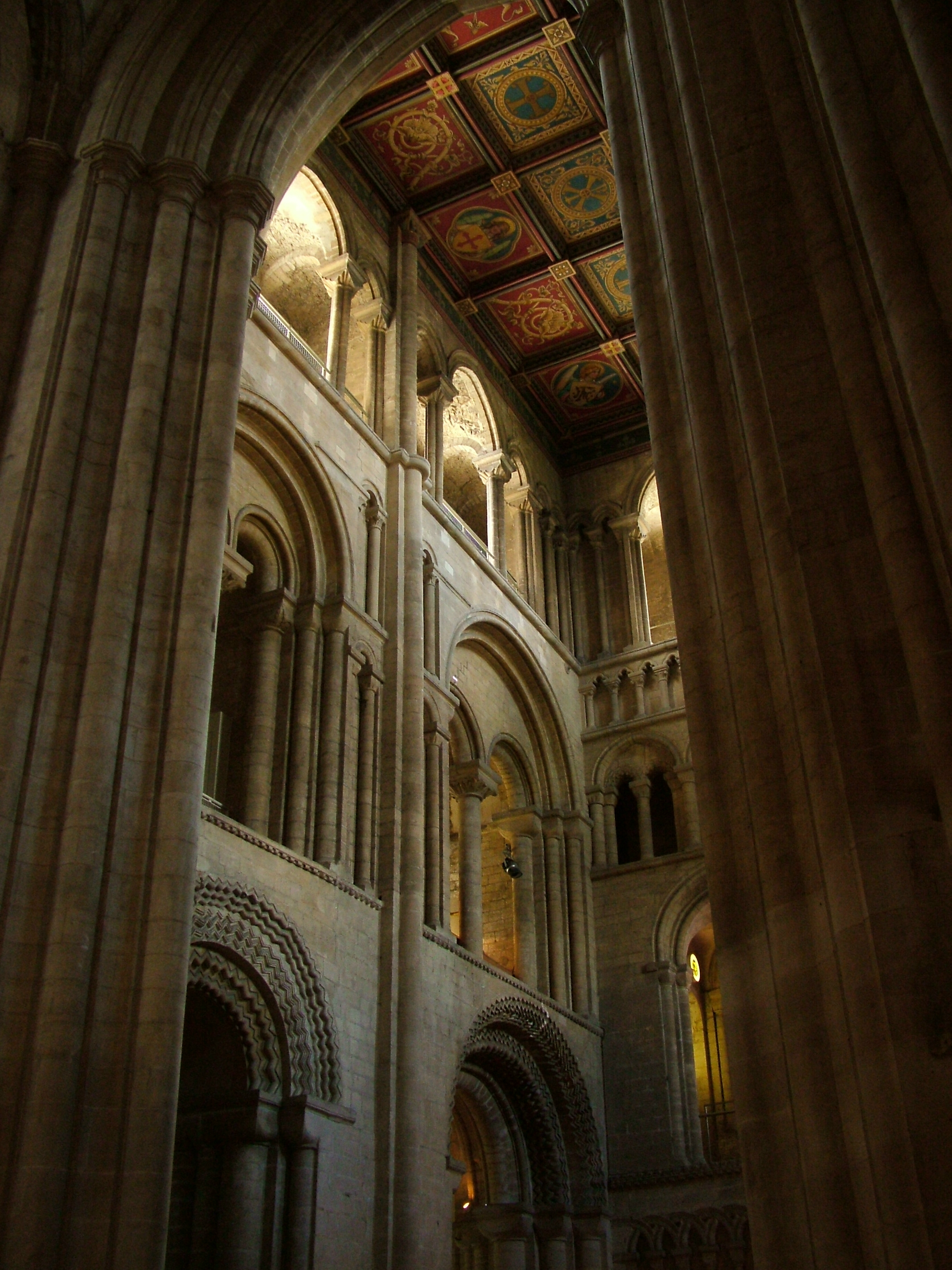
Собор в Ілі
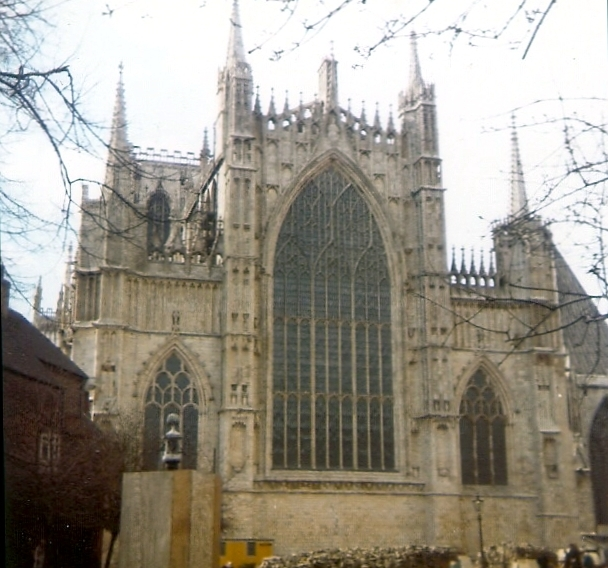
Собор у Йорку, східний фасад, де у православних апсида
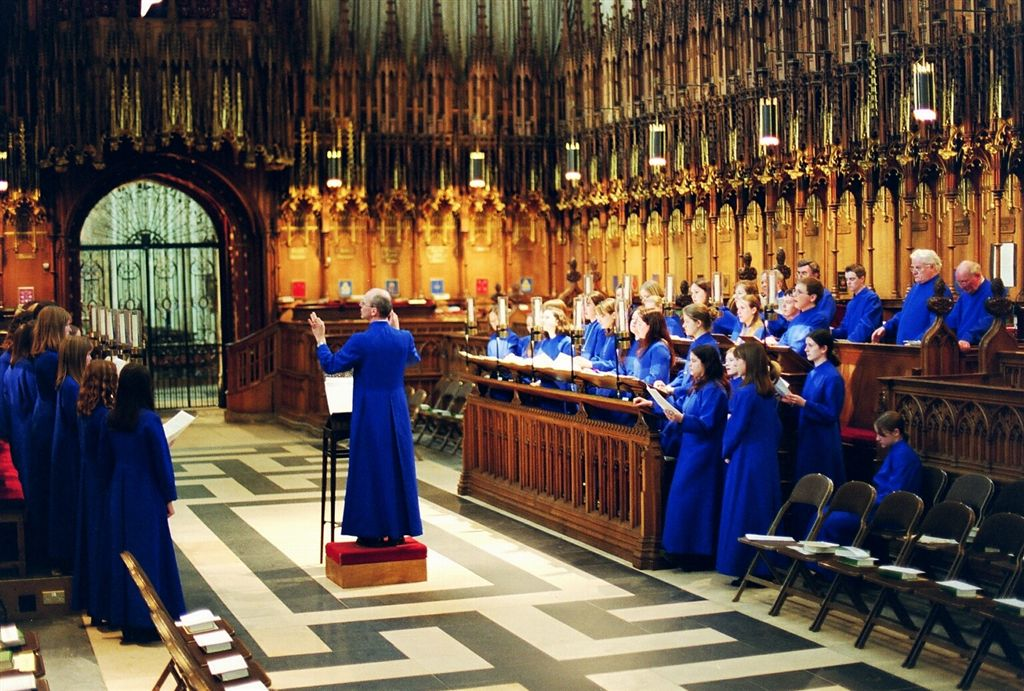
Англіканські співи, собор у Йорку
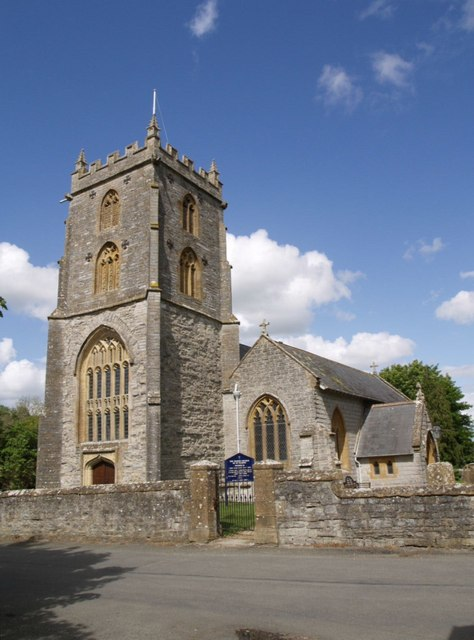
Церква Файвхед,13 століття, Сомерсет.

## Плани соборів

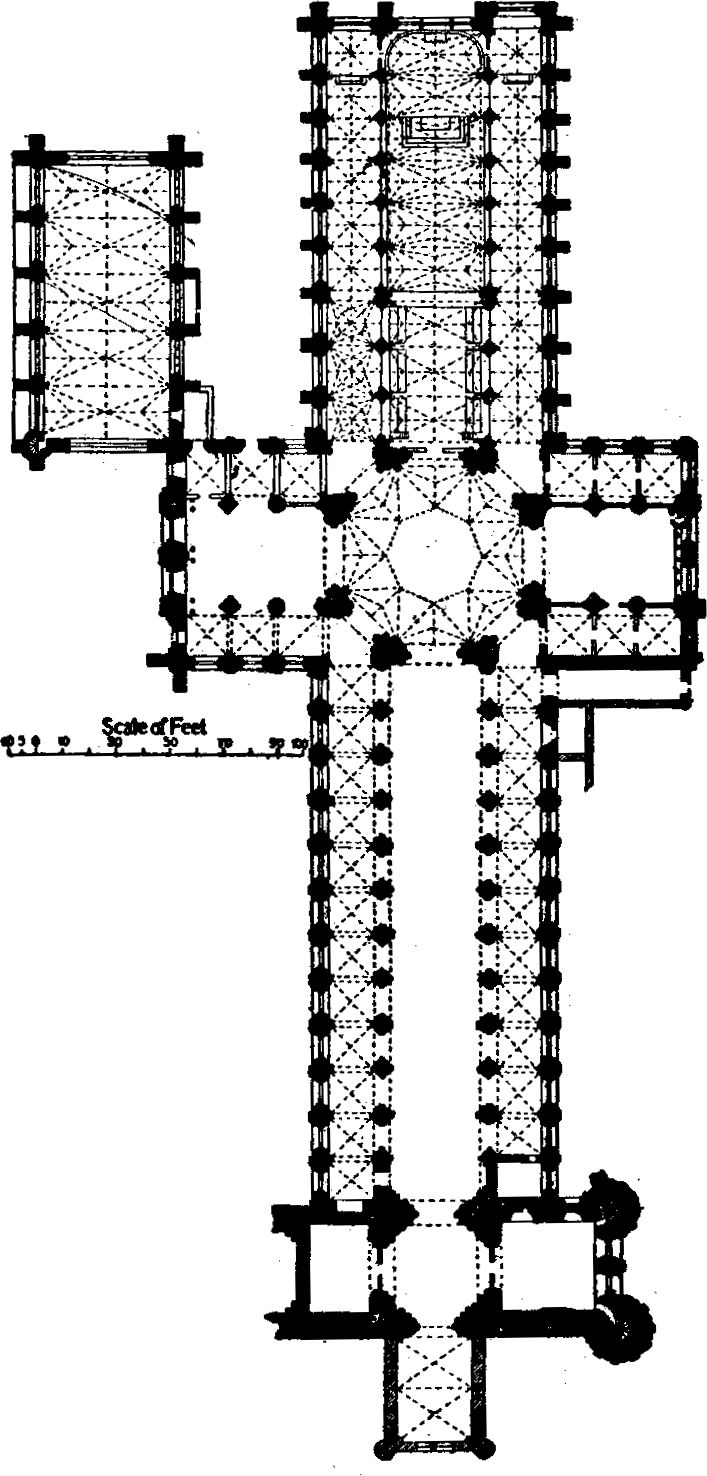
План собору в Ілі.
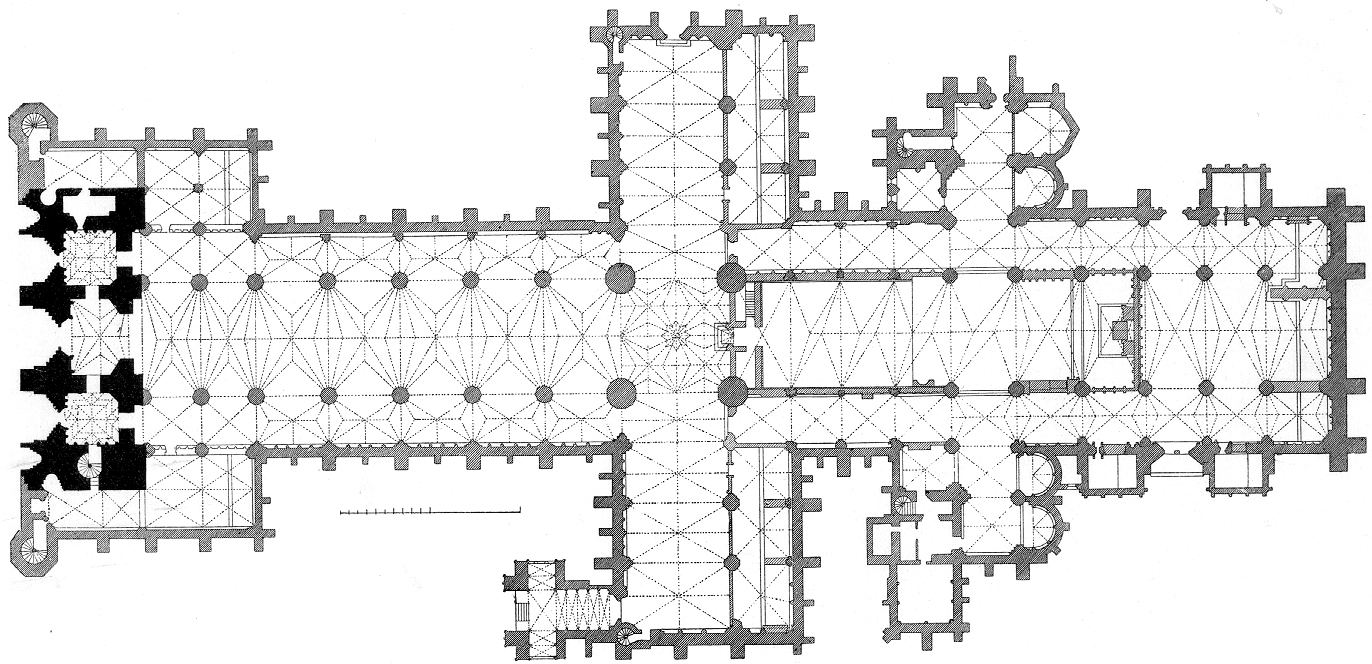
План собору в місті Лінкольн, Англія.
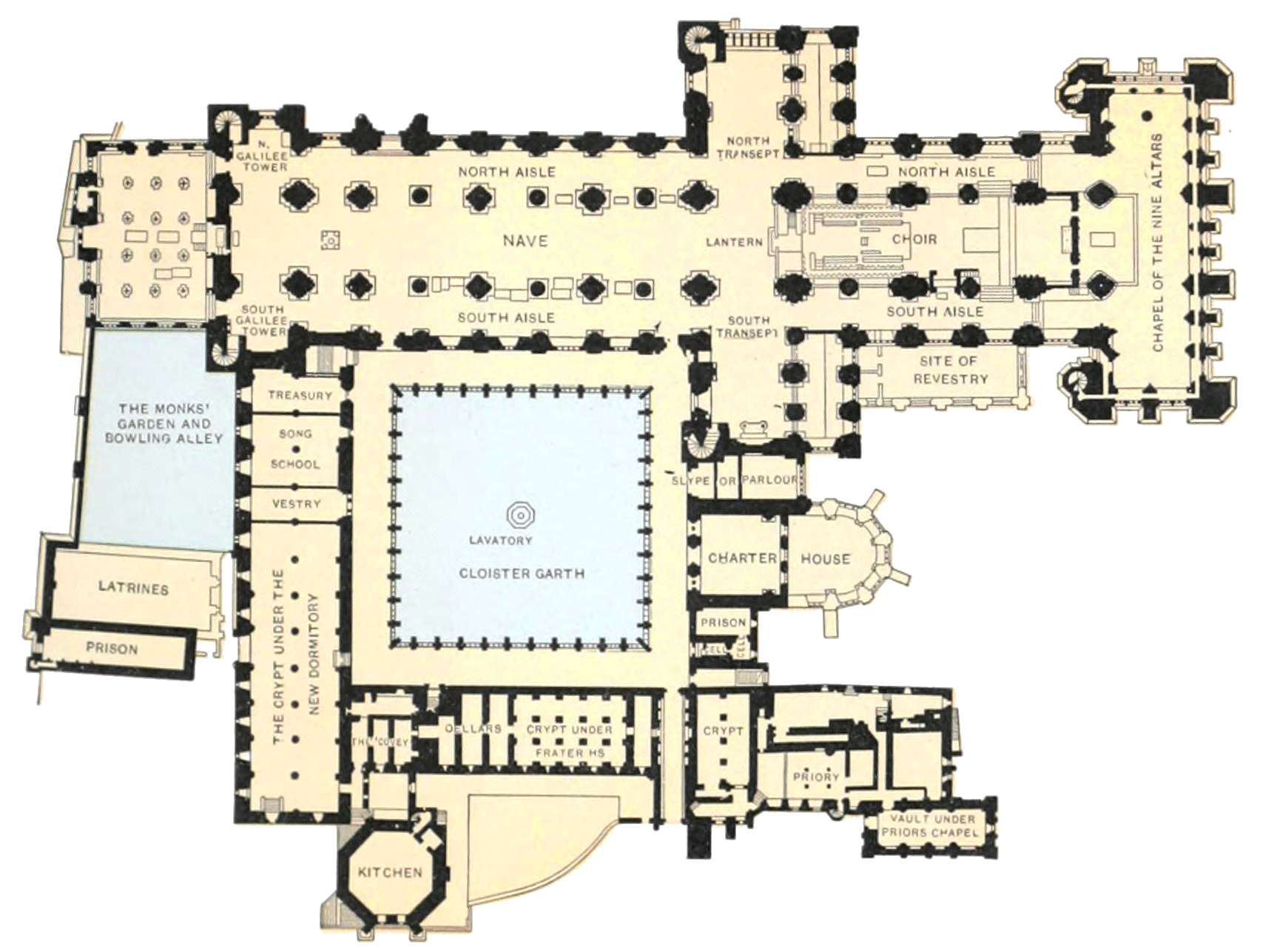
План собору в місті Дарем.
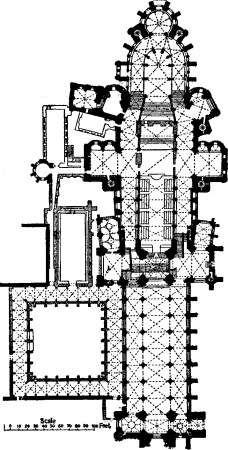
Кентерберійський собор, план

## Романські замки

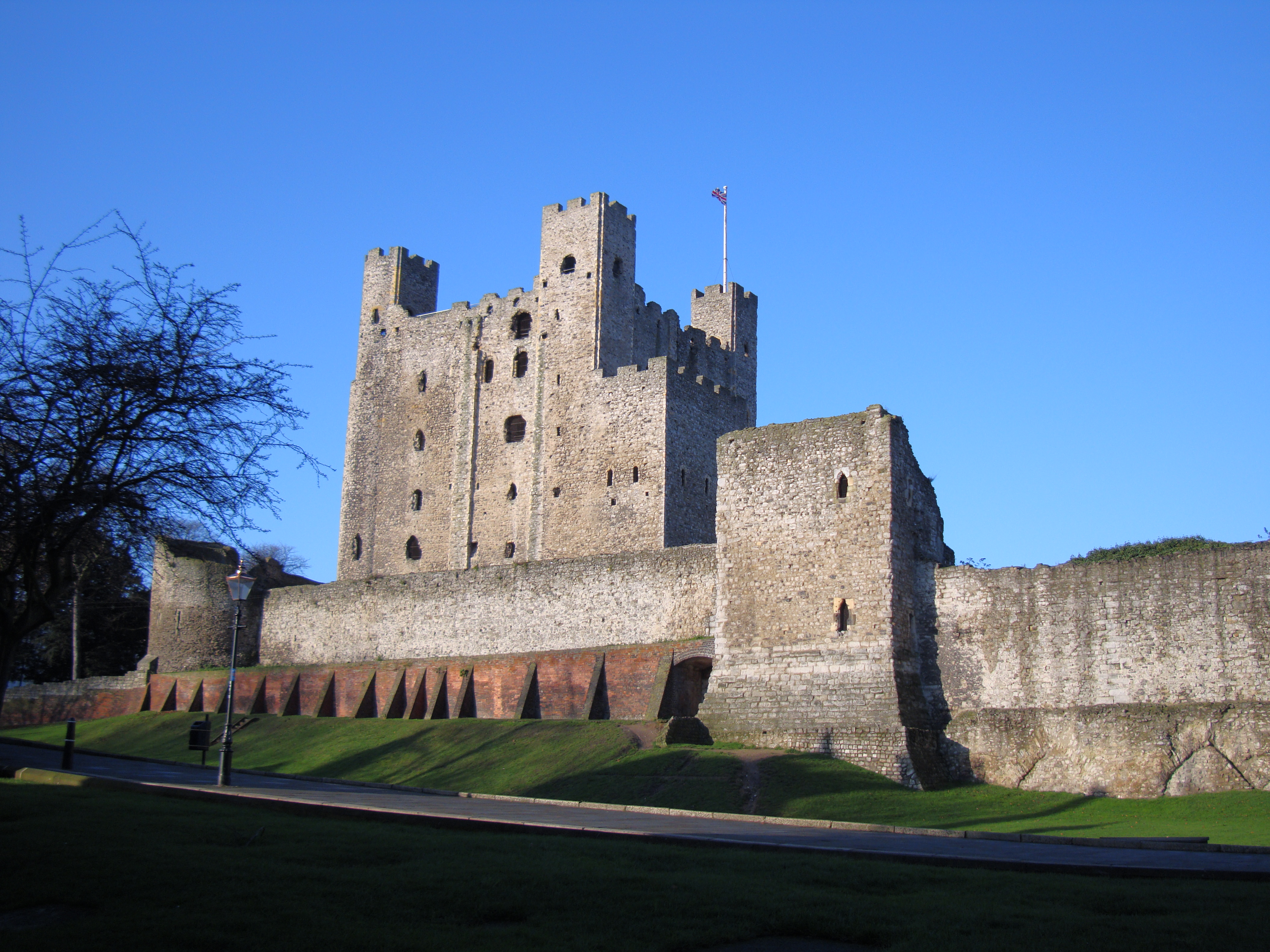
Замок у Рочестері, Кент.
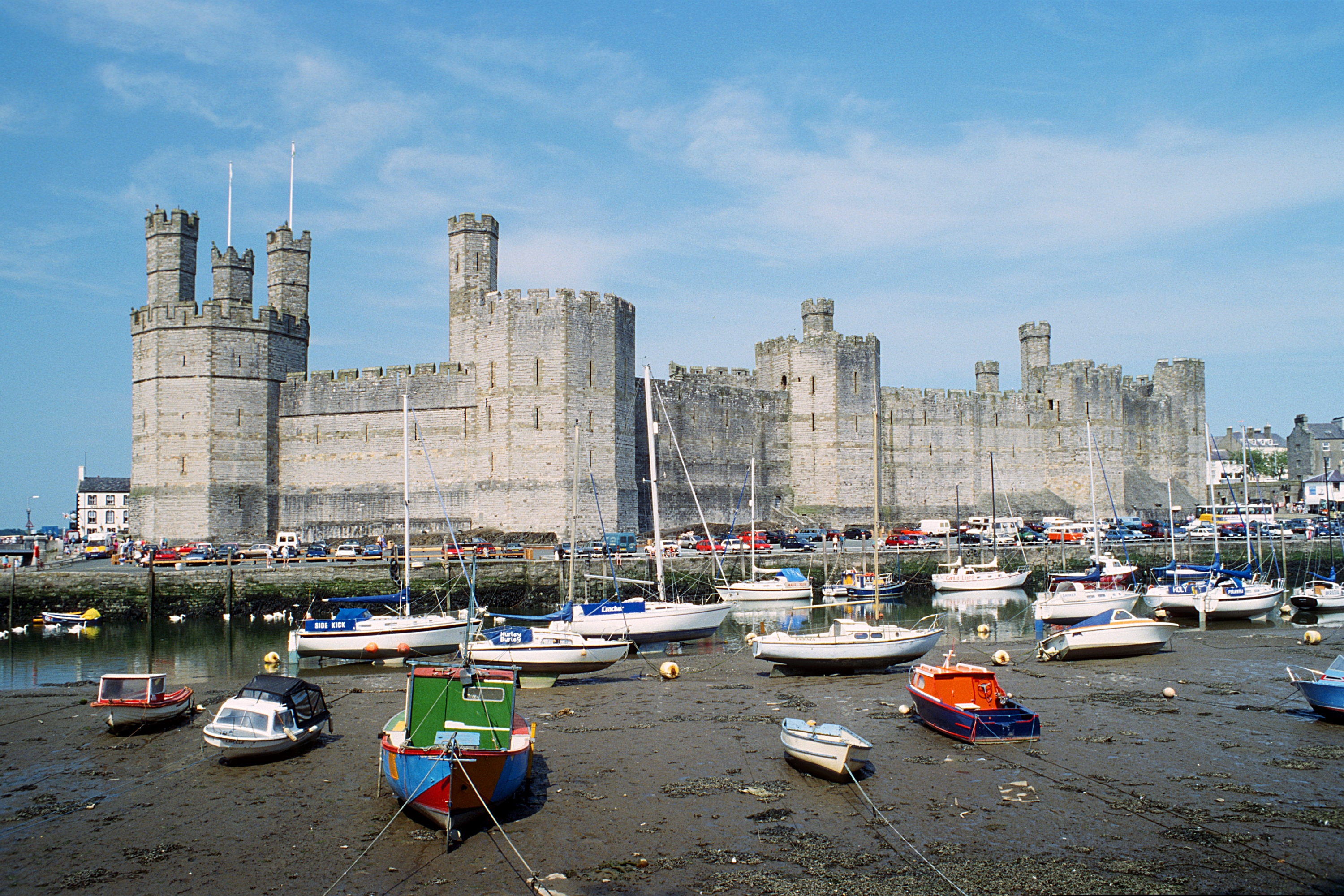
Замок Карнарвон, Уельс.
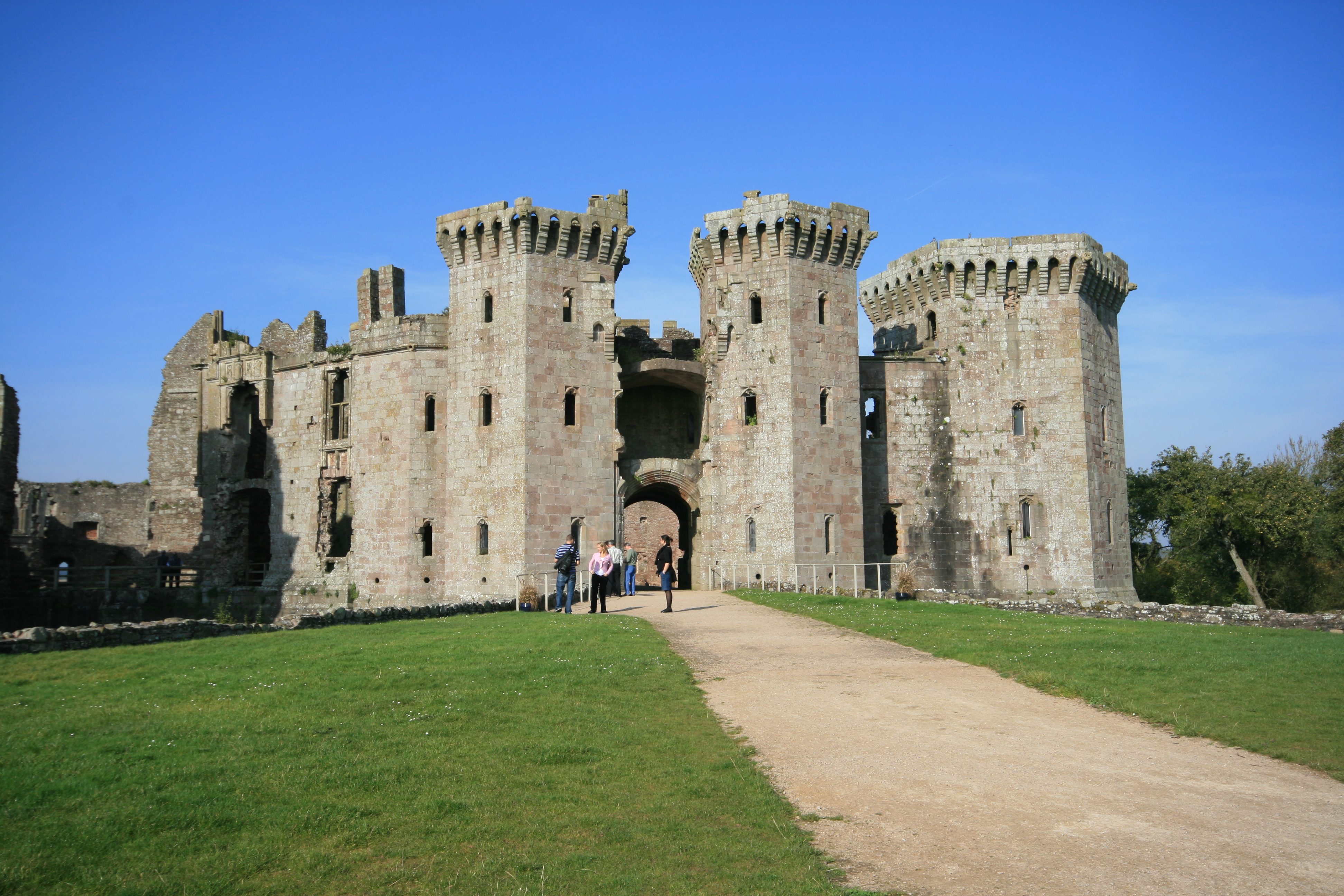
Руїни замку Реглан.
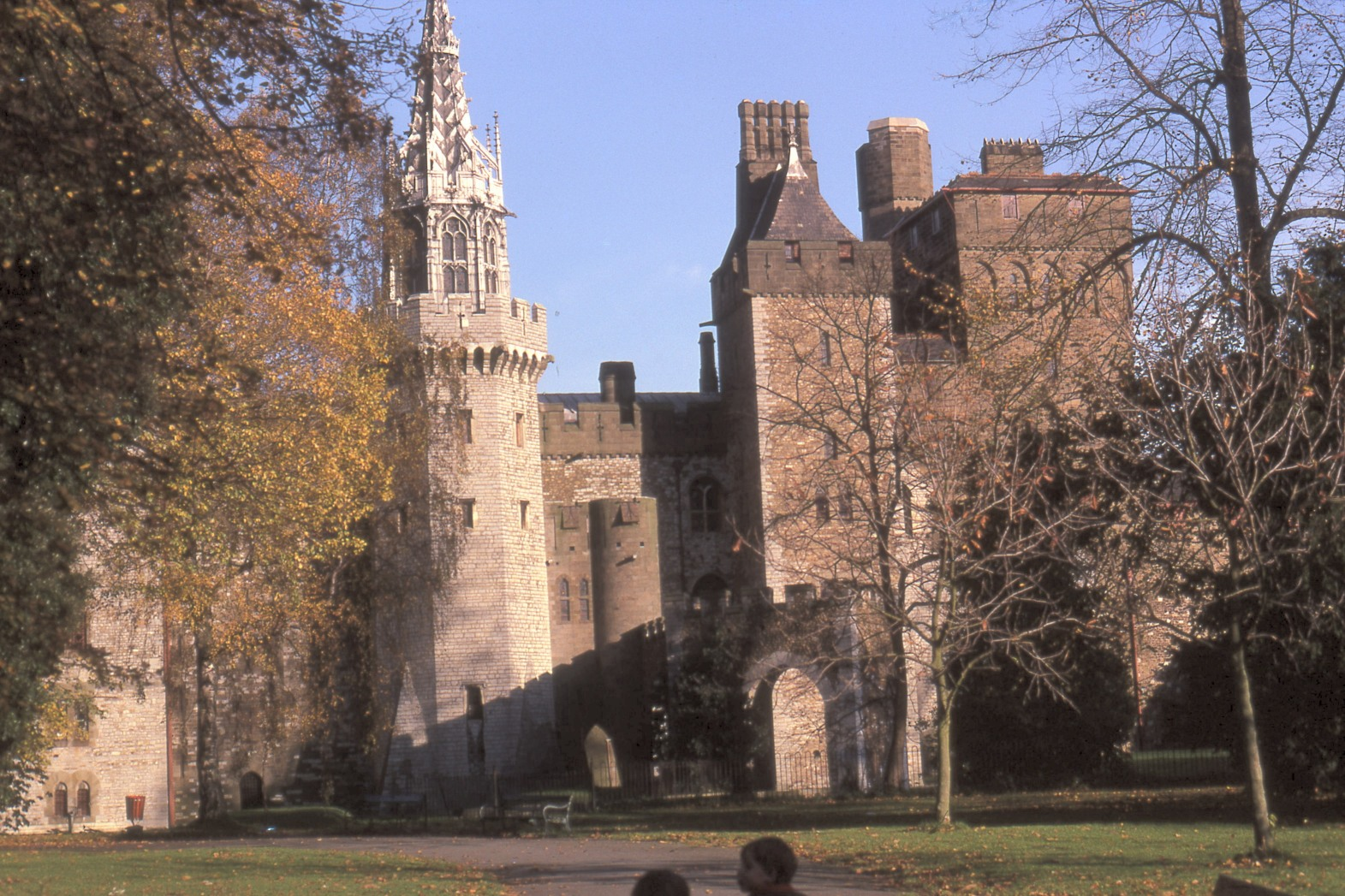
Замок у Кардіфі, столиці Уельсу.

## Готика

Король на будівництві храму. Мініатюра із англійського рукопису Житіє Св. Оффара, до 14 ст.

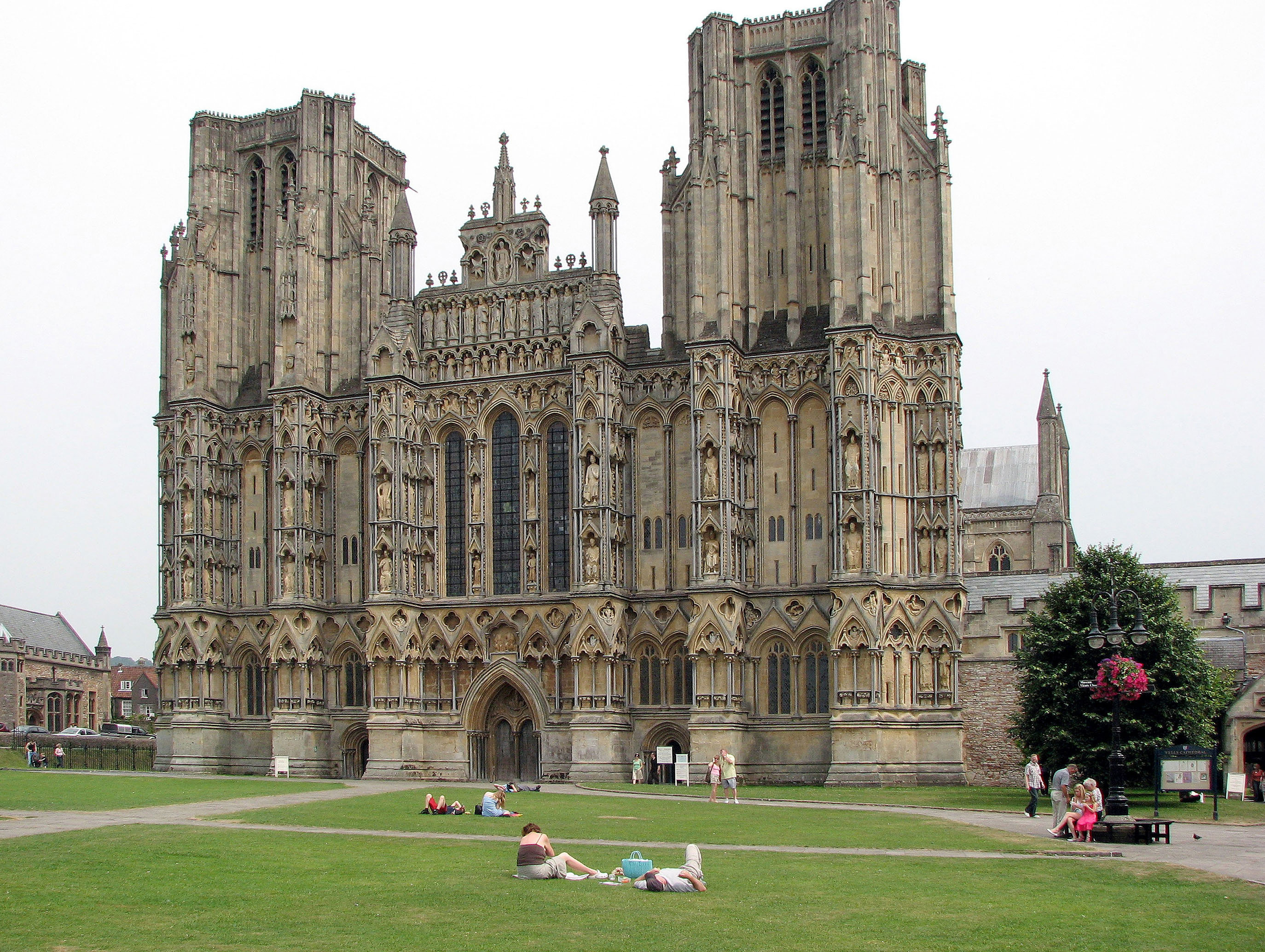
Сомерсет, Кафедральний собор, Британія.

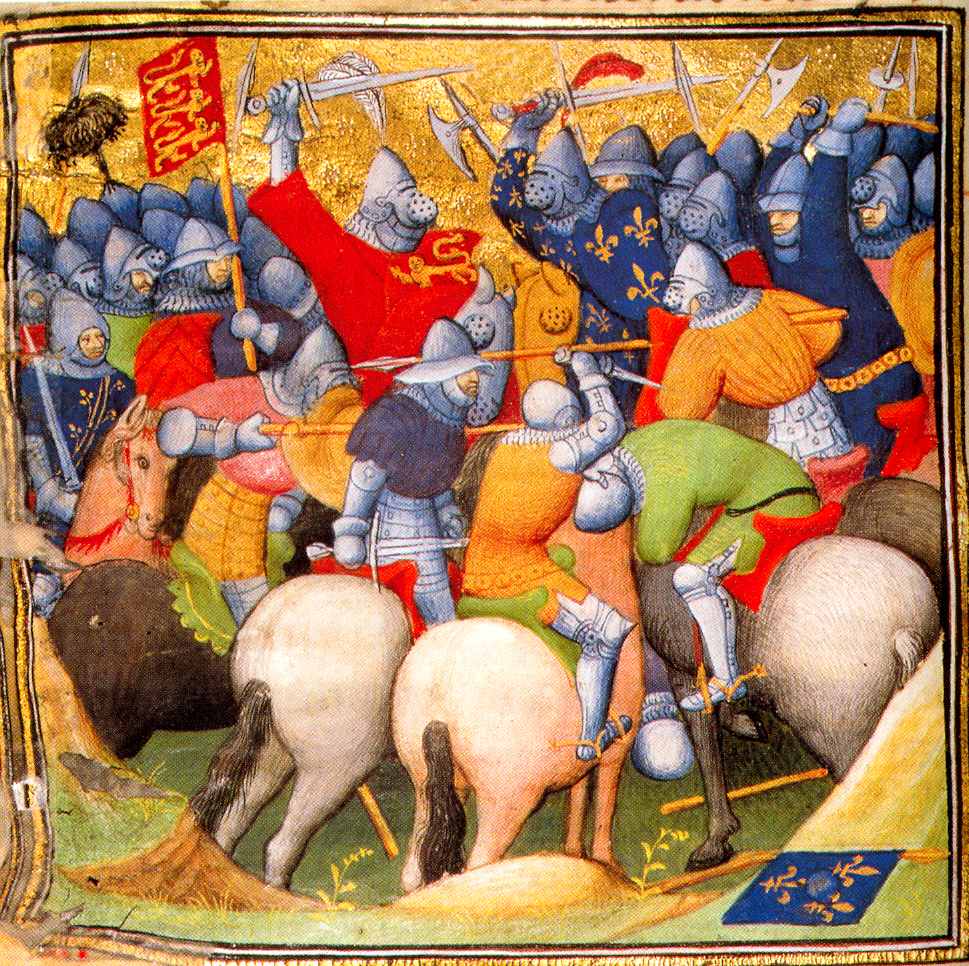
Епізод Столітньої війни, мініатюра.

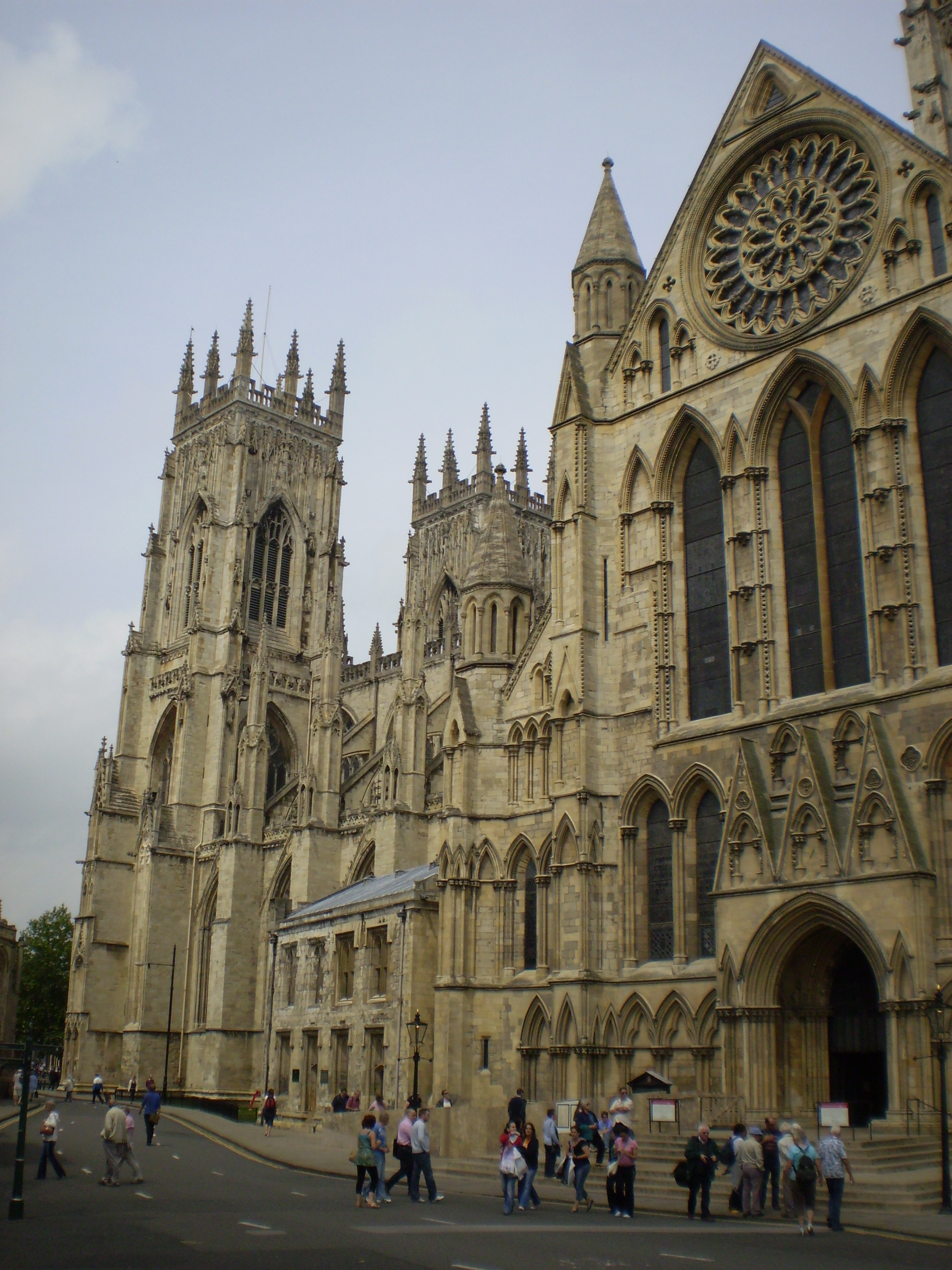
місто Йорк, собор, південно-західний фасад.

Готика Англії виникла досить рано (наприкінці ХІІ ст.) й існувала до XVI ст. Млявий розвиток міст призвів до того, що готичний собор став не міським храмом, а монастирським, оточеним полями і луками. Звідси, очевидно, його «розпластаність» по горизонталі, розтягнутість у ширину, наявність декількох прибудов. Домінанта собору — величезна вежа на середхресті, ярусна, прямокутна з пласким дахом.
Головний готичний собор Англії — Кентерберійський, резиденція архієпископа Кентерберійського, національна святиня. Собор Вестмінстерського абатства в Лондоні — місце коронації і поховання англійських королів з часів Вільгельма Завойовника, згодом усипальниця великих людей Англії — близький до зразків французької готики за побудовою.
Починаючи із часу Столітньої війни (1337—1453) будівництво в Англії скорочується. З цивільної архітектури цього періоду можна згадати найславетніший Вестмінстерський королівський палац (XIV ст.) з його Вестмінстер-холом площею 1500 кв.м.
Фортифікаційна архітектура Британії розвивалася повільно. Оборонні споруди будують з боку Європи на випадок десантів та в центральних графствах. Фортифікаційна архітектура не відігравала значної ролі через острівне розташування королівства, захищеного морем і ще слабко розвинутими європейськими флотами.
На відміну від французької, англійська готика не пов'язана тісно з конструкцією, зберігала прямокутні, видовжені об'єми. Тло заповнювали декоративними елементами, що на фасадах утворювали справжні екрани-декорації. За ними важко було розпізнати побудову інтер'єру. Декор (форма вікон, малюнки віконних перетинок тощо) головує і першим кидається у вічі. Еволюцію англійської готики ведуть за змінами саме декору. Звідси і назви періодів — * ранньоанглійська готика (кінець 12 ст. — середина 13)
- геометрично-криволінійна (середина 13 — середина 14 ст.)
- перпендикулярна (середина 14 ст. — 16 століття).

Збережені свідоцтва про запрошення французьких майстрів в Британію. Хори собору у Кентербері вибудував французький архітектор Вільгельм з Сана. Але приклад не мав наслідків і його не копіювали. Велетенський собор у місті Дарем будували за планом собору Св. Трійці міста Кане у Нормандії, Франція. Даремський собор найменше постраждав від пізніх перебудов, але має «британські» риси — могутні прямокутні об'єми, прямокутна вежа над середхрестям, більш насичений декором західний фасад, ніж у соборі в Кане. Висота нав британських соборів менша за французькі зразки, тому не було розвиненої системи аркбутанів і контрфорсів, хоча вони зустрічаються.
Були свої герої і в добу англійської готики. Один з них жив в першій половині 14 ст в Уельсі. Коли мала завалитися вежа над середхрестям собору в Сомерсеті, він запропонував, переконав і вибудував хрещаті контрфорси не ззовні, а вт середині вежі, в інтер'єрі храму. Незвичні контрфорси Х-подібної форми створені по периметру квадратної вежі у 1338—1340 рр. Винахідником був Вільям Джой.
Нервюри склепінь з часом ускладнюються. Англійці починають змагатися у винаході все нових малюнків і орнаментів стель. Невеликі споруди досі дивують завеликими готичними вікнами і переускладненими малюнками стель. Їм настільки надавали перевагу, що вони пережили справжній розквіт в спорудах каплиць, балдахінів, стель над похованнями. Переускладнені готичні стелі — характерна ознака найстаріших англійських університетів (Оксфорд, Кембридж), де їх створення вітали ще у 17 столітті, ігноруючи європейські стилі і європейський досвід.
Храмове будівництво в країні потроху скорочувалося (великими були ще романські собори). Набирають міці торговельно-промислові корпорації, які замовляють «бенкетні зали», цехові будинки, до соборів прибудовують розкішні цехові каплиці. Так розповсюджуються зальні споруди з великими вікнами. Стелі дивують ювелірно створеними нервюрами зірчастих, сотових, віялоподібних форм різних варіантів.

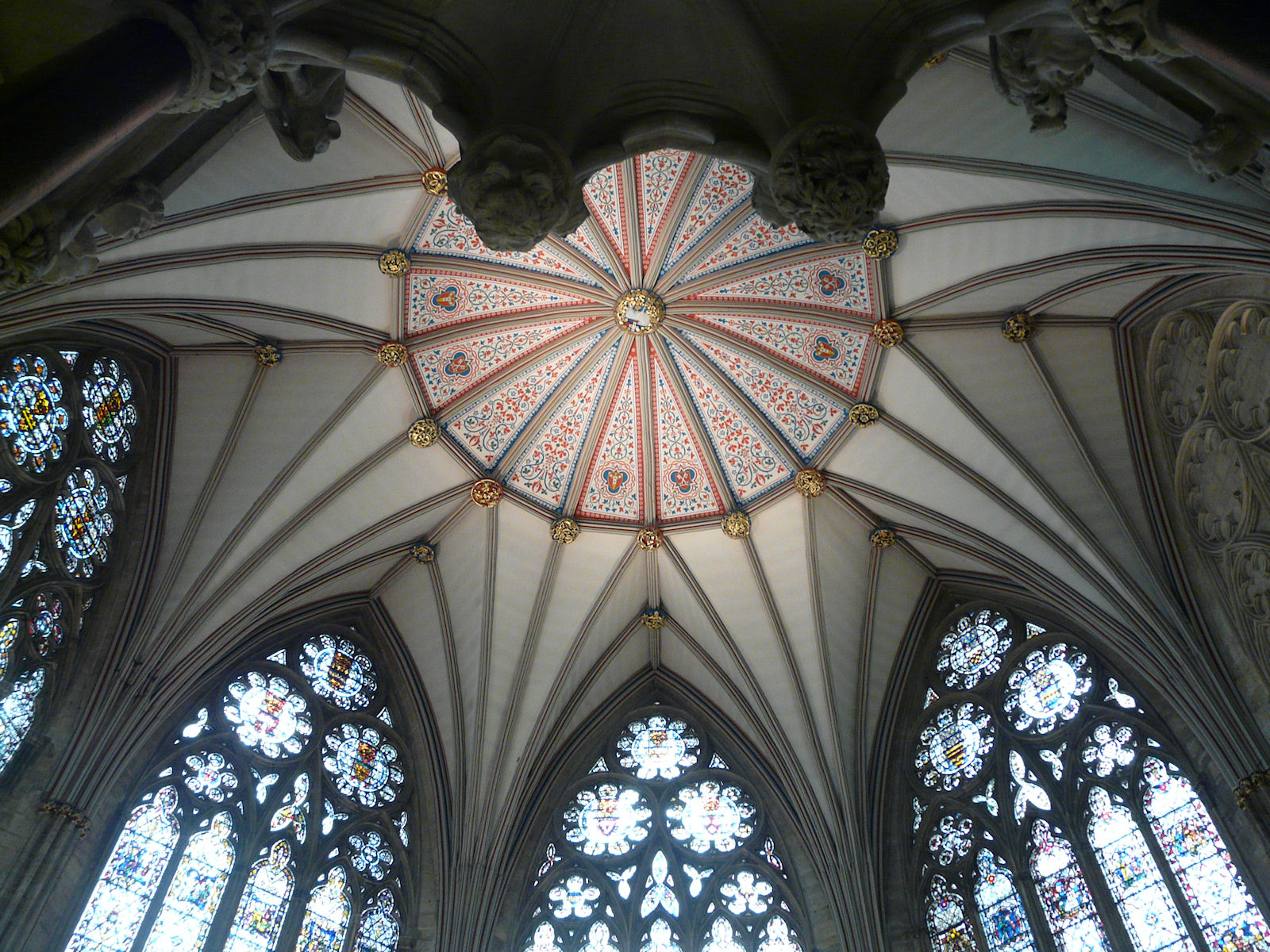
Собор у Йорку, зірчасте склепіння
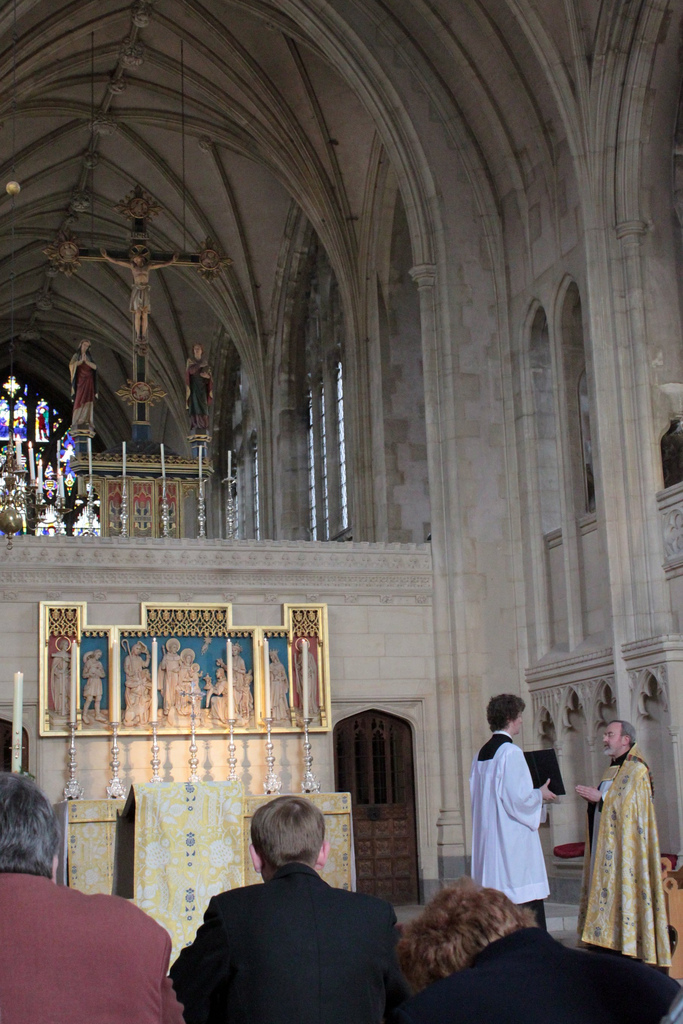
Каплиця Воскресіння, Оксфорд
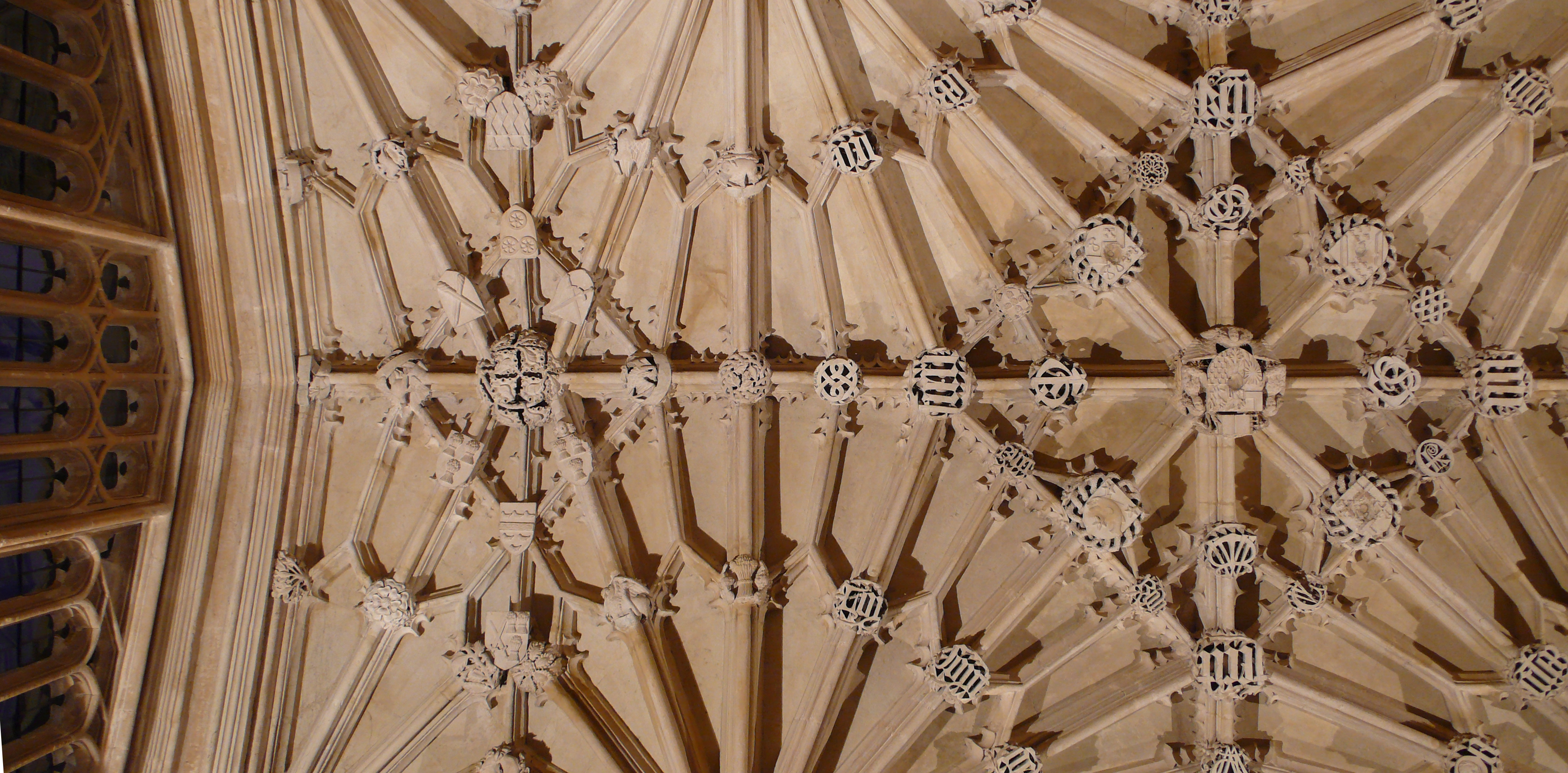
Склепіння у Богословській школі,Оксфорд
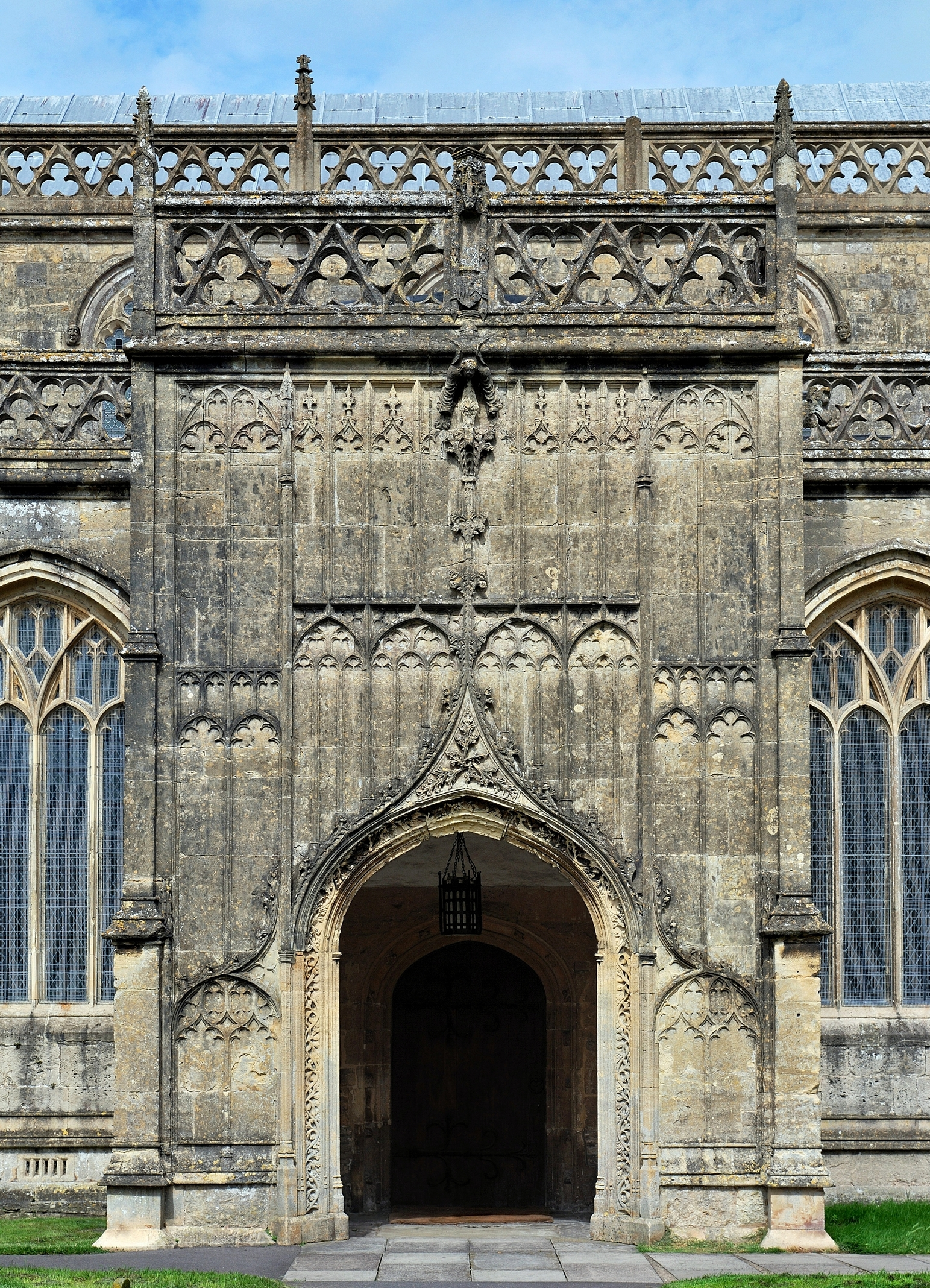
Ц-ва Св. Марії, Яттон, плаский декор південного порталу
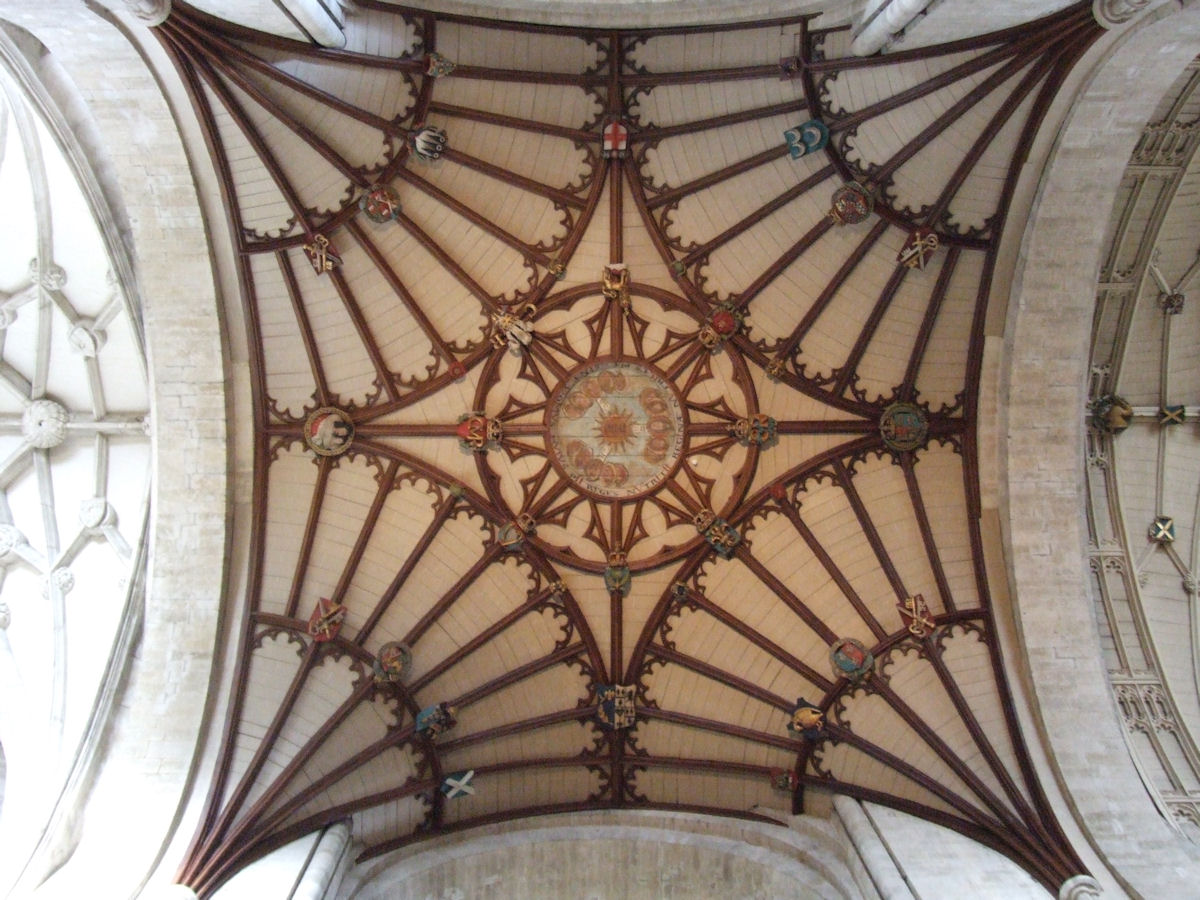
Склепіння собору у Вінчестері
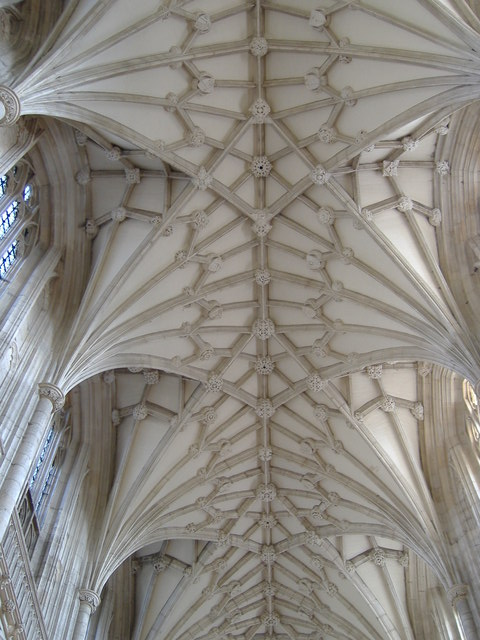
Собор у Вінчестері, склепіння головної нави.

## Собор у Солсбері

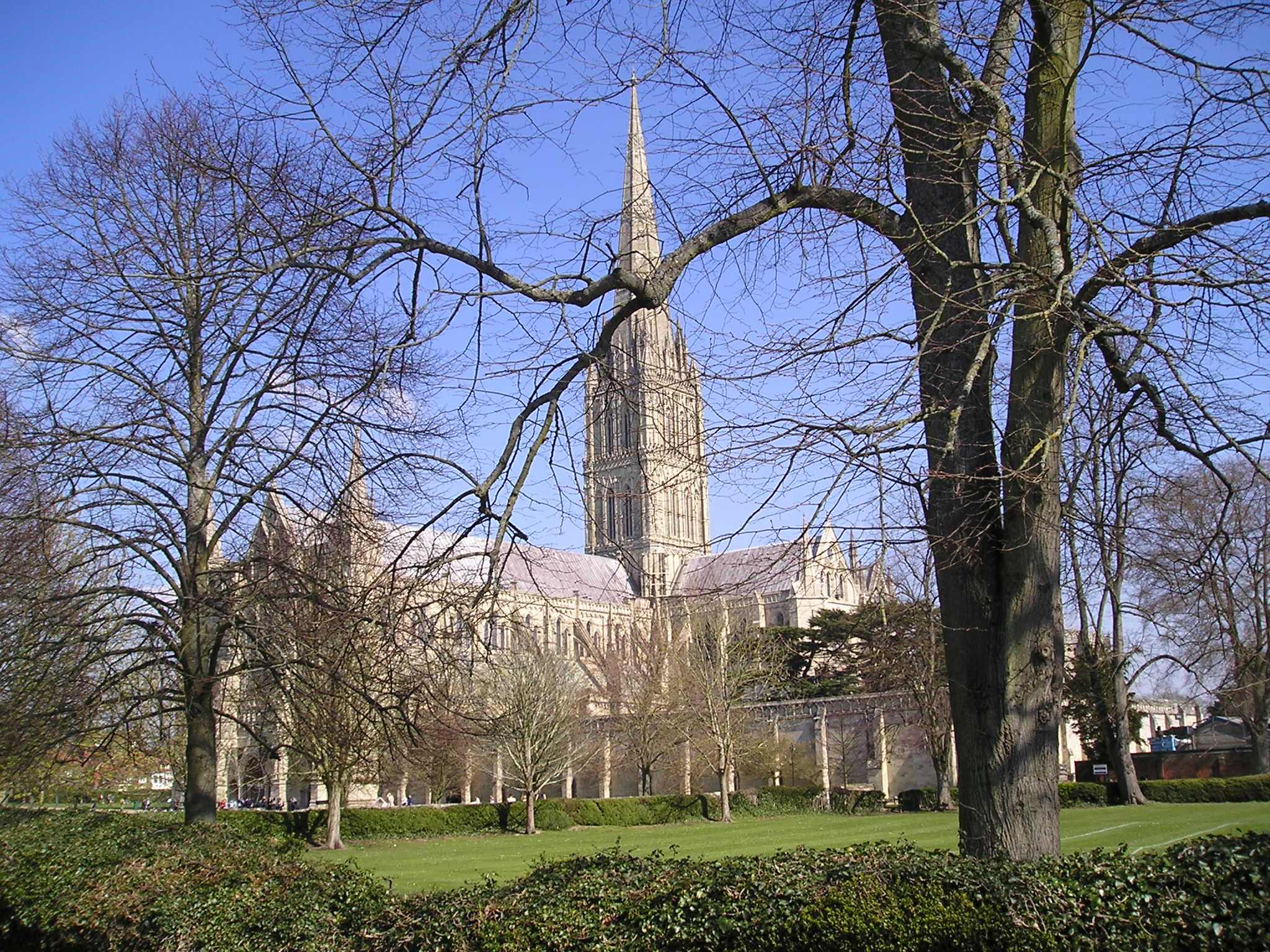
Собор у Солсбері

Характерним і довершеним зразком англійської готики став собор у Солсбері, вибудований у 1220–1270 роках. Він має план латинського хреста, розпластаний на землі, це тринавна базиліка. П'ятинавні базиліки у Британії не будували. Довжина собору у Солсбері — понад 140 метрів. Абсиди нема, замість неї прямокутна каплиця Богородиці. Трансептів не один, а два. Собор має декілька допоміжних прибудов — дворик (клуатр), каплиці, ризниця, капітул (зала зібрань). Усі прибудови — різні за формами і висотою. Композицію докупи збирає величезна вежа над середхрестям, шатровий дах якої плутають зі шпилем. Вежа над середхрестям разом з дахом-шатро сягає на 135 метрів і є найбільшою соборною вежею в Англії.

## 14 століття
Чотирнадцяте століття багато в чому стало переломним для королівства. Вперше була витіснена французька мова, навіть в тогочасному англійському парламенті. Розпочата релігійна реформа і Джон Вікліф сприяв перекладу з латини на англійську Біблії. При цьому в Британії дотримуються європейських настанов освіти і латина залишається мовою богословів, викладачів університетів, письменних аристократів. Латина була навіть головною мовою англійського короля (німця за походженням, обраного на престол), що не знав англійської.
Британія має зростання економіки, заснованої на сільському господарстві, отриманні і переробці сировини, яку експортує в Європу. Промисловці не стільки відокремлюються від землевласників, скільки самі прагнуть і стають землевласниками. Міста Англії століттями нагадують великі села, а вівці і бавовна стають символами англійського багатства.

## Затвердження англіканства

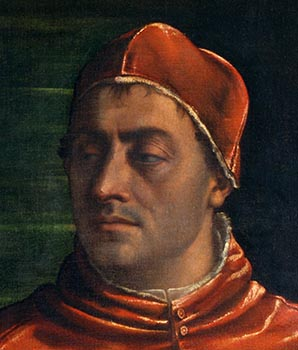
Худ. Себастьяно дель Пьйомбо, Климент VII

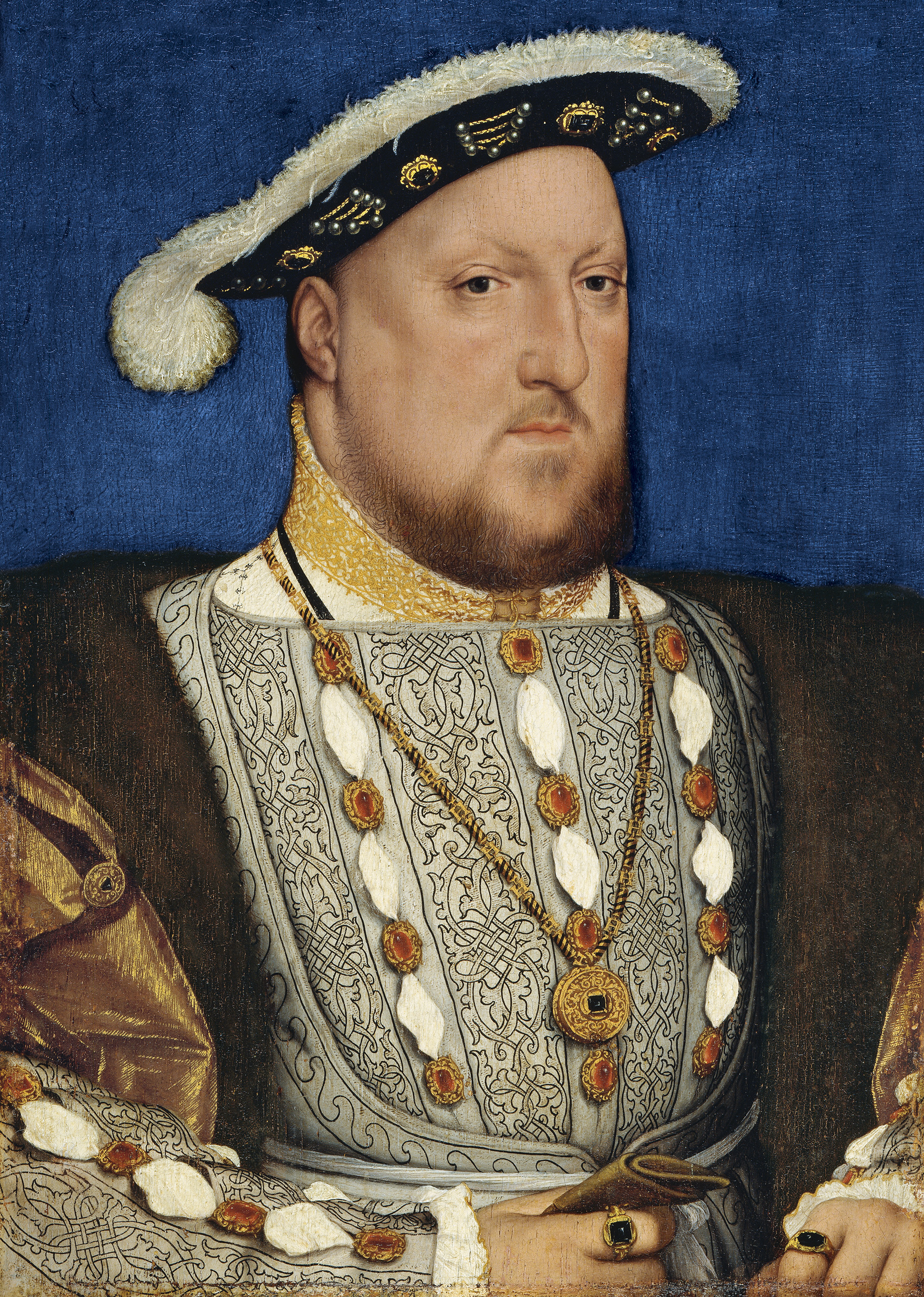
Генріх VIII, король Англії, 1536 р.

Британія стала класичною країною європейського протестантизму. Він оформився у вигляді англіканства. Спротив політиці римських пап, що могутньо втручалися у справи світських володарів, досяг кульмінації в 16 столітті. Король Генріх VIII, що волів грошей, зазіхнув на кошти католицької церкви Англії, які вивозили у Рим. Спротив англійського короля прийняв релігійне забарвлення, а підґрунтям були — матеріальні розрахунки. Сварка з папою римським стала приводом до відходу Британії від католицизму і відмовою з цього часу надсилати гроші у Рим. В королівстві затверджується англіканство, а його головою стає особа англійського короля. Момент відокремлення був досить вдалим через військово-політичну поразку пап у Італії, руйнацію і пограбування Риму, виникнення лютеранства в німецьких князівствах, протестантизму в швейцарських кантонах, Франції, Південних Нідерландах. Агресивна політика пап щодо англійців не досягла успіху, бо зусилля перенаправили на збереження католицьких позицій у Європі, на континенті.
З цього приводу з королівства виганяють католиків-італійців, частка церков і соборів руйнується. Землі католицької церкви і монастирів передаються новим власникам (дрібне воїнство-дворянство), що стають могутньою силою підтримки династії Тюдор (1485–1603).
Вдруге після розколу 1054 року і виникнення католицизму і православ'я релігійна спільнота Європи розкололася. Відтоді християнство має три гілки — католицизм, протестантизм, православ'я. Найбільші здобутки від розколу тримав протестантизм, що зберіг могутню здатність до реформ і оновлень. Саме серед країн, прихильниць протестантизму, приклади успішного рішення економічних, наукових і соціально-політичних проблем, серед яких — * Велика Британія
- США
- Швеція
- Швейцарія
- Голландія (Нідерланди). Найнижчі показники — у православних (Греція, Болгарія, Росія, Україна, Румунія).

## У 16 столітті

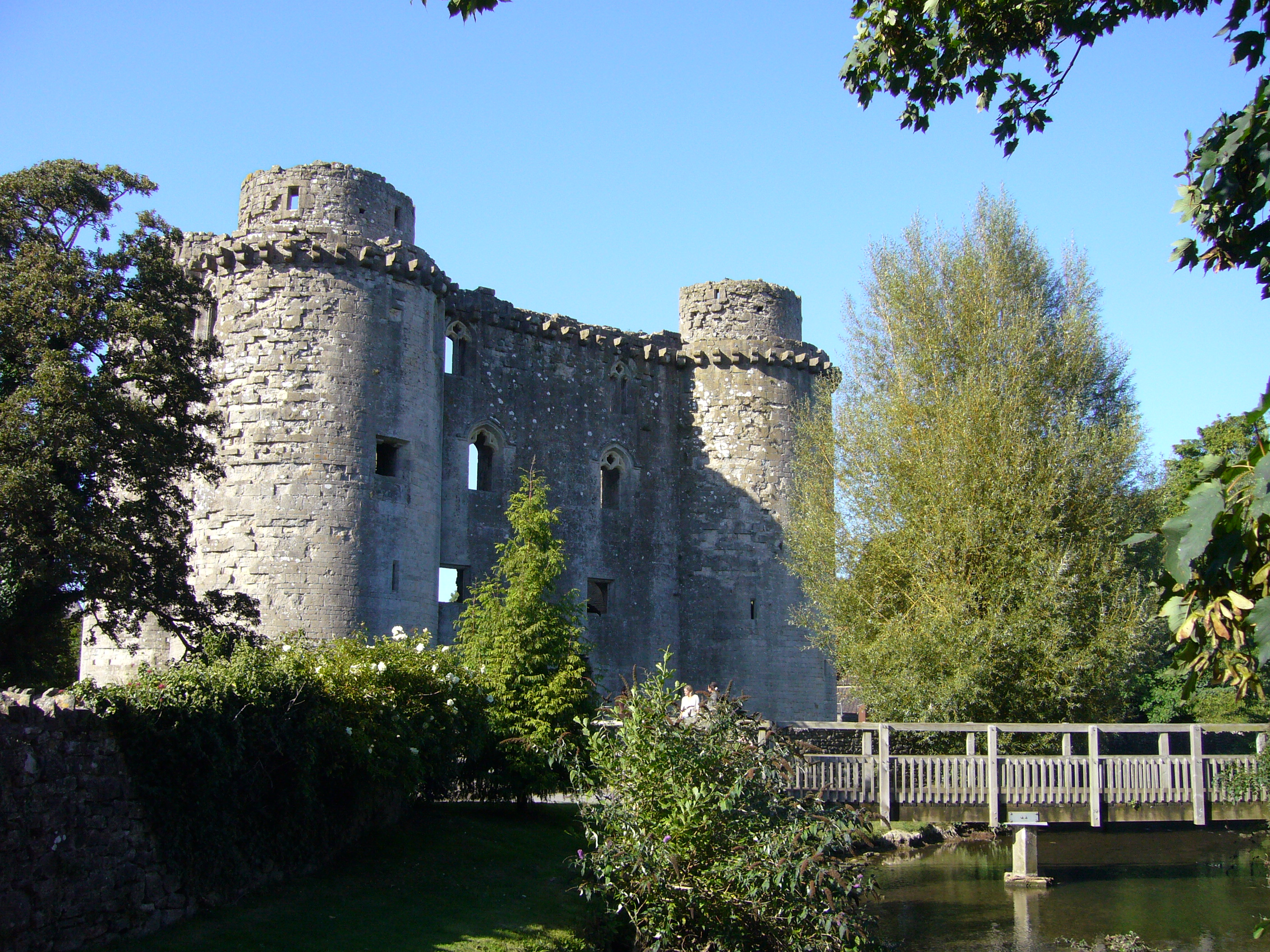
Замок Нанні, руїни
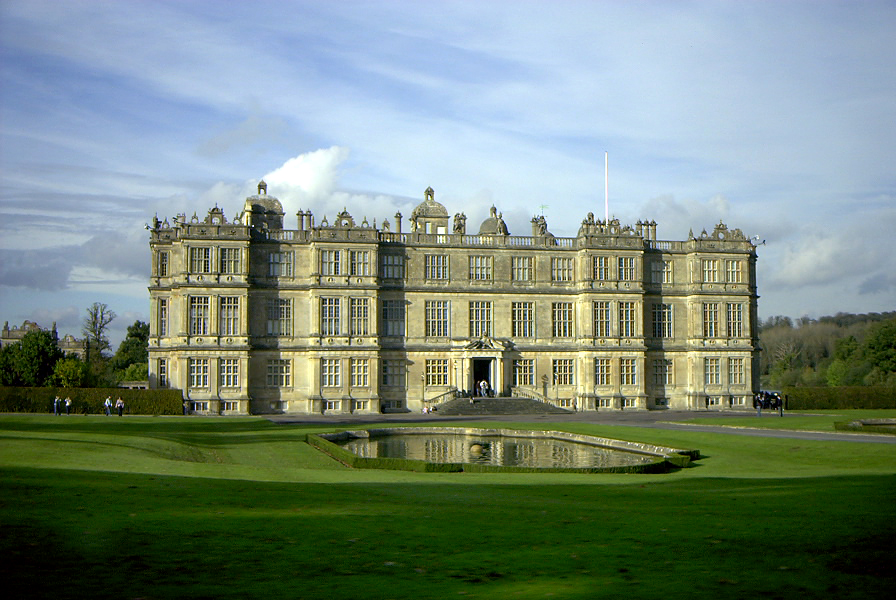
Палац Лонгліт Хаус
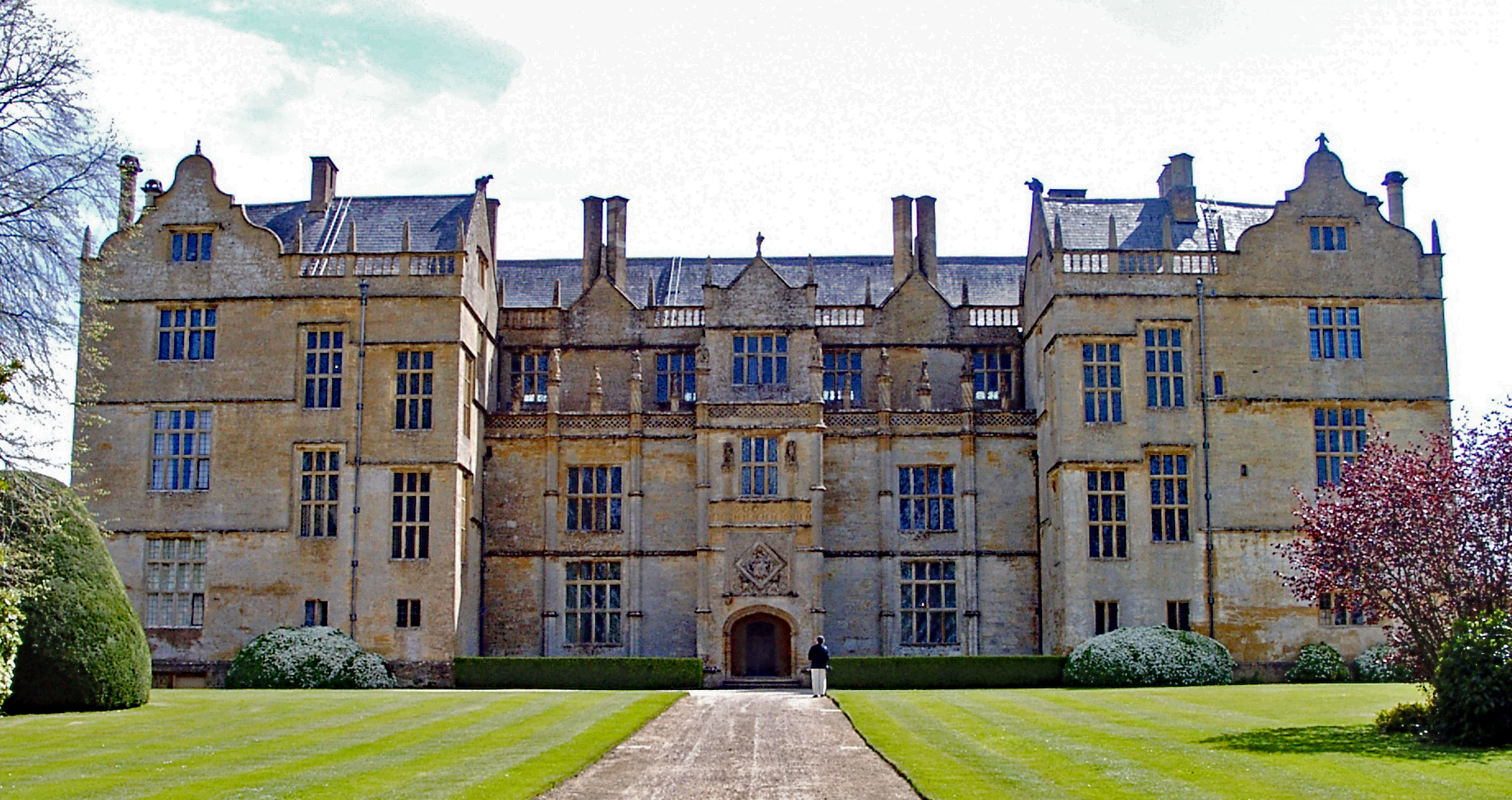
палац Монтекют Хаус
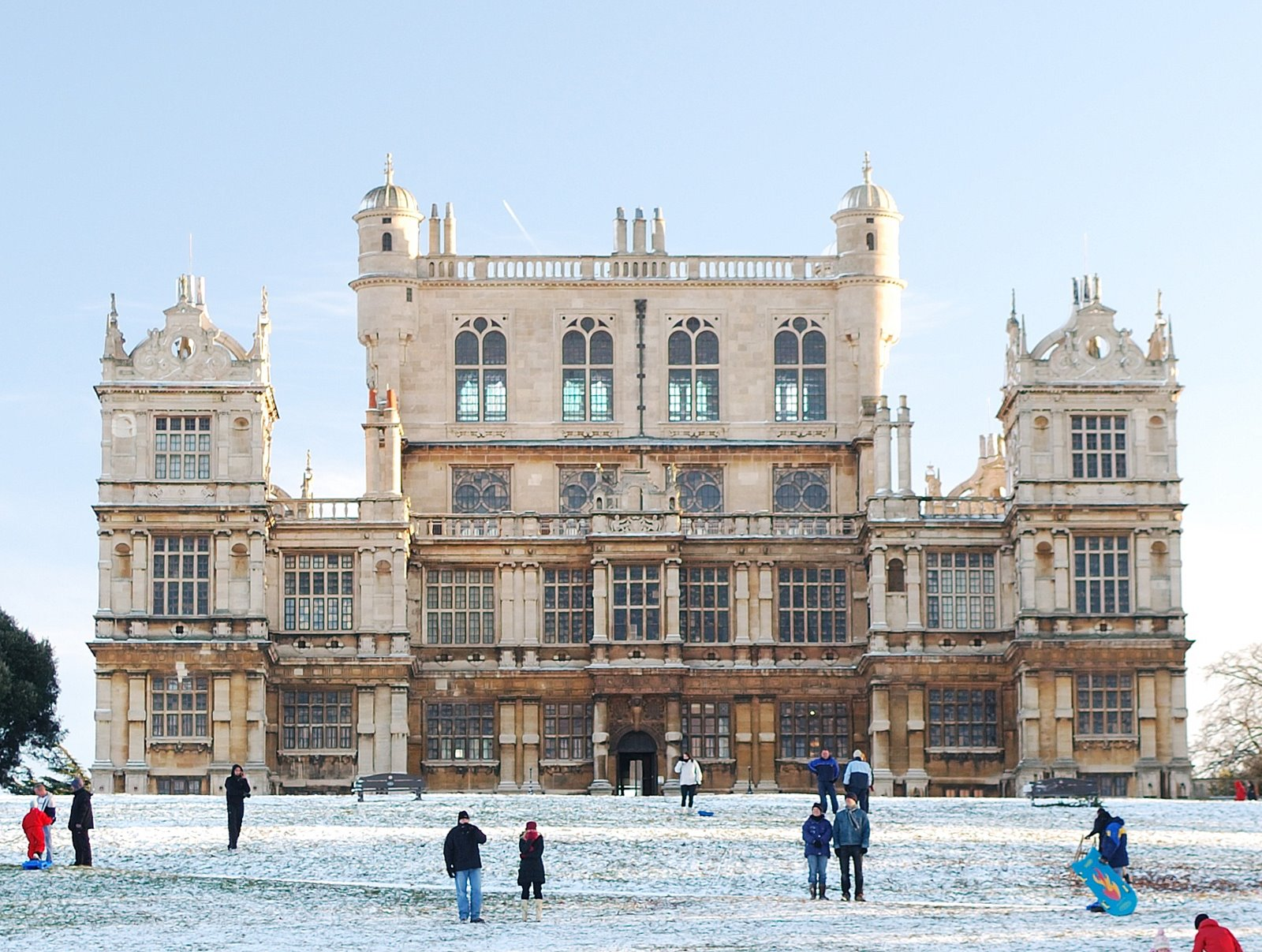
Воллатон Холл після перебудов

На початку 16 ст. церковне будівництво сильно скоротилося і поступилося місцем будівництву світському. Зразком пізньої англійської готики стала каплиця короля Генріха VII у Вестмінстерському абатстві, створена у 1502–1512 рр. В Італії це доба Високого Відродження, в Англії — пізня готика. Британія вступила в добу відродження з запізненням, а ідеї доби гуманізму мали обмежений характер.
Англійські вельможі теж запрошують італійців-майстрів у Англію. Але це не архітектори (як запрошені у Польщу чи в Україну в її складі), а декоратори. Вони і створили декор в вельможних оселях (а не самі споруди) у палаці Хемптон-Корт (Мідлсеск, 1515 р.), в палаці Нонсач (Суррей, з 1538 р. зруйновано). Англійський тип споруд (високі дахи, декілька димарів, великі вікна і великі еркери на фасадах) виявився досить консервативним і не піддався ордерній архітектурі італійців. Справу нововведень значно погіршило вигнання католиків — італійців у другій половині 16 століття. Вторинні риси ордерної архітектури тепер запозичували з протестантських Голландії та Німеччини, де вони теж не головували. Лише в спорудах, де ризикнули відсахнутися від англійських традицій, виникає щось дійсно цілісне — Лонгліт Хаус (Вілтшир, 1567–1575), симетричний план палацу Воллатон Холл (Ноттімгемпшир, 1580—1588), палац Монтекют Хаус (Сомерсетшир, 1580—1599). Але це швидше модні винятки.

## Впливи маньєризму

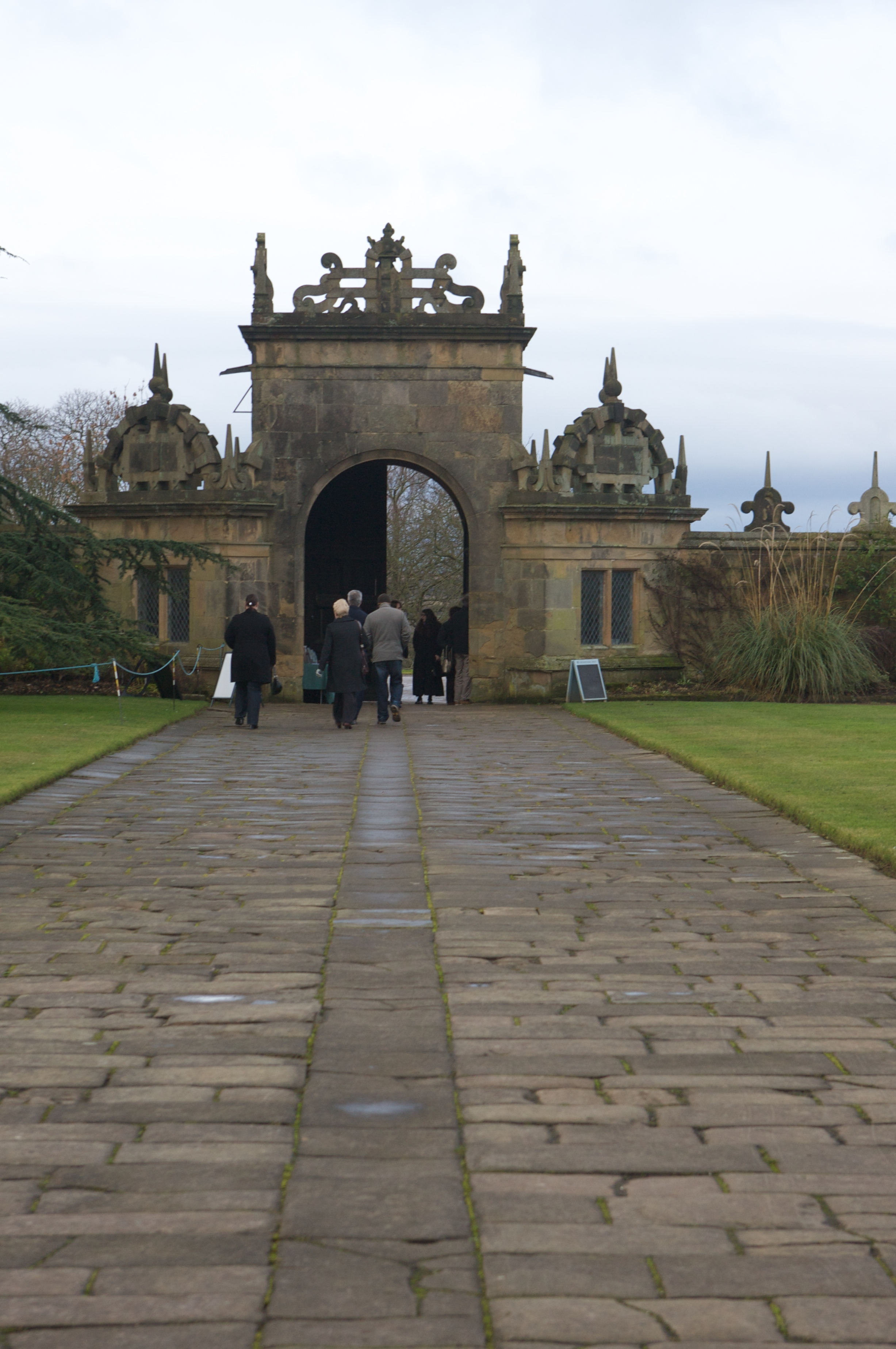
Чудернацький декор вхідної брами в Хардвік-холл

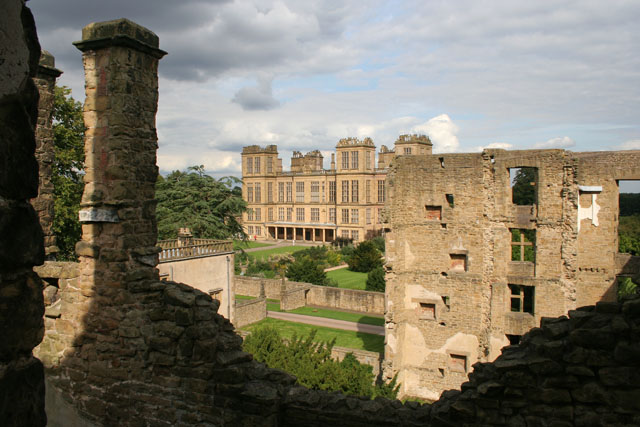
Садиба Хардвік-холл, старий замок і палац 1597 року
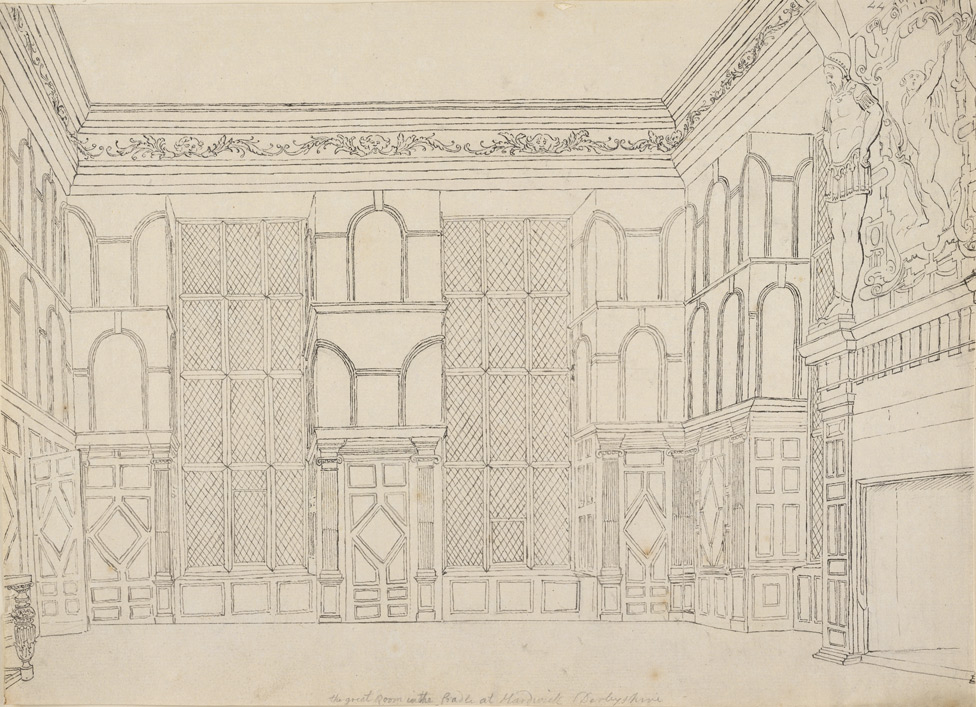
декор Великої зали в Хардвік-холл, малюнок 1773 року.Вікна заштриховані.
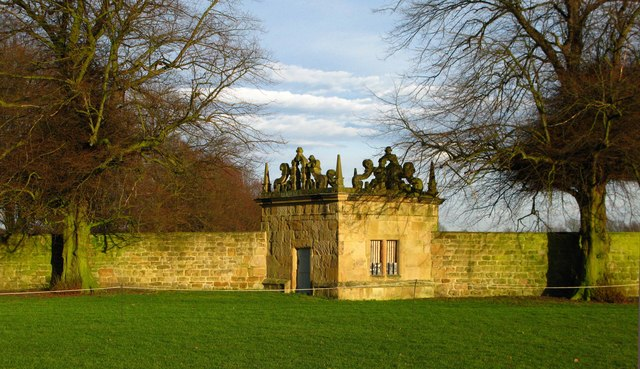
Чудернацький декор павільйону в Хардвік-холл
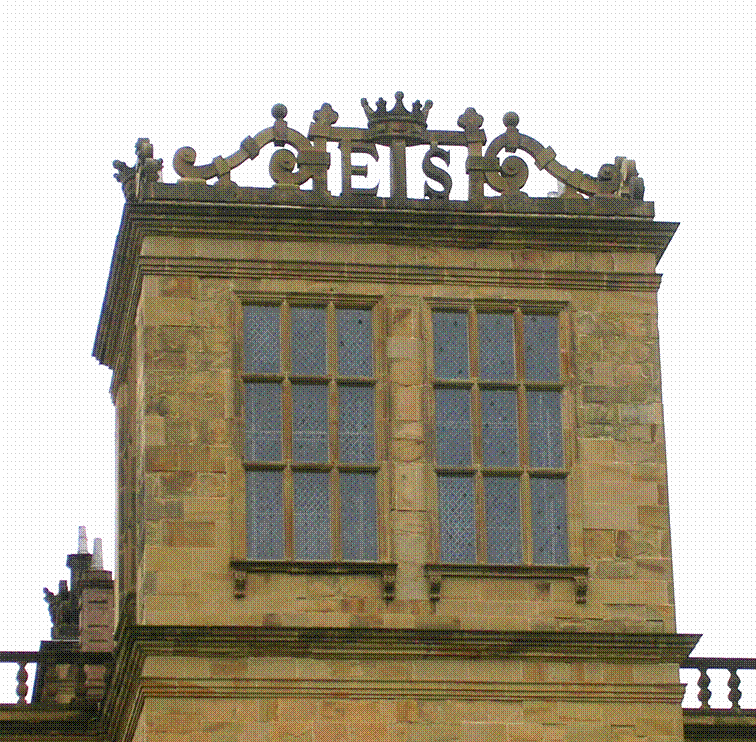
Монограма володарів на парапеті палацу.

## Фахверкові споруди

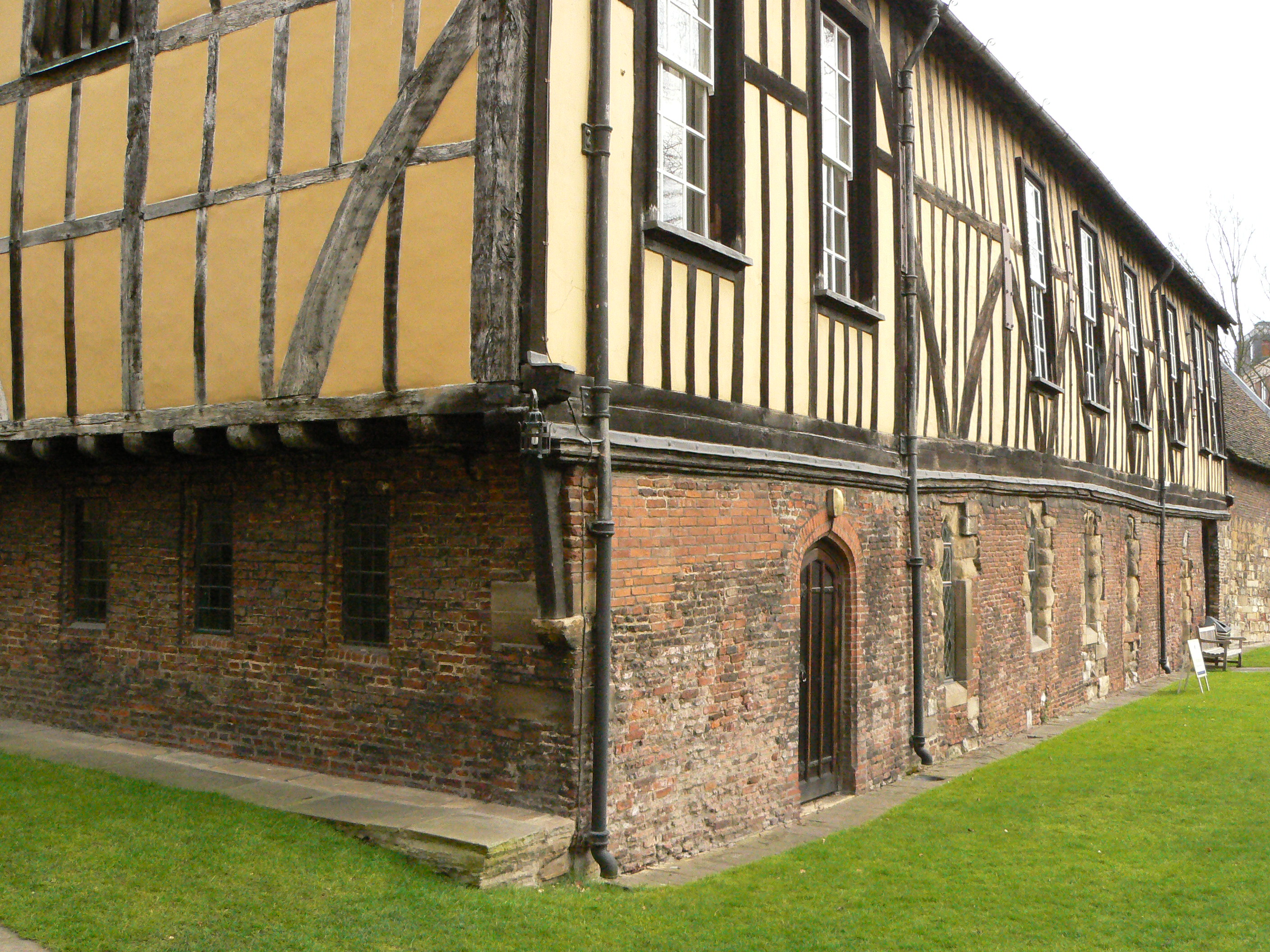
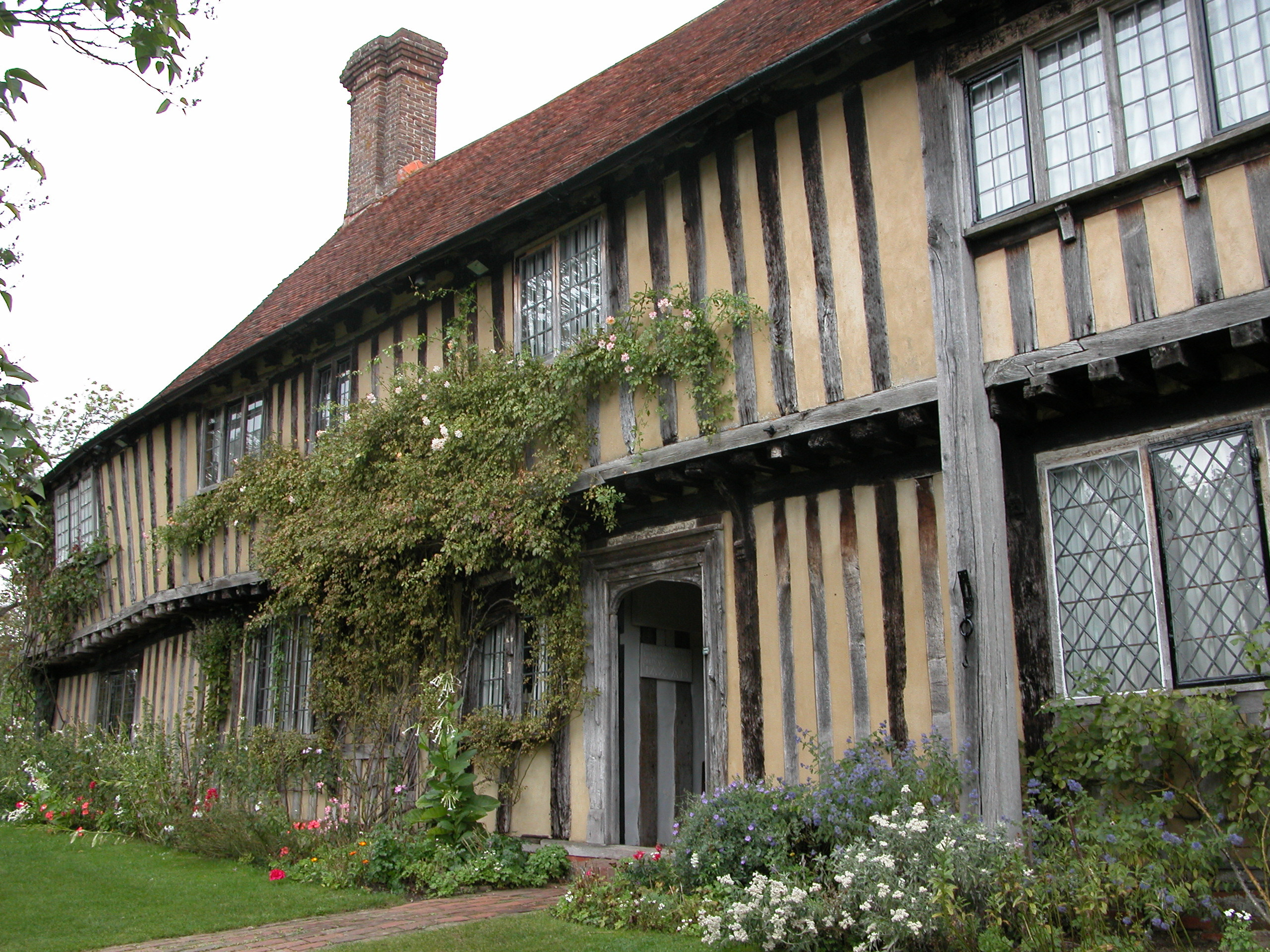
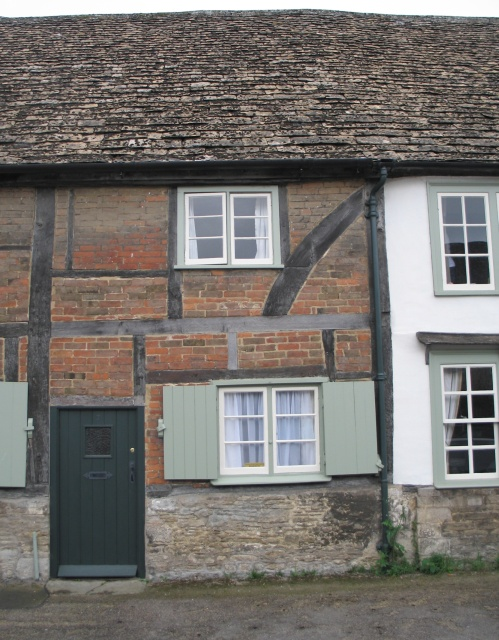
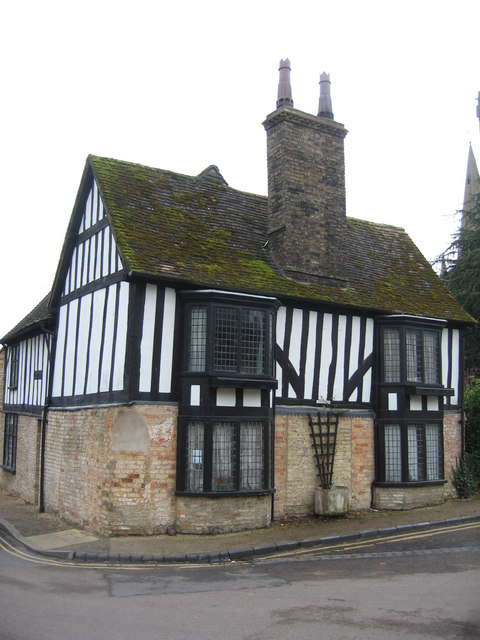

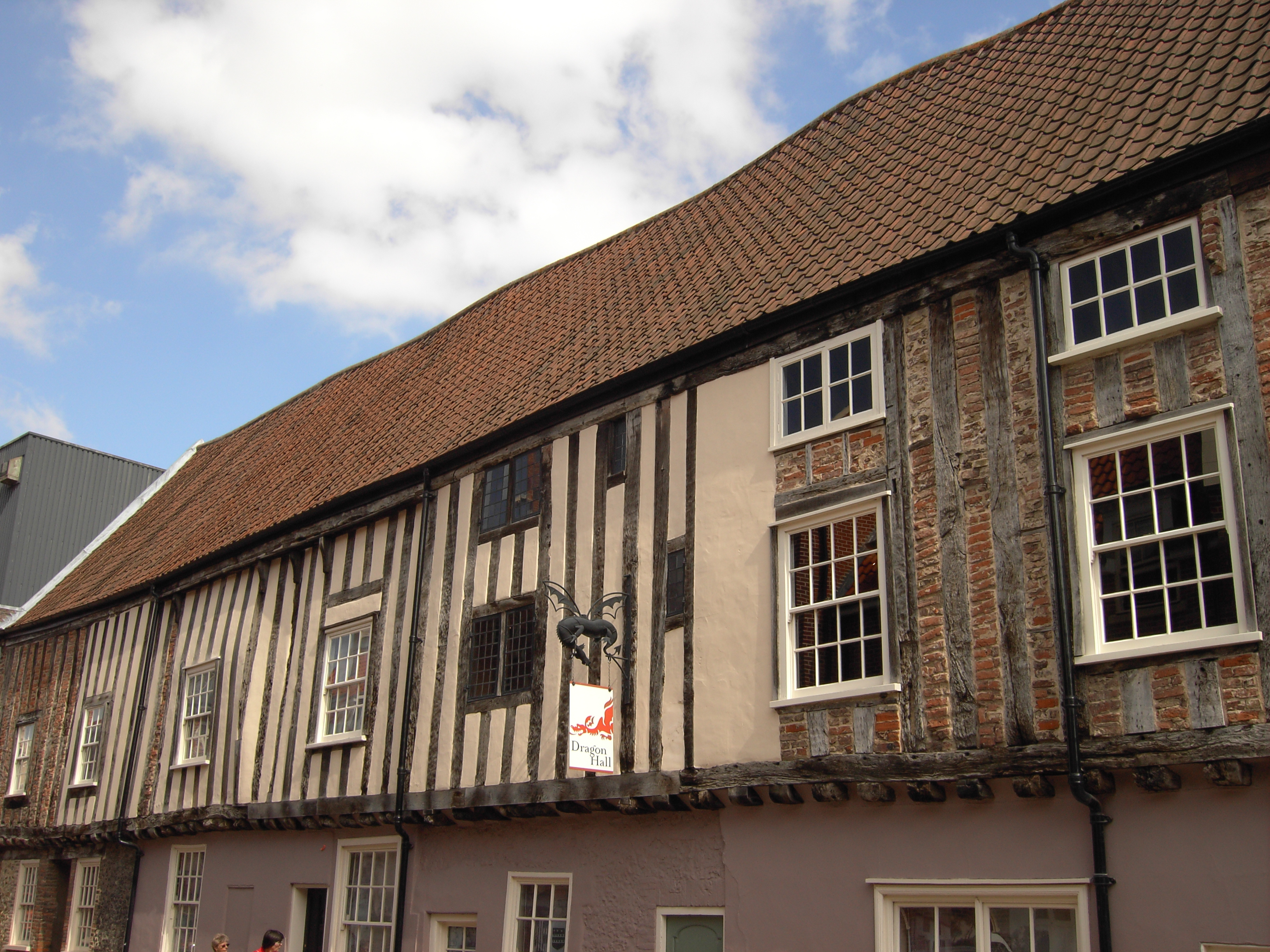
Дракон Холл, середньовічний торговельний заклад,Норфолк.
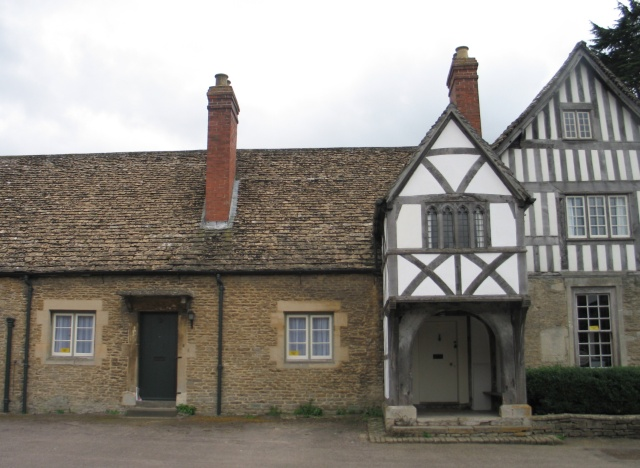
Лекок, фахверк
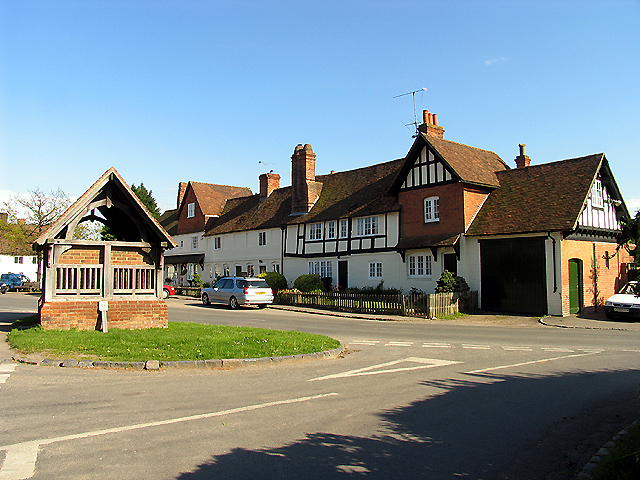
Ятендон, Беркшир
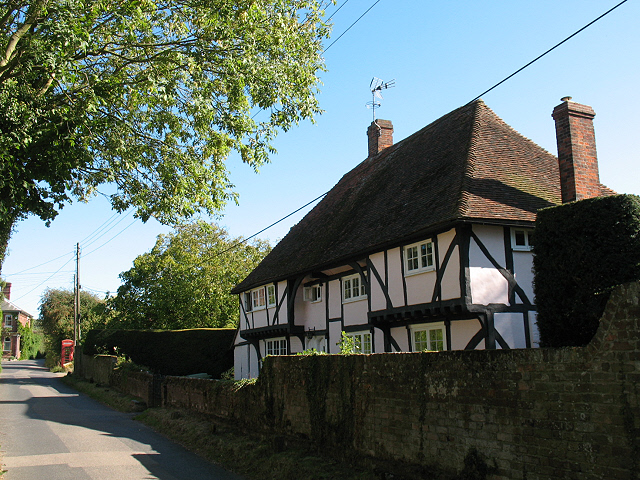

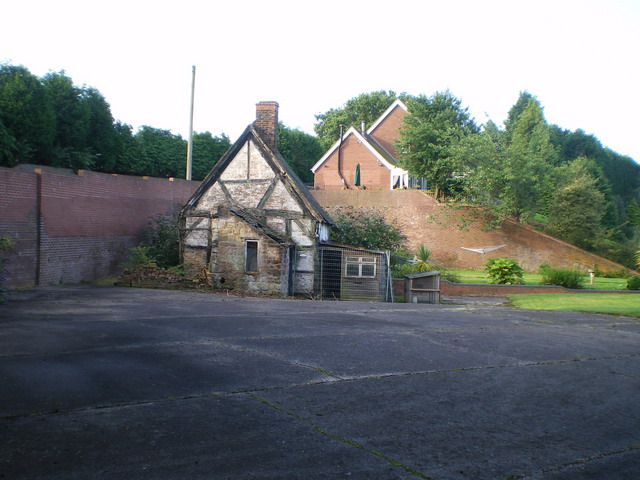
Середньовічний коттедж-фахверк у Тон Фордж

В будівництві для пересічних мешканців переважало дерево. Масова вирубка дерев спонукала звернутися до фахверка, коли дерев'яна тільки конструкція, а проміжки заповнені камінням, цеглою, плетивом з гілок, замазаних глиною. Фахверкові споруди переважали в забудові Півдня та Північного заходу Англії. Їх навчилися тинькувати і білити.
В період 1570–1620 рр. зміцніли капіталістичні відносини в Британії. Орендарям будують дешеві фахверкові хижки. Так виникає котедж, оселя для однієї родини, компактна, відносно дешева, відокремлена від інших. Типи — різноманітні навіть за дахами і криті соломою, плитками шиферу, сланцю, ґонтом, черепицею. Розпланування селищ хаотичне, окреме через пожежі. Існував навіть відповідний закон, що забороняв щільну сільську забудову.
Тільки населення Лондона в цей період збільшилося у десять разів. Обмаль грошей спонукає будувати фахверки і в містах. Закон про заборону щільної забудови там не діє.
В добу реформації і гонінь на протестантів на континенті в Британію прибула чергова еміграція з Нідерландів. Емігранти відродили будівництво з червоної цегли. Поширилося використання камінів з димарями. Англійський тип житла доповнився і перетворився на компактне двоповерхове помешкання. Перший поверх займали комори, кухня, вестибюлі, хол, сходи на верх. Житловим був другий поверх. Пізніше цей тип житла розповсюдився і в містах. Характерна деталь помешкань — галерея для прогулянок. Так, садибний будинок Томаса Лейка 16 століття мав дві галереї — закриту і відкриту на другому поверху. Але це маєток родини з добробутом.

## Бароко

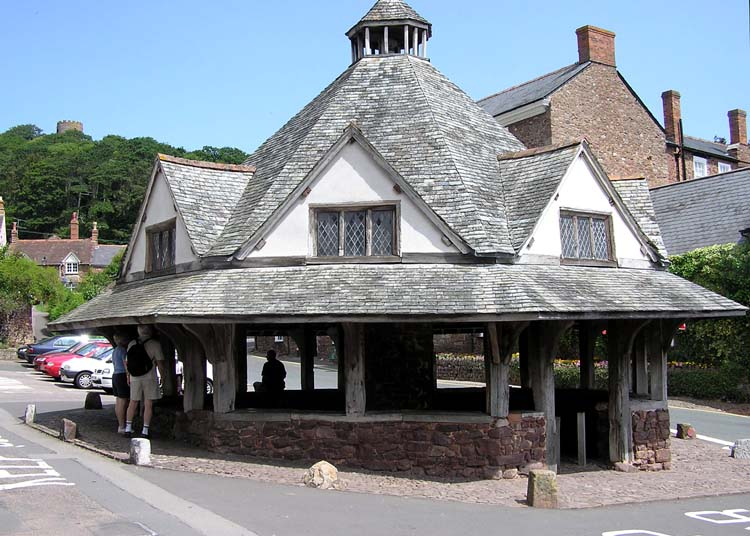
Приміщення ринку Денстер для продажу місцевих тканин, 1609 рік, Сомерсет
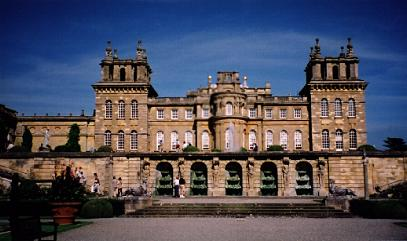
Бленгеймський палац, західний фасад.
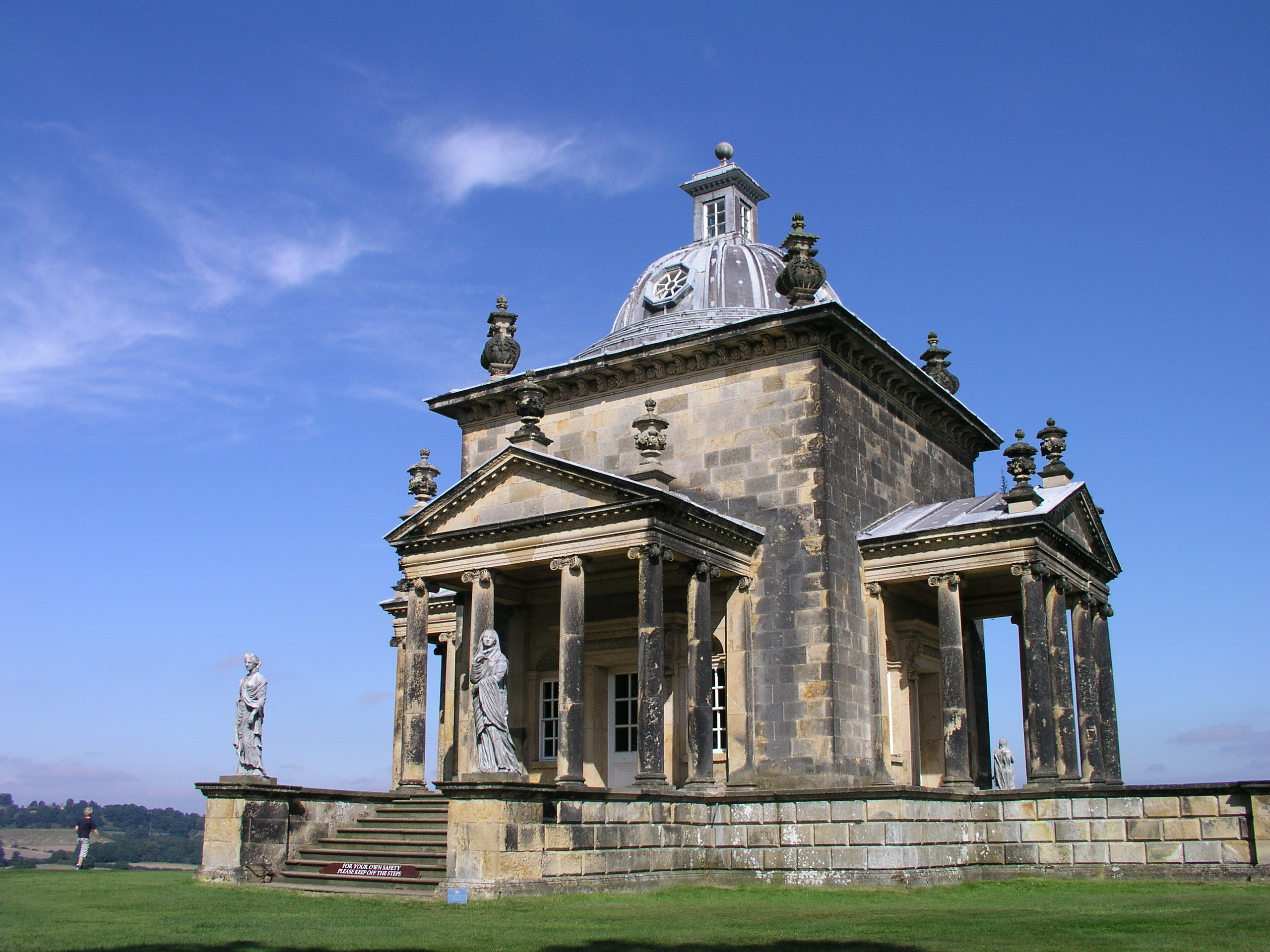
Храм Чотирьох вікон
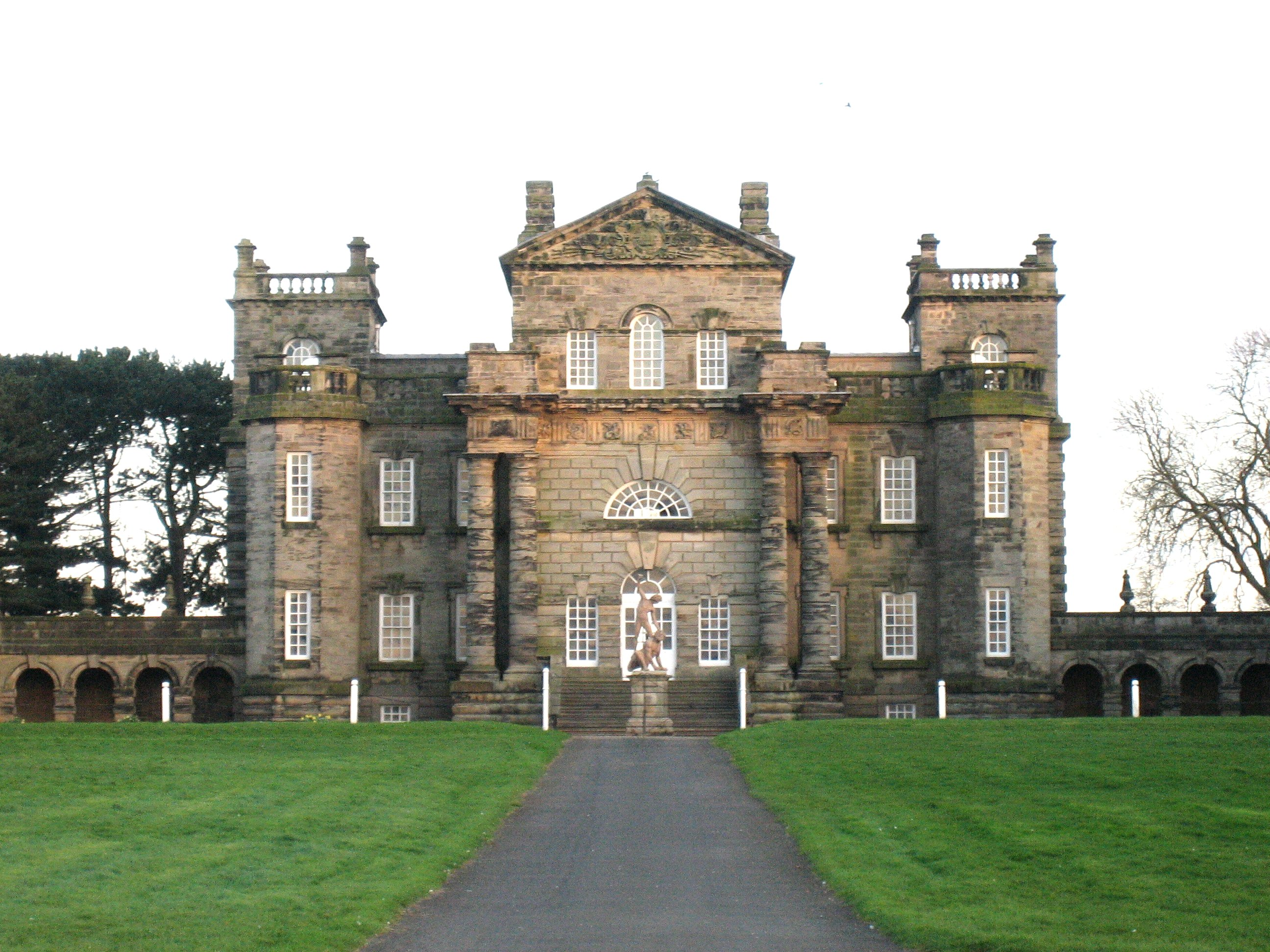
Сеатон Делавел Холл.
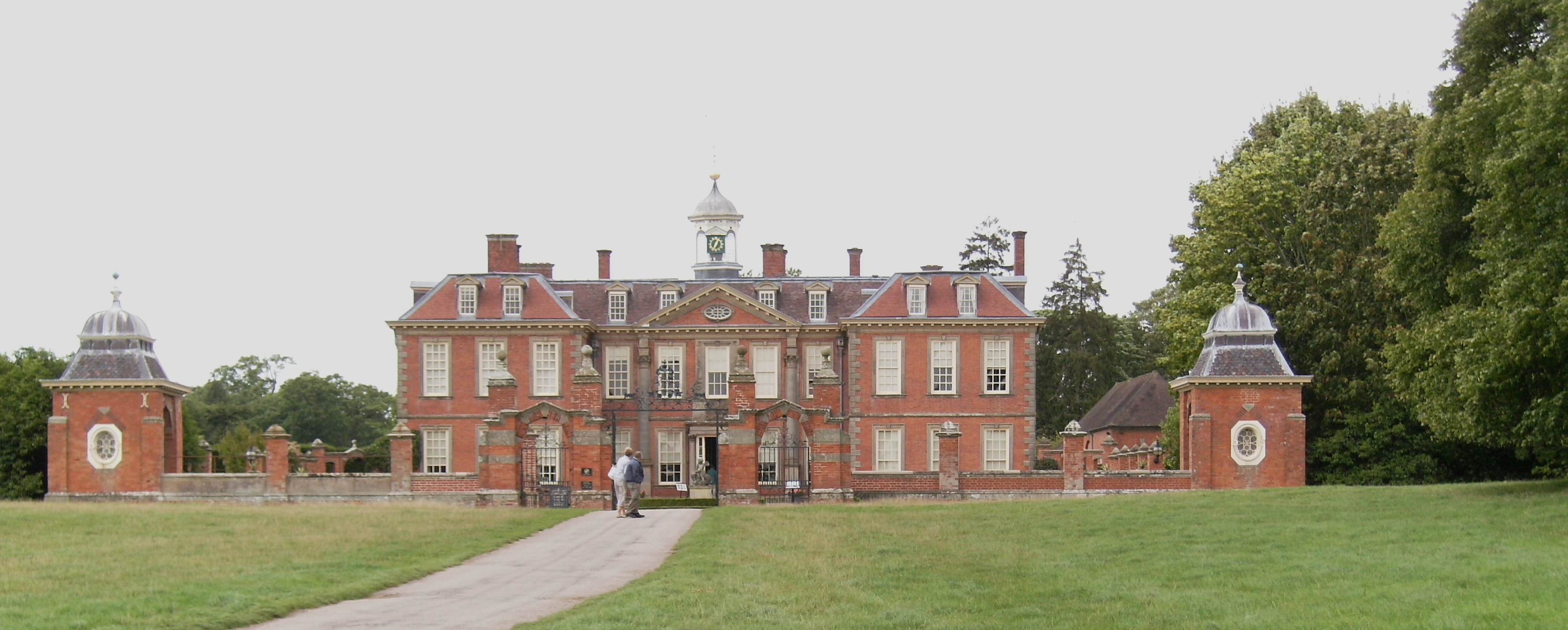
Садиба Хенбері Холл, 1701—1706 рр.

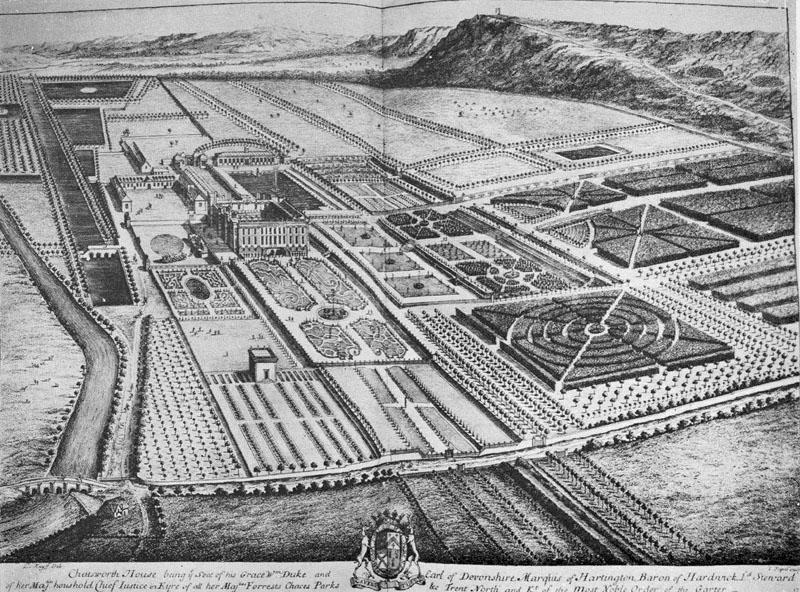
Вільям Талман. Чатсворт-хаус, генеральний план.

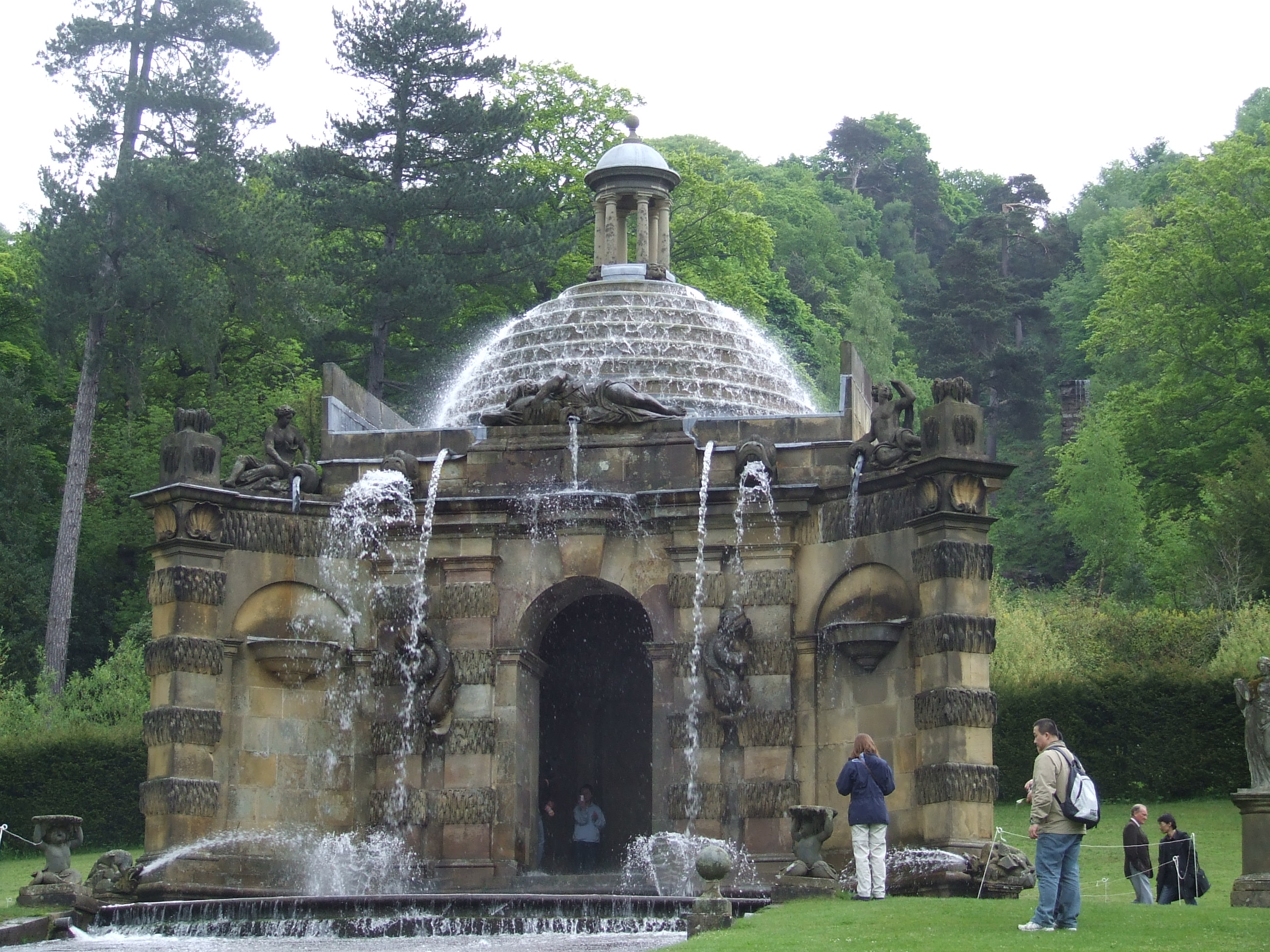
Архітектор Томас Арчер. Будинок-каскад, садиба Чатсворт-хаус.

Бароко в Англії мало обмежений характер і недовгий термін існування. Незначним був і «причт» майстрів, що підтримували стилістику європейського бароко, серед яких — * Вільям Талман (1650—1719)
- Джон Ванбру (1664—1726), архітектор
- Николас Хоксмур (1661—1736), архітектор і помічник Джона Ванбру
- Джеймс Торнхилл, живописець
- Крістофер Рен (частково)
- Ініго Джонс (частково).

Стилістики бароко дотримуються іноземні художники, запрошені в Лондон. Але серед них переважають портретисти, а не архітектори — * Антоніс ван Дейк
- Годфрі Неллер

Короткі візити Рубенса чи наявність його творів в збірках англійських аристократів і королів не мали впливу в протестантській країні і були швидше зразками митця з Європи, яким не наслідували.
Визнання культури Франції 17 ст. і Версалю як мистецького центру відбилося візитами туди англійців, серед яких Крістофер Рен — математик, науковець, архітектор, автор проекту нового собору Св. Павла у Лондоні. Королівський двір дав замови на проекти створення садів бароко французькому ландшафтному архітекторові Андре Ленотру. І той прислав проекти для парку поряд з Сент-Джеймськім палацом, Лондон, для парку в Гринвічі, Британія. Але для мистецької ситуації в Британії це лише неголовні епізоди.

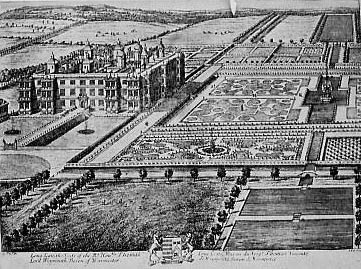
Сад бароко біля Лонгліт хаус.
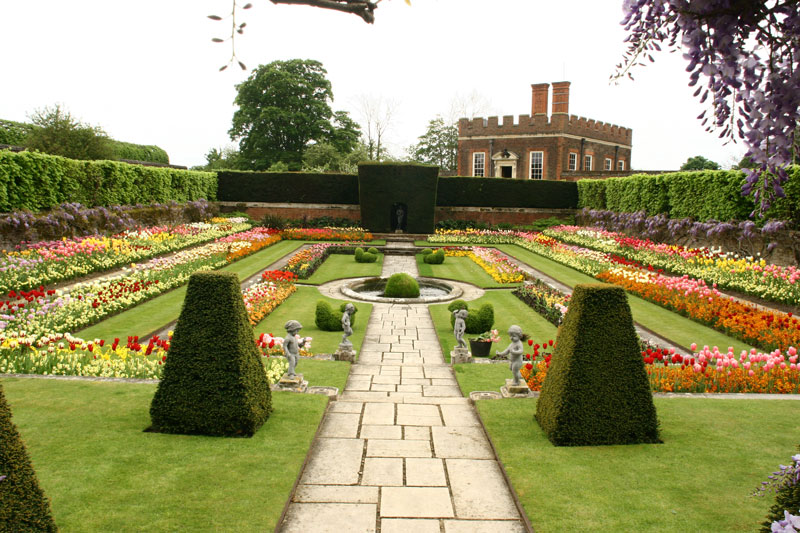
Хемптон Корт, регулярний сад.
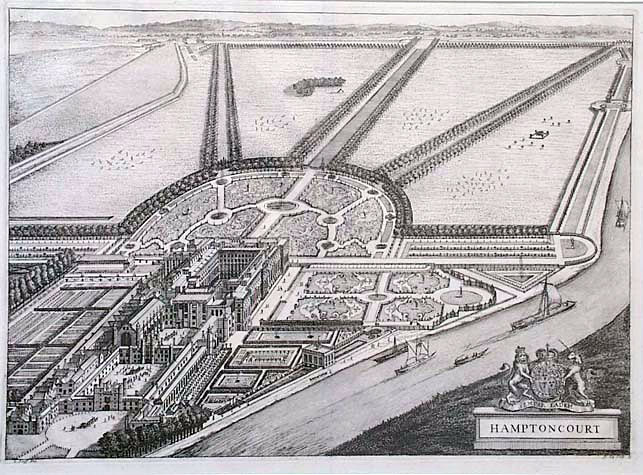
Сад бароко у Хемптон Корт.
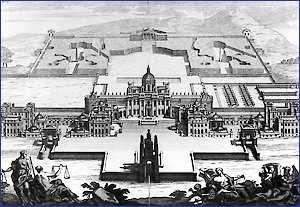
Джон Ванбру, замок Ховард, проект.

## Нездійснений проект Вайтхолу

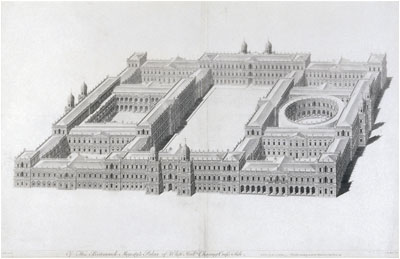
Ініго Джонс, проект палацу Вайтхол.

Особливу сторінку в історії архітектури Британії посів проект палацу Вайтхол для Лондона. Британія підключилася до неофіційного змагання європейських монархів по створенню грандіозних резиденцій. Іспанська імперія мала Ескоріал і Буен Ретіро, в Парижі стояв розкішний Лувр. Старий палац з назвою Вайтхол, що був англійською королівською резиденцією у 1530–1698 рр., вже не задовольняв королівських амбіцій. Під споруду відвели земельну ділянку у 11 гектарів між Темзою та парком Сент-Джеймс. За проектом Ініго Джонса новий палац мав прямокутний план з сьома внутрішніми дворами. Двори були оточені корпусами палаців, в основі яких тричастинні блоки (бічні ризаліти, галереї, центр, підкреслений ризалітом з фронтоном або двома вежами з куполами). Кути велетенського каре теж вінчали прямокутні триповерхові вежі, що височили над двоповерховими корпусами. Родзинкою був двір з круглою галереєю, прикрашеною парапетом з вазами. Проект став першим прикладом ансамблю європейського зразка на теренах Британії.
Встигли вибудувати невеликий корпус, що отримав назву Банкетінг Хаус (зала для бенкетів). Палац так і не був створений через початок революції у 1640 р. А по закінченню революції використовували старі, середньовічні приміщення, де колись грав свої весілля король Генріх VIII.

## Класицизм XVII століття

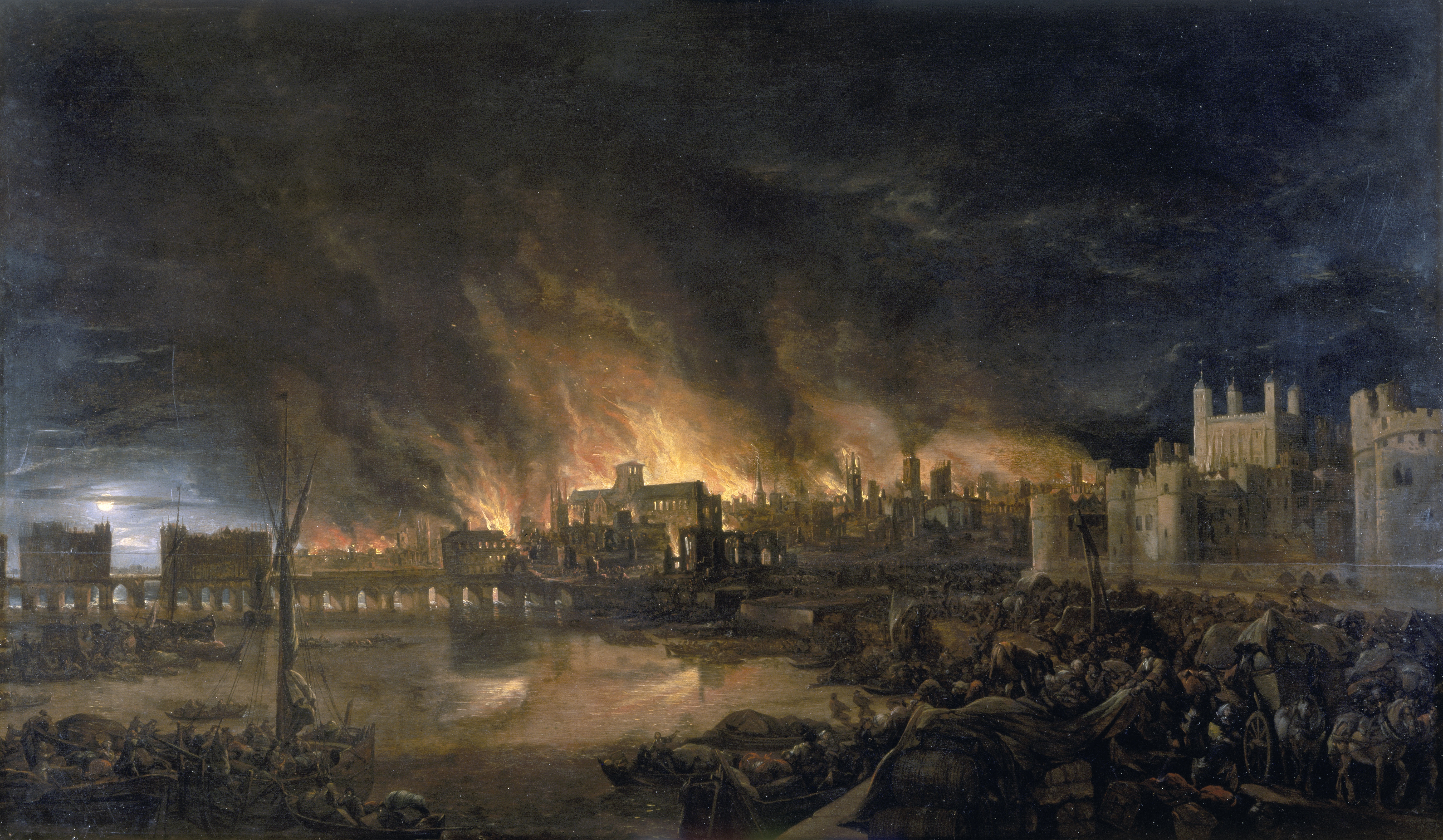
Анонім 17 ст."Велика пожежа у Лондоні в вересні 1666 р."

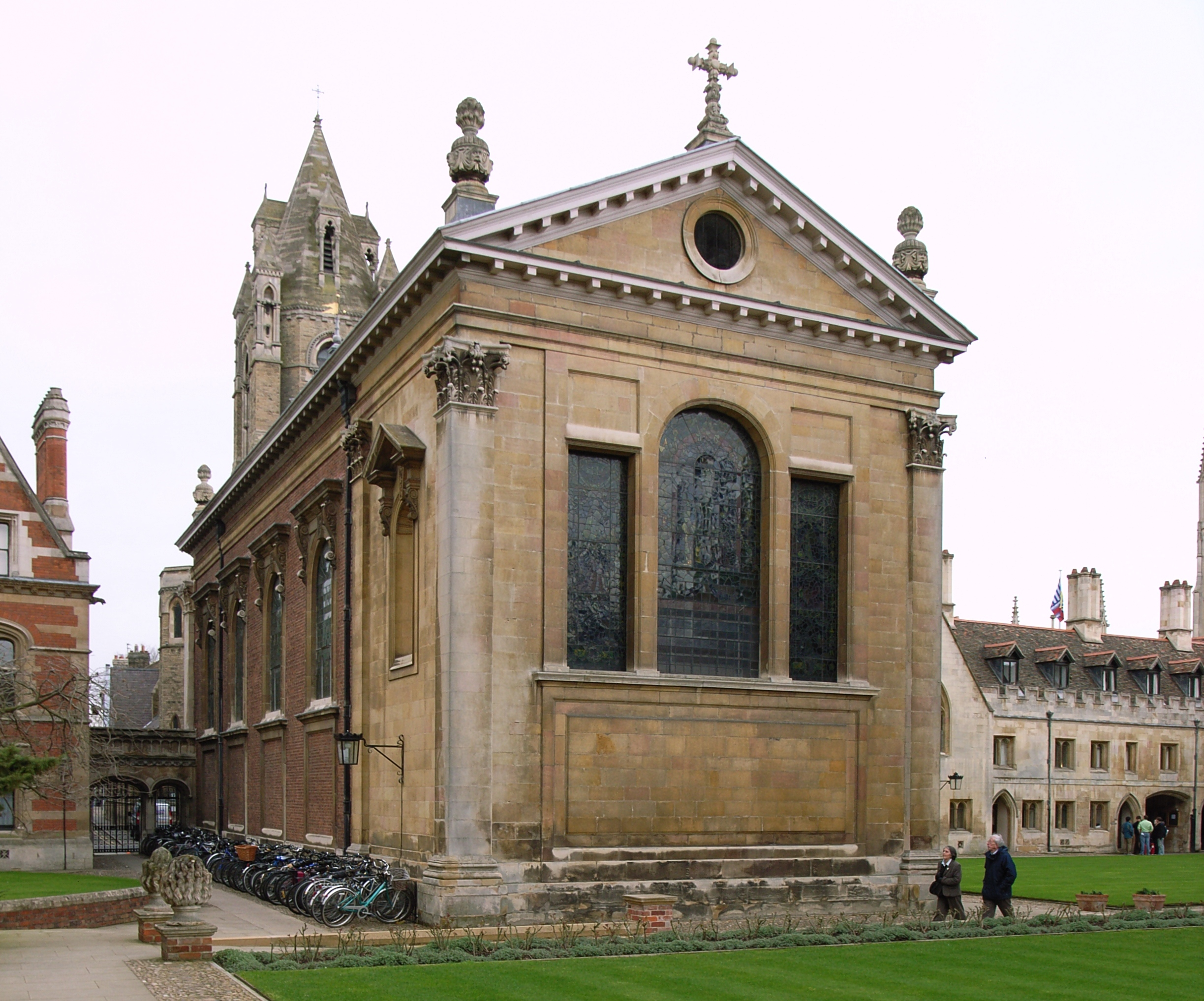
Крістофер Рен. Каплиця Пембрук-коледжу

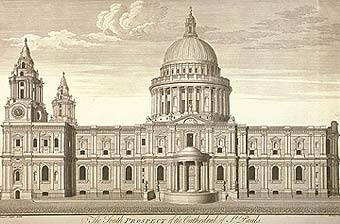
Крістофер Рен. Проект собору Св. Павла, остаточний варіант.

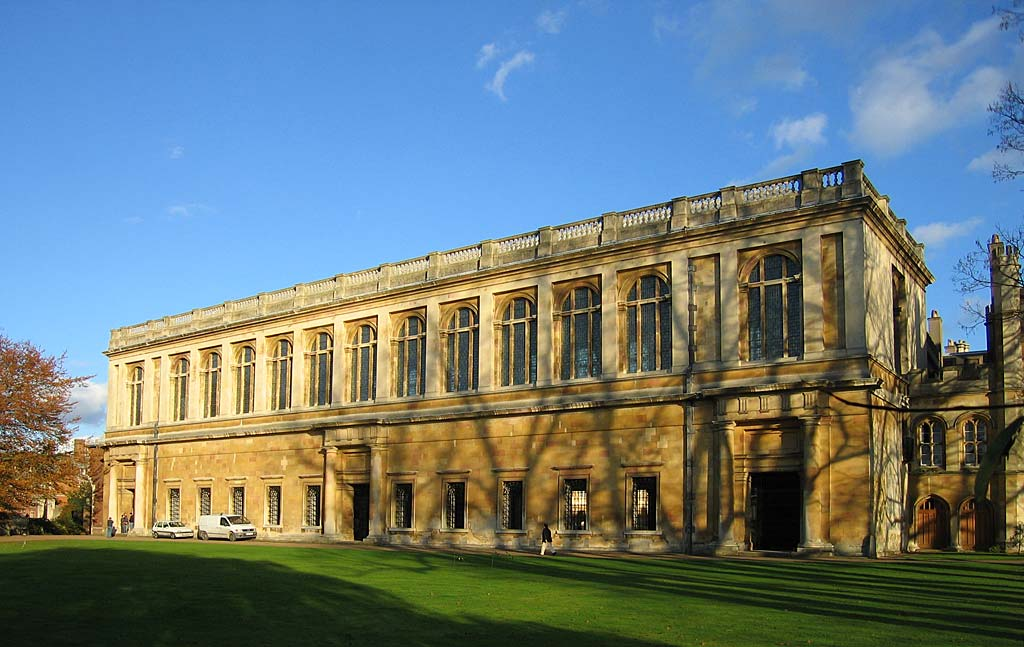
Бібліотека Рена, Кембридж.

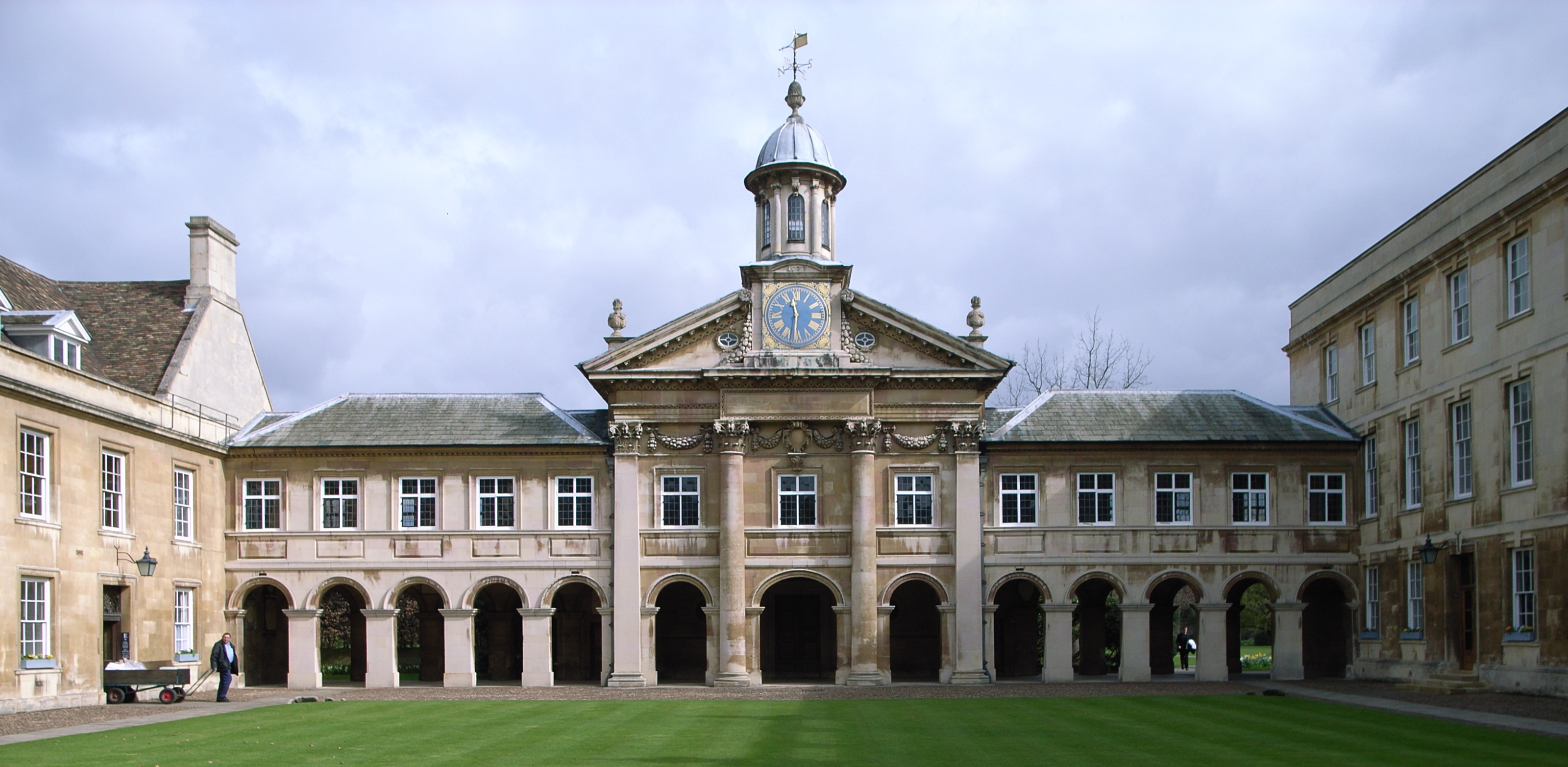
Крістофер Рен. Каплиця Еммануель-коледжу, університет Кембридж

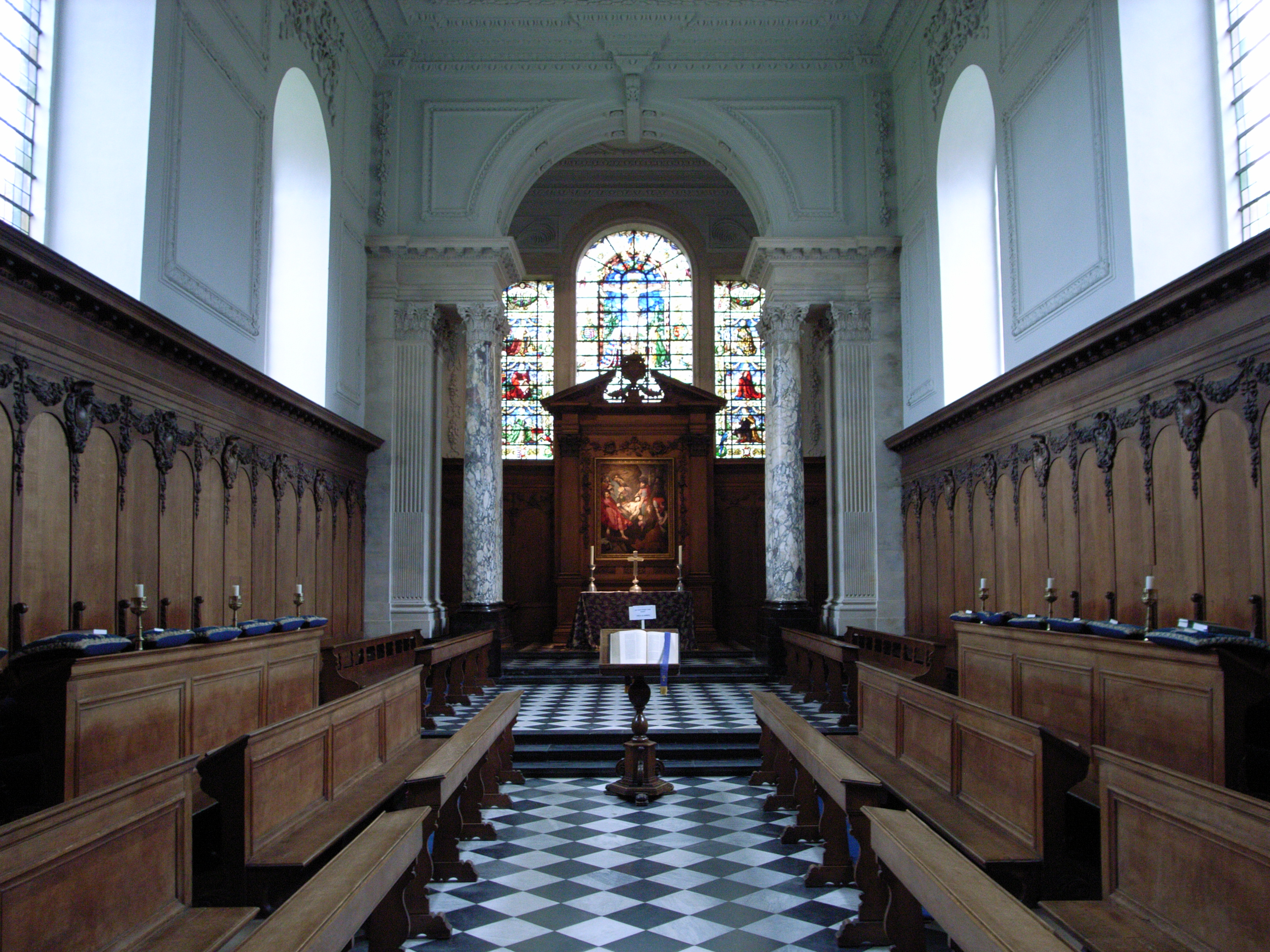
Каплиця Пембрук-коледжу, Кембридж, інтер'єр.

Куди вагоміші позиції займав класицизм. Перелом в будівельній галузі Британії прийшовся на XVII століття і збігся зі зміною королівської династії. Трон Англії посіли Стюарти. Нову традицію заснував архітектор Ініго Джонс (1573—1652). Він навчався в Італії, а потім працював у короля Данії. Сестра данського короля стала королевою Англії. Анна Данська і зробила його надвірним архітектором. Ініго Джонс виявився працьовитим і переніс на англійські ґрунти настанови Палладіо. Ще у 1570 році Палладіо надрукував трактат «Чотири книги про архітектуру» з додатком власних малюнків античних споруд і їх реконструкцій. Видання було узагальненням теоретичних і практичних навичок архітектора, висновком його архітектурного досвіду. Після виходу в світ цієї книги Палладіо — він став практично другим найбільш визнаним теоретиком архітектури після відомого теоретика XV ст. на ім'я Альберті Леон-Баттіста (1404–1472).
Видання швидко було переведене на іноземні мови, в тому числі на англійську. Твір часто розглядали як підручник і широко використовували для навчання і практичного використання настанов Палладіо в будівництві протестантських країн. Несподівано трактат архітектора — католика став прапором супротивників римського варіанту бароко(так званого «стилю єзуїтів») в протестантських країнах, а класична (давньоримська) манера його архітектури протиставлялася творам італійського бароко.
Ініго Джонс вибудував Куїнс-хаус в Гринвічі для королеви Анни Данської, працював у палаці Вайтхолл після пожежі, в каплиці Сент-Джеймського палацу. Вже від нової пожежі постраждало старе приміщення собору Св. Павла, яке Ініго Джонс намагався розширити.
За два дні вересня 1666 р. згоріло дві третини міста — 13.200 будинків, близько 90 церков (в тому числі кафедральний собор Св. Павла), багато громадських будівель; близько ста тисяч людей стали бездомними, 16 з них загинуло… Вивільнене пожежею місце стало полем експериментів для іншого англійського архітектора, яким був Крістофер Рен. Його відокремили від Ініго Джонса якісні зміни англійської революції 1640–1660 рр., коли відбулося остаточне усунення від влади королів.
Новий собор став значним досягненням національної інженерної думки. Крістофер Рен вибудував також п'ятдесят дві приходські церкви на згарищі, що було першим масовим будівництвом сакральних споруд після доби реформації і виникнення англіканства. Загальмувався лише процес реалізації нового розпланування міста на європейський зразок. Європейське регулярне розпланування відбулося лише частково через спротив володарів земельних ділянок (священна приватна власність почала диктувати свої настанови і викидати геть найкращі реформи і нововведення). Крістофер Рен створив національний варіант класицизму — тверезий, стриманий, з досить вільним використанням ордерної системи. Класицизм Рена теж досить компромісний, як і бароковий класицизм Франції XVII ст. В споруди Рена логічно увійшли барокові силуети веж (західні вежі собору Св. Павла) і гострі шпилі приходських церков, що нагадували готичні дахи-шатро норманів. Риси барокової масштабності, гри різновеликих об'ємів, палацової урочистості притаманні і споруді Гринвіцького шпиталю.

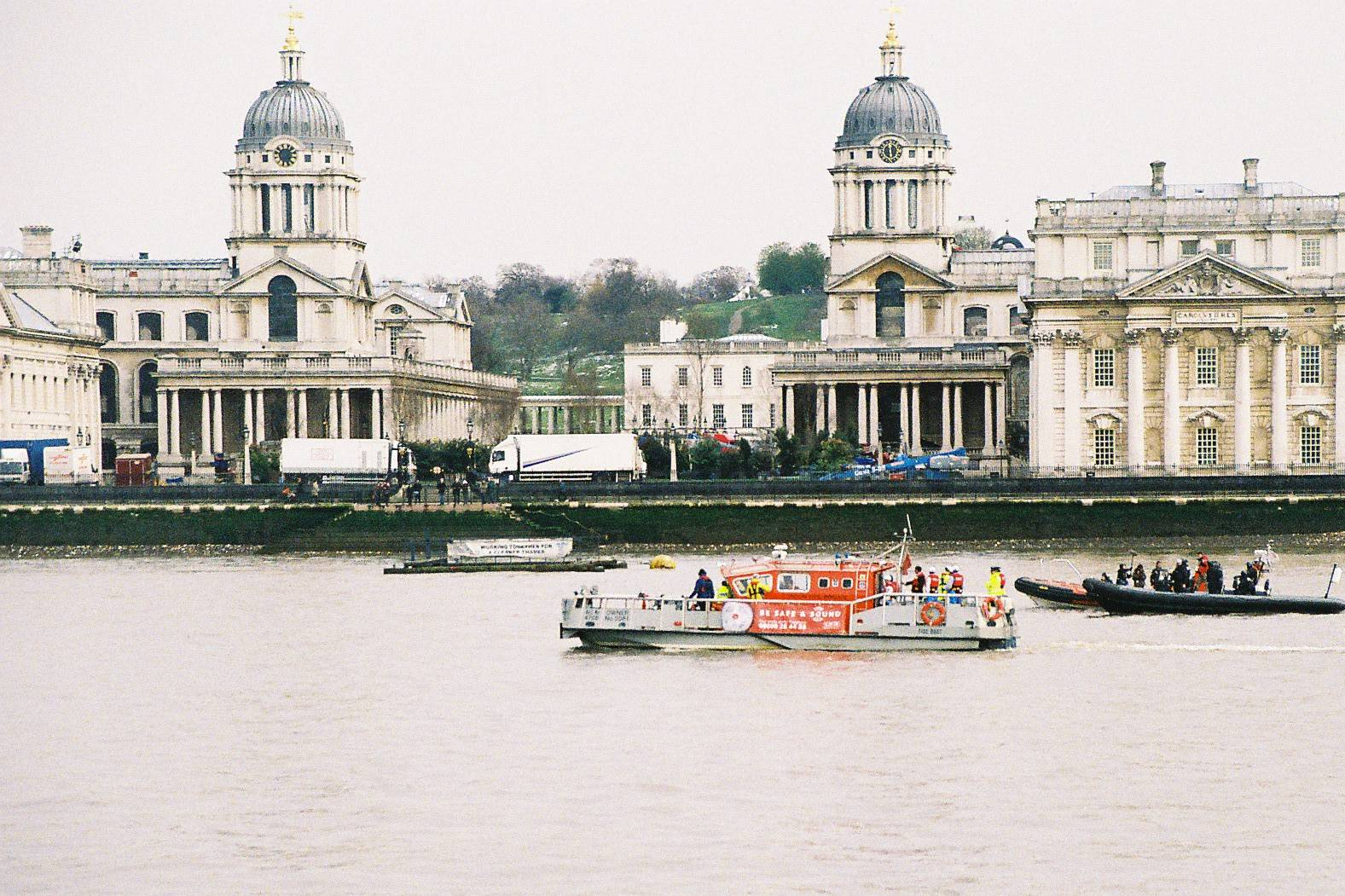
Морський шпиталь у Гринвічі.

## Палладіанство і пізній класицизм

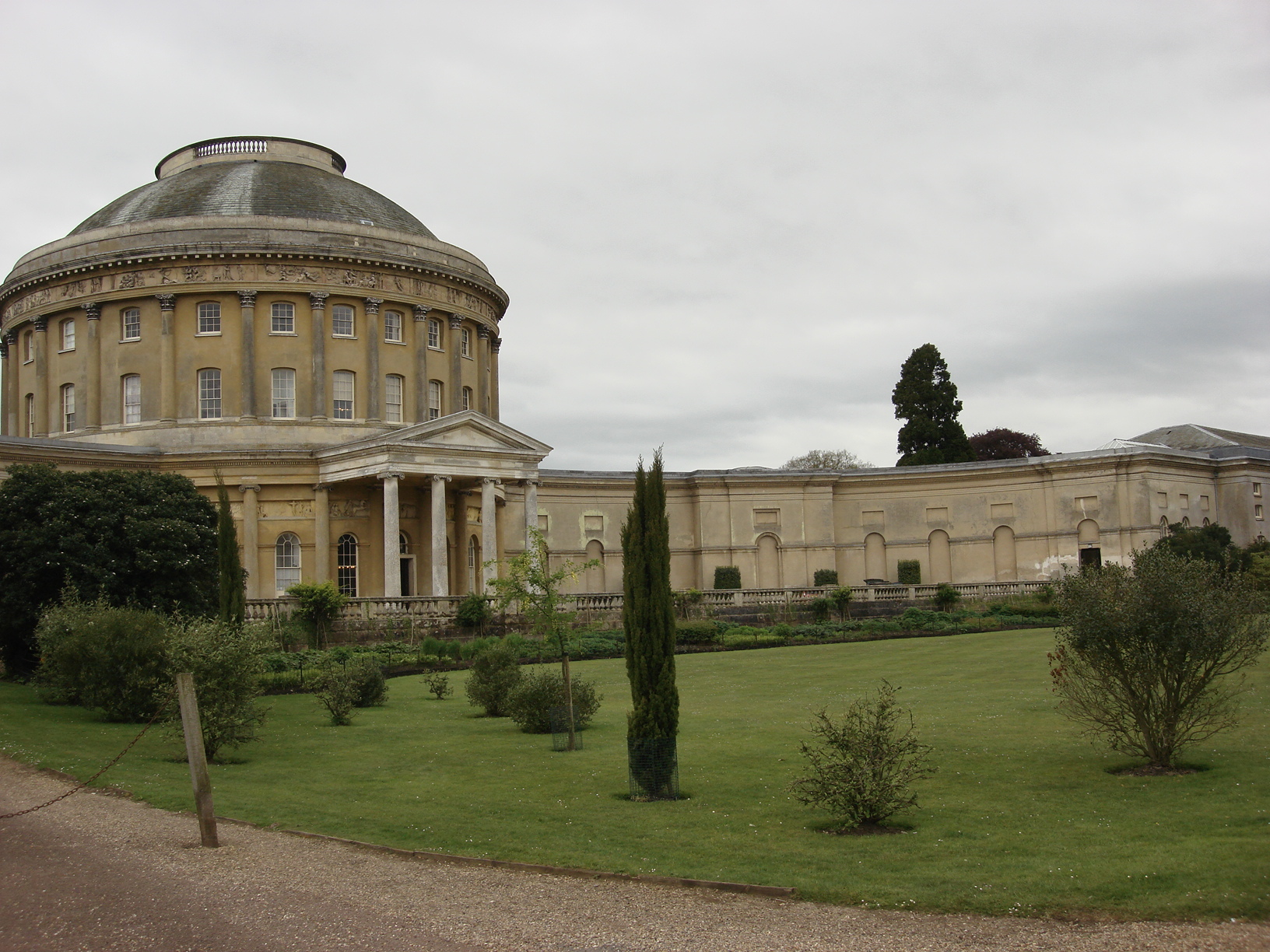
Айкворт хаус, парковий фасад. Фото 2009 року.

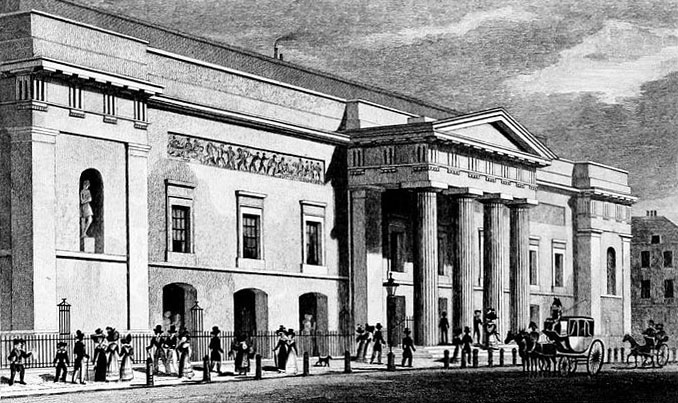
Театр Друрі Лейн, Лондон. 1828 р.

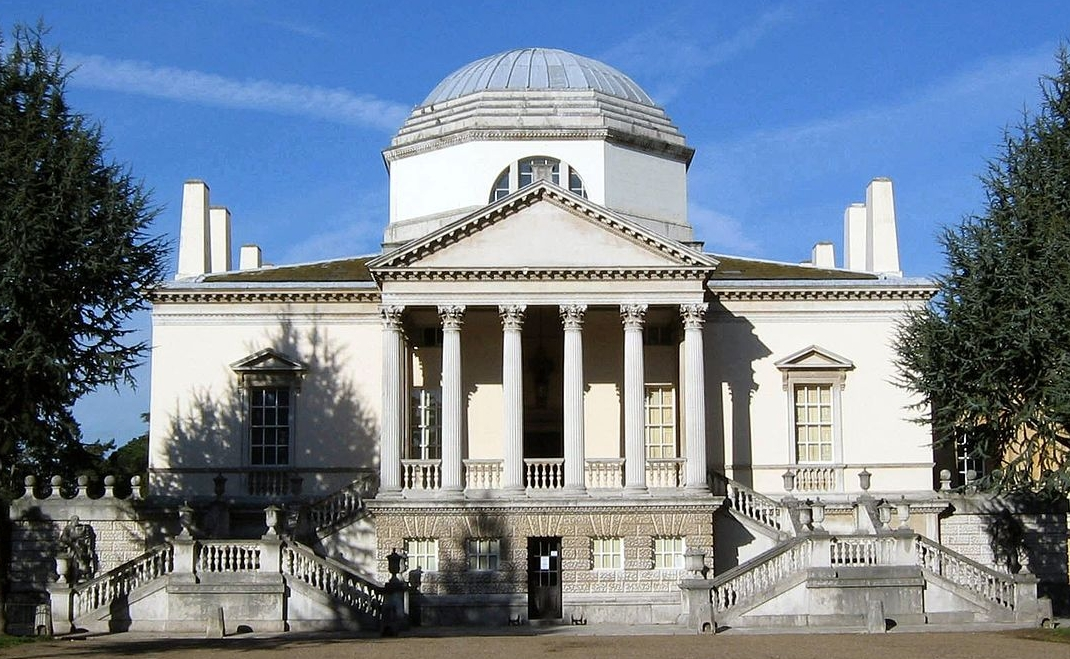
Чизвік Хаус, Велика Британія
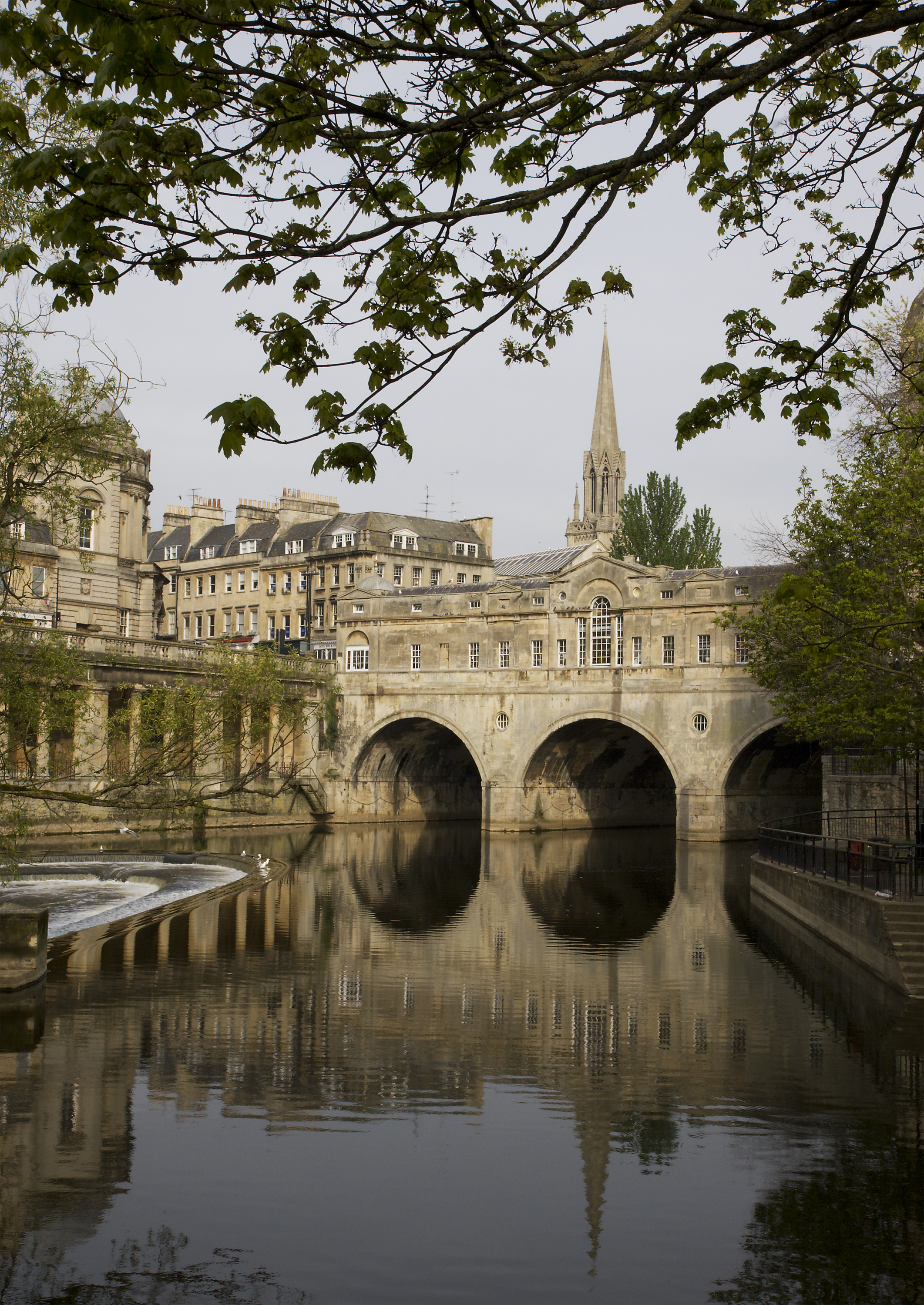
Курорт Бат, палладіанський міст
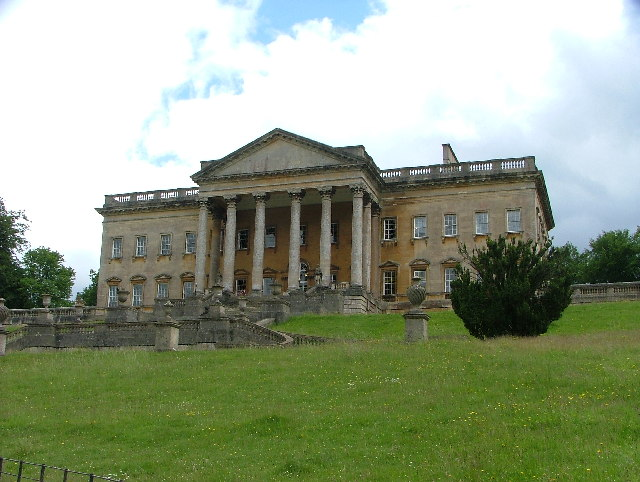
Пріор Парк Хаус в місті Бат. Англія
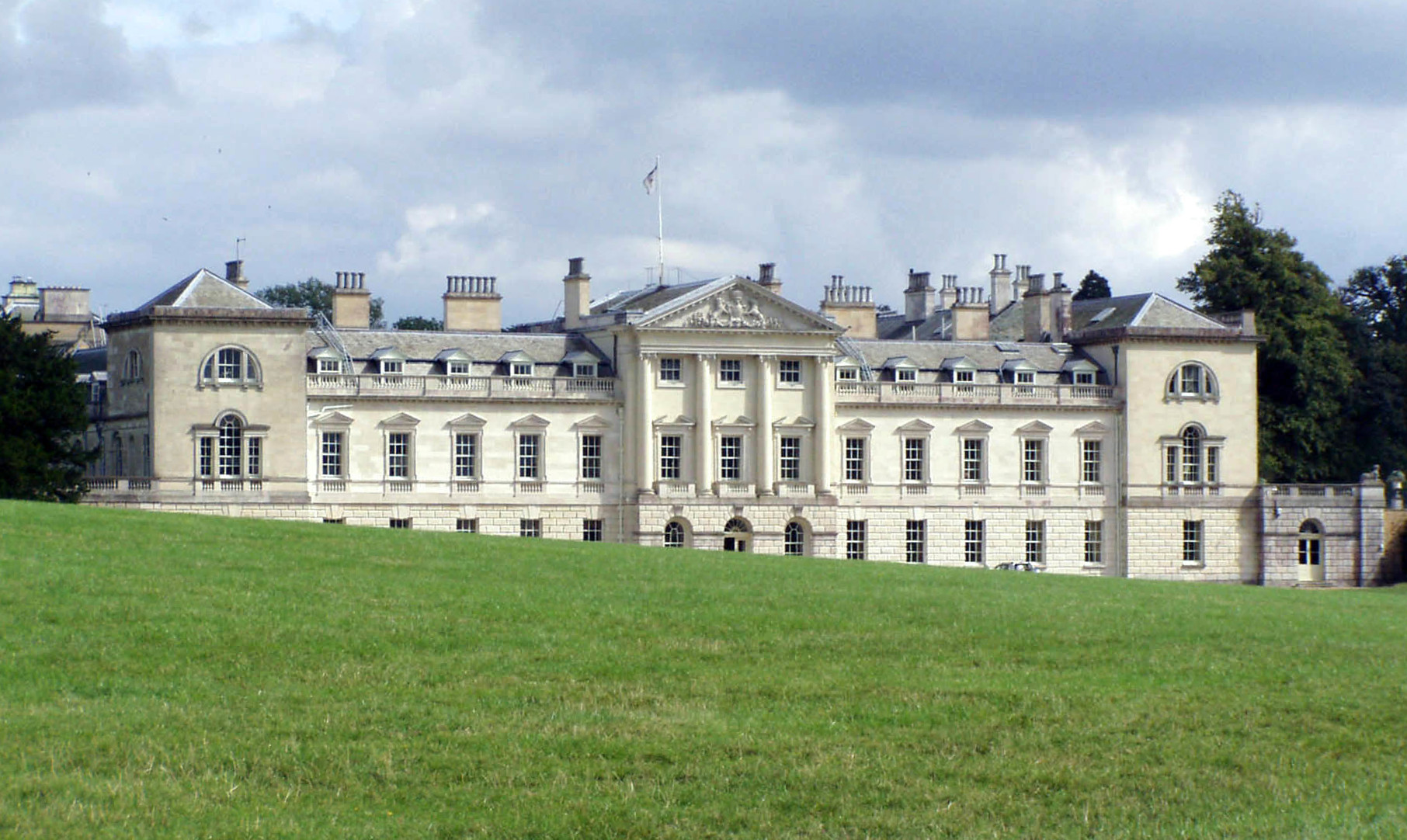
Палац Вобурн Еббі, Велика Британія

За висновками сучасників на зламі XVII—XVIII ст. мистецтво Англії пережило кризу. Середньовічне, плутане розпланування великих міст Англії не скасував ні приклад і досвід архітекторів Франції, ні вплив ідей самого Палладіо. Зразки барокової архітектури, завезені з континенту в роки правління голландського принца Вільгельма І Оранського (нехай і досить стримані) — смакам англійців не відповідали. І їх використання швидко припинилося. В Британії дуже важко входила в практику ордерна архітектура. Найкращі представники живопису країни — були іноземцями (Ганс Гольбейн — німець, Годфрі Неллер пройшов виучку в Голландії, Ван Дейк — фламандець). Про малоприємний стан справ в мистецтві тогочасної Англії писав Ентоні Купер, лорд Шефтсбері(1671—1713): 
| На наших рідних ґрунтах нема живопису, гідного спогадів. Але с тих пір, коли англійська публіка відчула смак до гравюр, малюнків, копій і оригіналів художників Італії, таких несхожих на сучасних французьких, сподіваюсь, і ми матимемо колись подібний високий рівень. |
Розповсюдження палладіанських ідей в Британії пов'язують з діяльністю Бойла Річарда, лорда Барлінгтона (1695—1753), що дав гроші на передрукування трактату Палладіо і був меценатом англійських архітекторів. Настанови Палладіо про затишний родинний дім, про архітектуру, що нічим не опирається природі були надзвичайно близькі англійським смакам з їх культом і затишної приватної оселі, і прихильності до садів, і культу приватного життя-існування. Так, Вільям Кент, архітектор з гуртка Барлінгтона, називав вже Палладіо — « майстром і керівником для всіх». Саме Барлінгтон обрав віллу Ротонда як зразок для побудови власного заміського будинку в садибі Чизвік. А пейзажний парк Чизвік став першим зразком пейзажного парку англійського типу в країні. І копію вілли Ротонда, і парк розпланував Вільям Кент, що зробило садибу — зразком для вельможних англійців, а Вільяма Кента — модним архітектором.

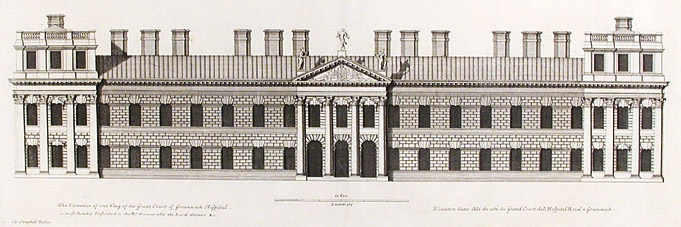
Шпиталь Гринвіч, Англія, проект в стилі палладіанства. 18 століття.

Трохи перегодом документальне копіювання споруд Палладіо в Британії припинилось. І архітектори відійшли від схем Палладіо, а почали розвивати тільки його ідеї, брати його форми, але по-своєму їх використовувати. Виникають величні споруди зі стриманим архітектурним декором, де архітектурно підкреслені лише центр споруд, їх бічні об'єми (палац Вобурн Еббі). В цих спорудах є навіть точно відтворені вікна Палладіо, колонні портики, але це вже творче продовження настанов Палладіо. По-своєму їх використовував і архітектор-англієць Джон Вуд Старший, який провів реконструкцію курортного містечка аристократів — Бат (Сомерсет).
Місто Бат (в перекладі з англійської — лазня) перебудовували усе XVIII століття. На хвилі археологічної лихоманки і грабіжницьких розкопок у Помпеях — значно виросла зацікавленість у античному мистецтві і в Британії. Форми античних споруд в забудову ансамблів курортного Бату і внесли батько і син Джон Вуд старший і Вуд молодший. Монотонні фасади були вдало поєднані з хвилястими, заокругленими, дугоподібними вулицями і площами, що внесло в розпланування міста природні форми, поєднані з зеленню скверів і парків. Бат став англійським містом з найбільшою кількістю споруд в стилі класицизм.

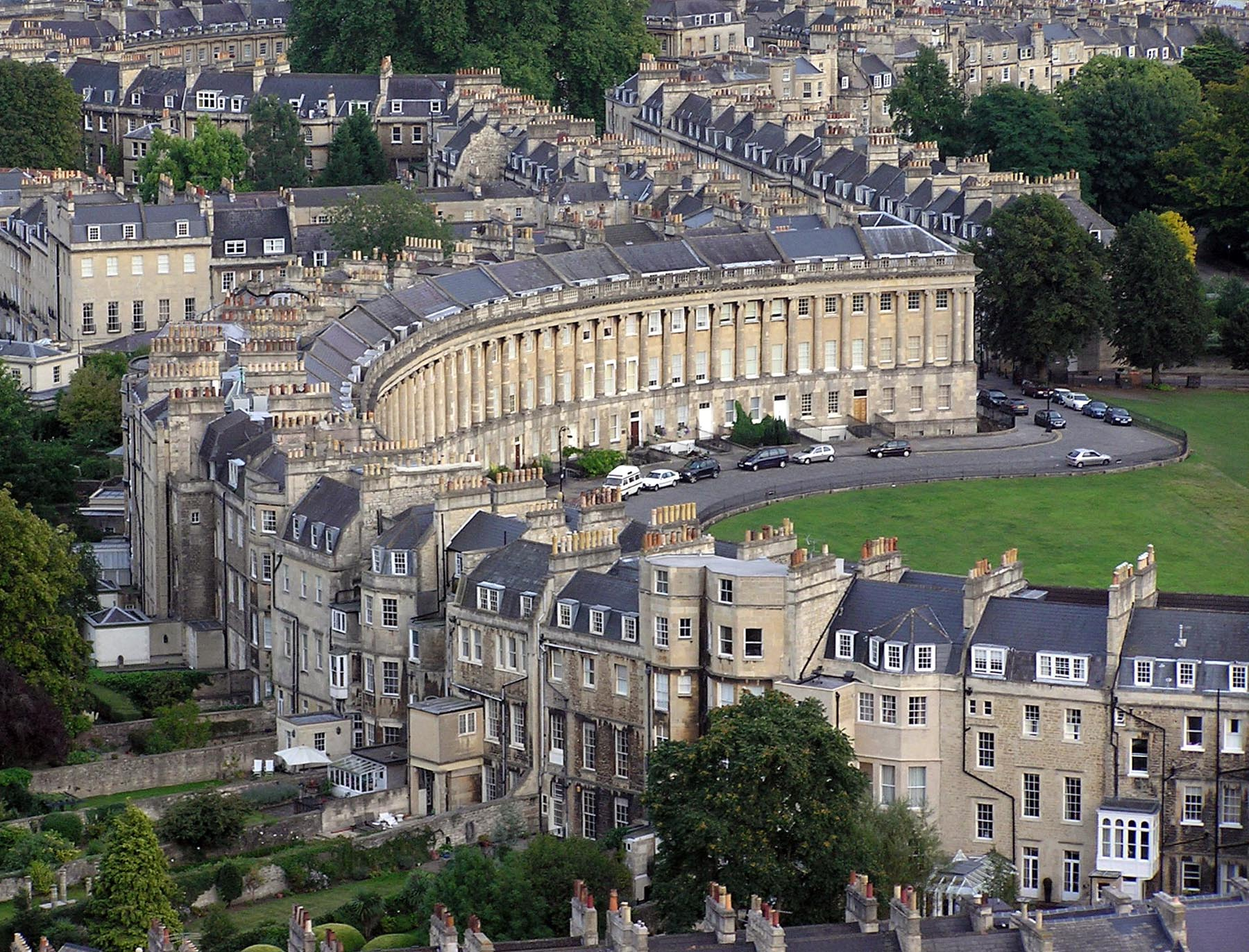
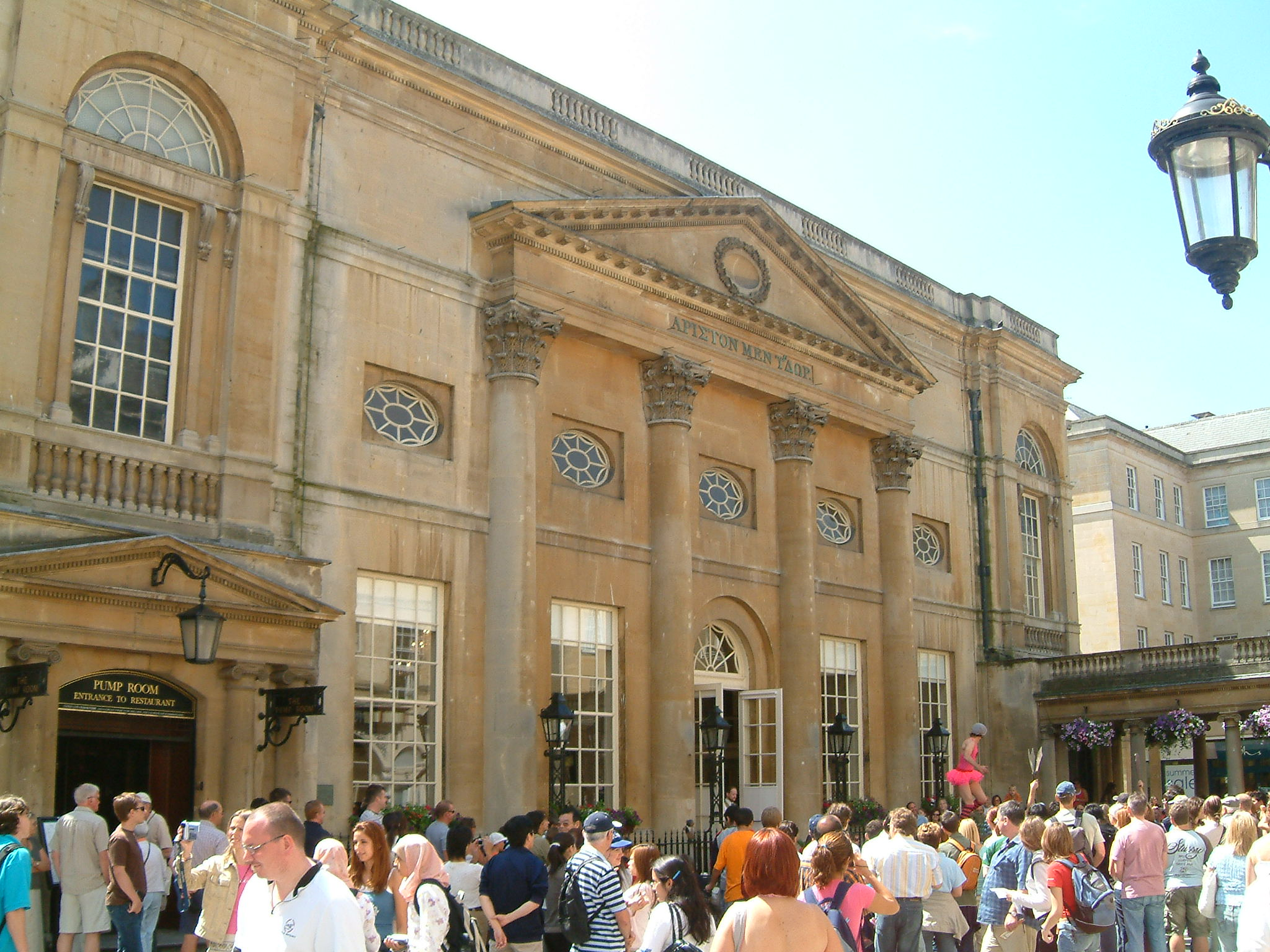
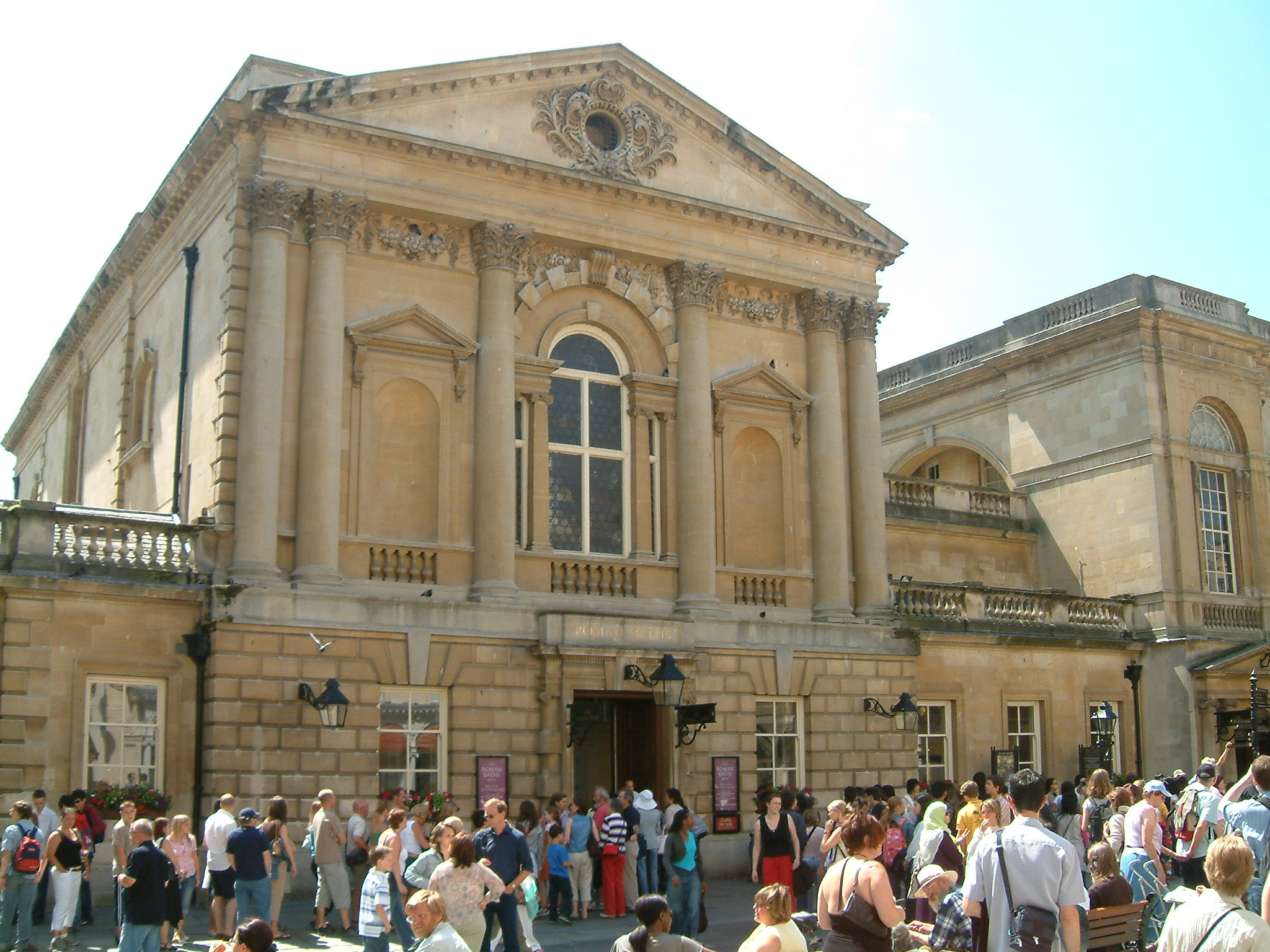
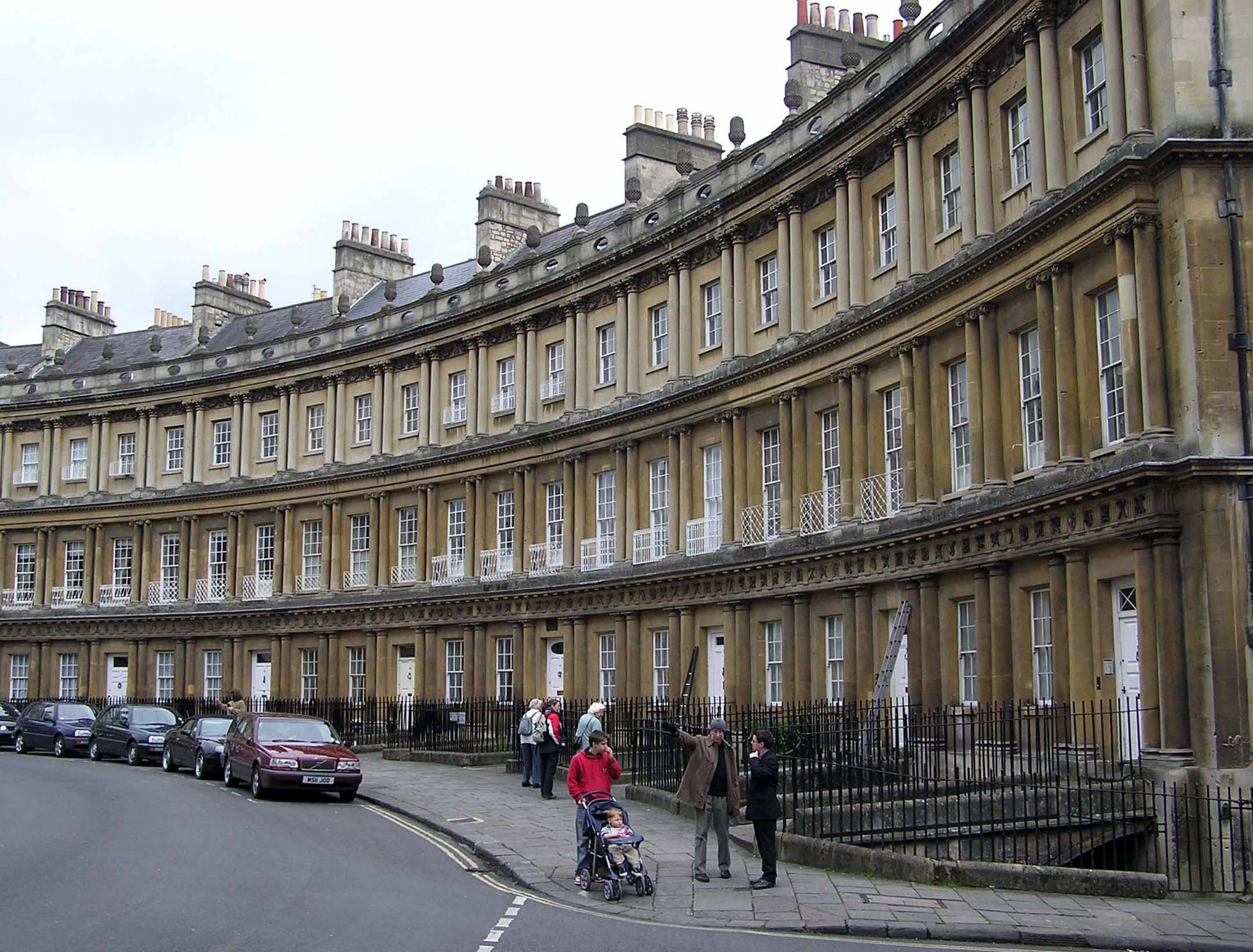

Палладіанство в Англії підтримала і новостворена у 1768. Королівська Академія мистецтв. Але в Академії ідеї Палладіо втратили експериментальний дух і швидко переродилися в застиглі і одноманітні рецепти. Палладіанство і англійський класицизм швидко стали помертвілою схемою.

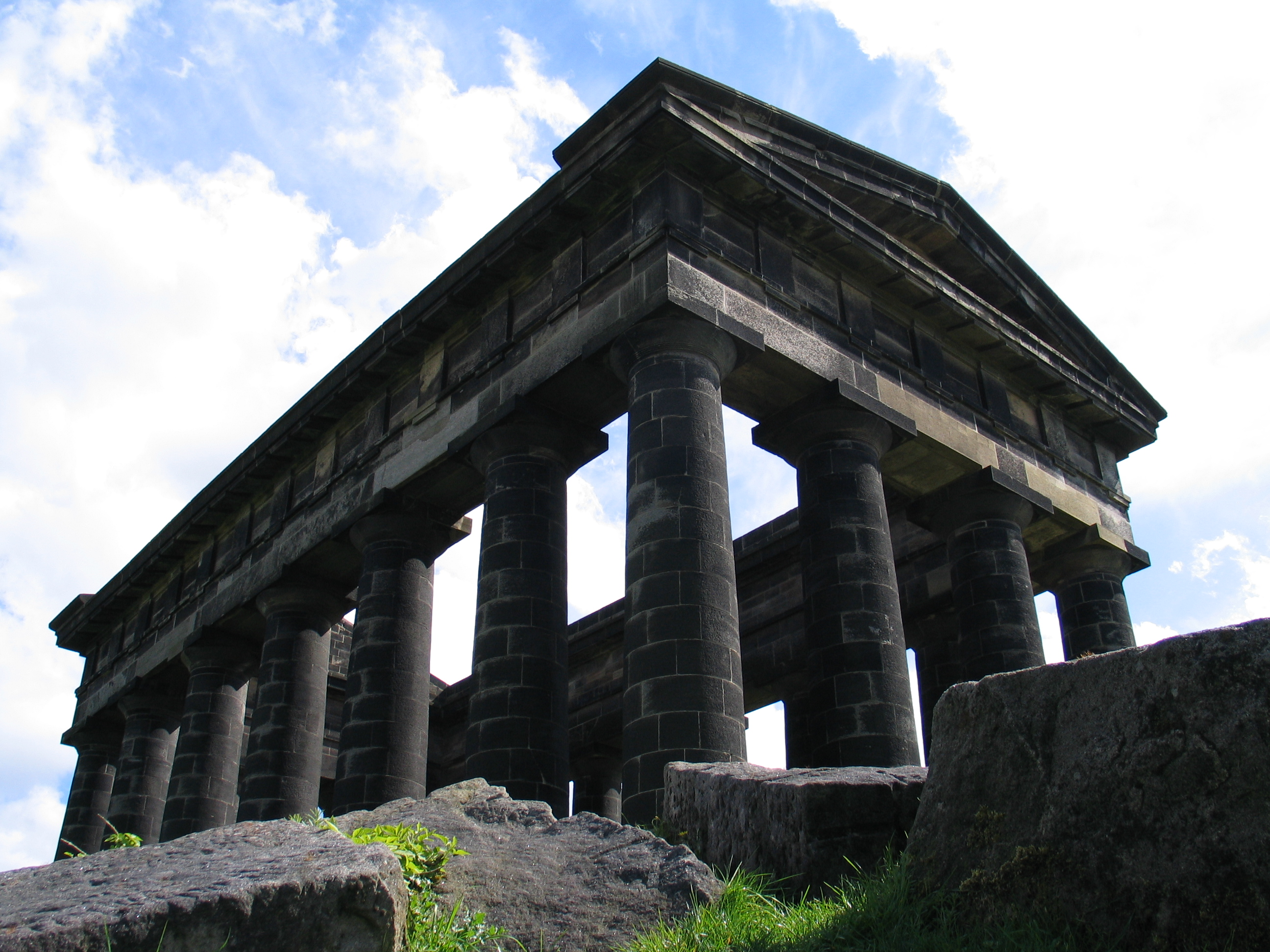
Пеншо монумент в місті Сандерленд

Зразком справжньої глупоти навіть за думкою англійців став Пеншо монумент в місті Сандерленд(Північно-Східна Англія). Це копія грецького храму Гефеста в Афінах. Вибудована в добу пізнього англійського класицизму у 1844 р. на знак вшанування графа Даремського, що став першим англійським губернатором Канади. Монумент ніяк не пов'язаний з особою графа Даремського(окрім напису), що не мав відношення до архітектури. Споруда не має даху, нема і скульптури губернатора в середині. На мури храму вели гвинтові сходи в одній з колон. Після нещасного випадку (розбився юнак, що упав з муру), сходи закриті.

## Промисловий переворот. Архітектура утопічна і реальна

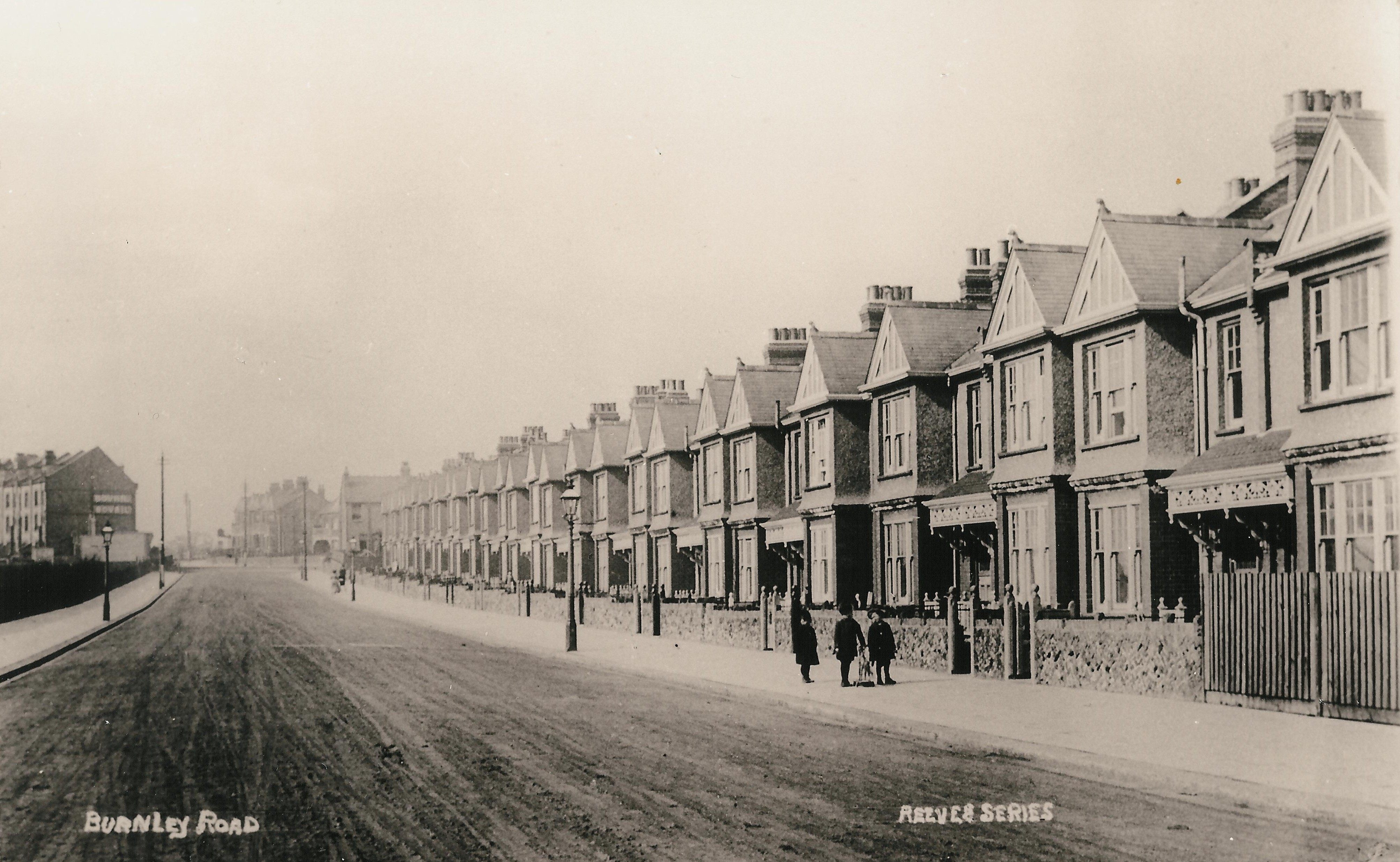
Барнлі-роад, Лондон, 1910 р.

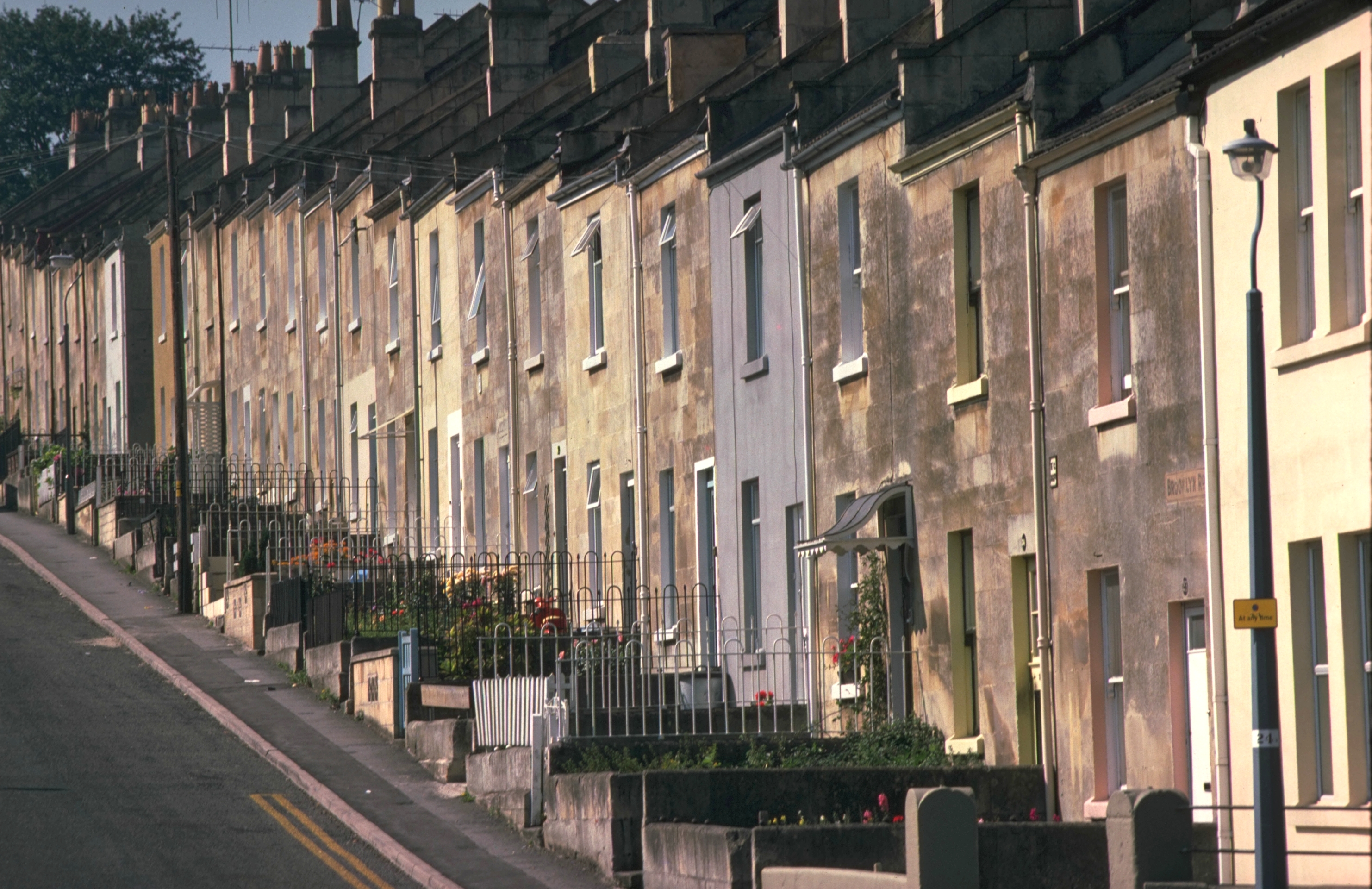
Бідняцький район, Бат.

Наприкінці XVIII століття Британія пережила промисловий переворот. Саме він і змінив рішуче характер багатьох британських міст. Країна сільських садиб, дібров, тихих околиць з млинами, ставками, каналами-шлюзами на очах перетворилася на країну металургійних печей, фабрик, заводів, доків — індустріальних пейзажів і задимлених, засмальцьованих міст. Над Британією здіймався ліс промислових труб, а вона серед перших пізнала, що таке смог. Британія швидко перетворюється на колоніальну метрополію. Архітектурний вигляд країни почали формувати не артисти-архітектори, а прозаїчні інженери.

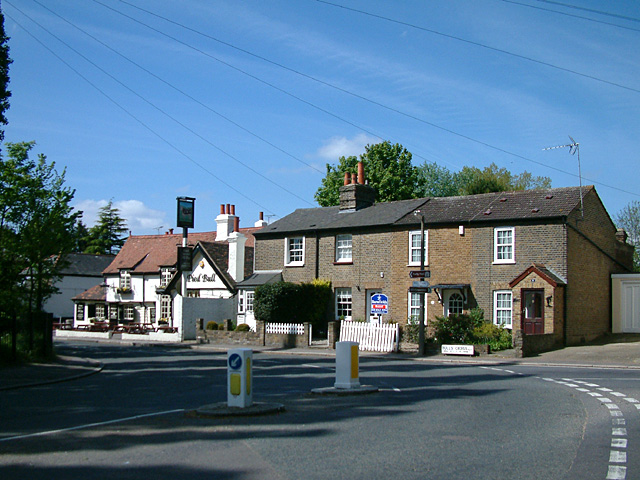
Бул Кросс, Лондон
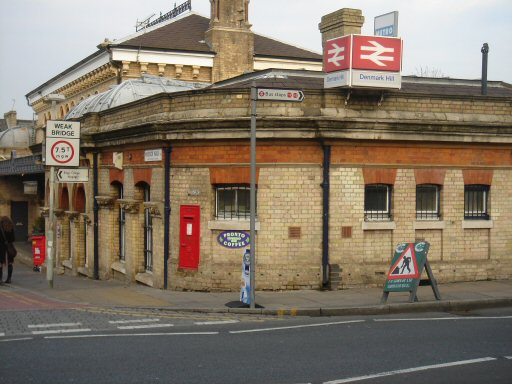
Денмарк Хіл, Лондон
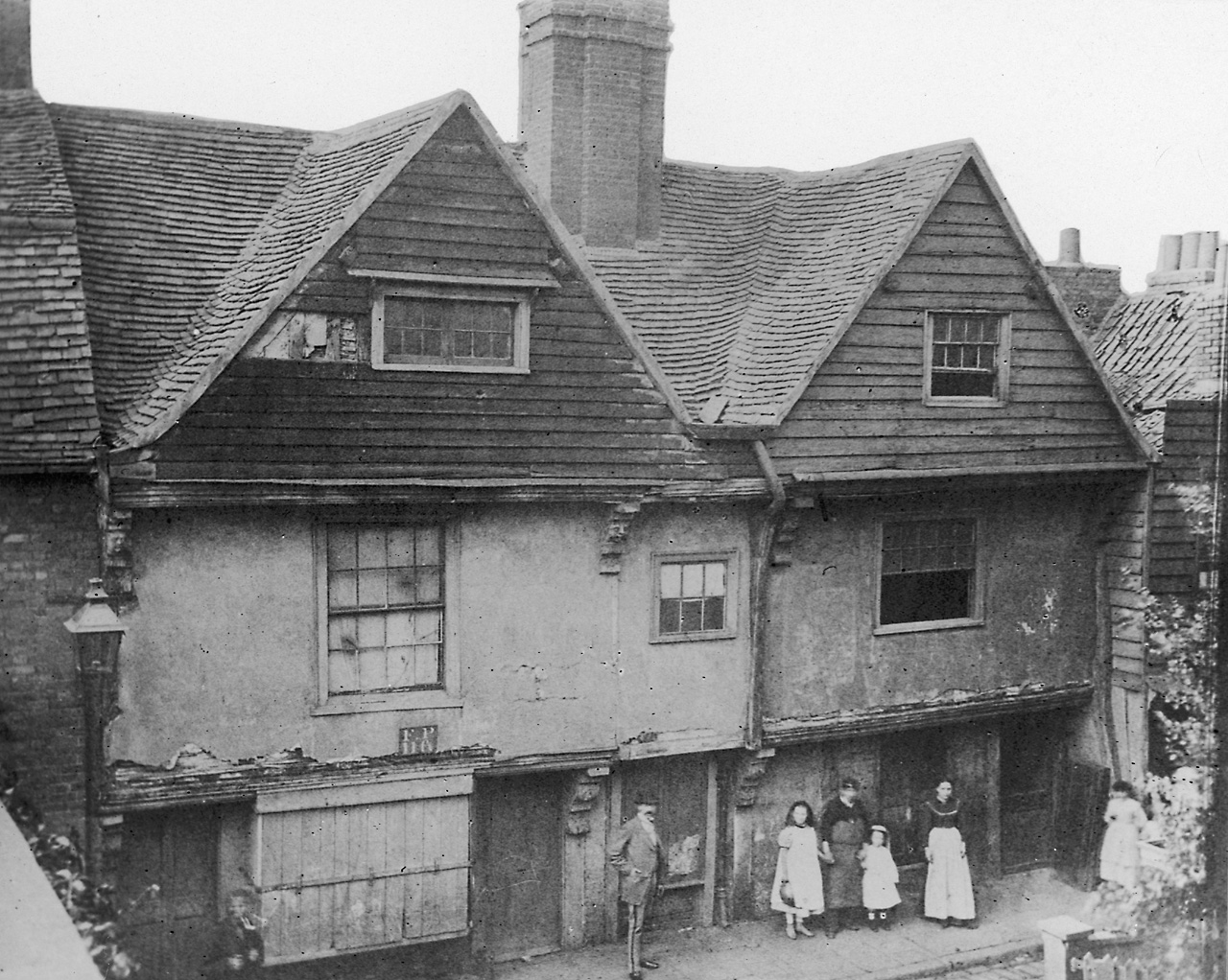
Будинок Волтера Рейлі, 1890 р. Лондон
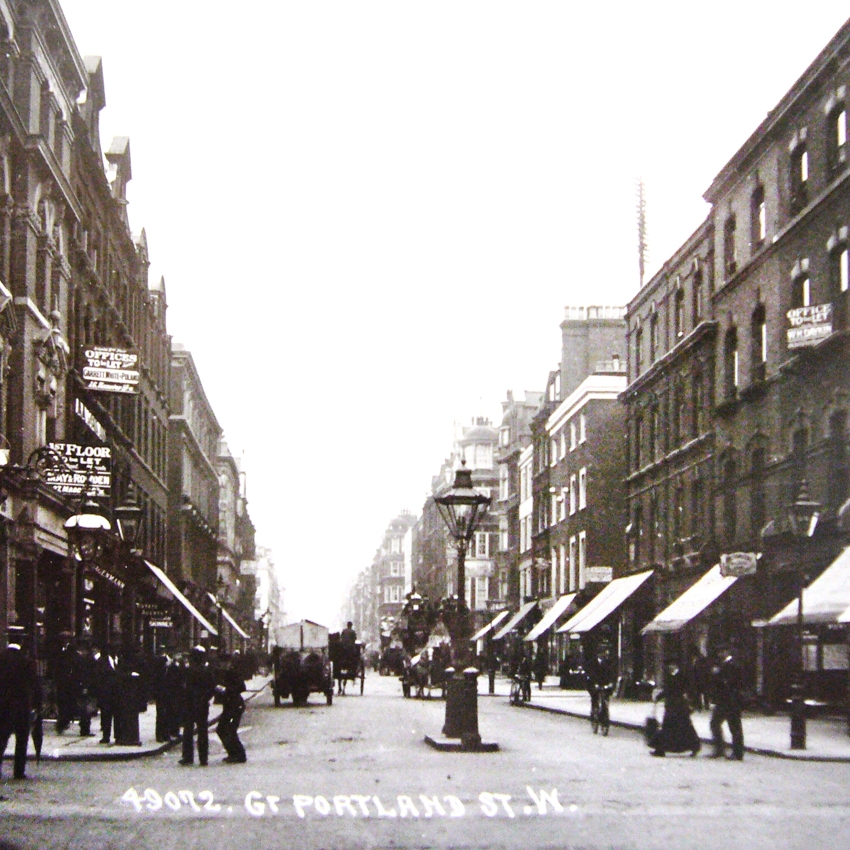
Грейт-Портленд-стріт, Лондон, 1905 р.

За інерцією головні споруди колоніальної імперії ще будують в стилістиці класицизму (Британський музей (Лондон), Сент-Джордж Хол у Ліверпулі, церква Сент-Панкрас і квартал багатіїв Парк-Кресент в столиці, Пеншо монумент в місті Сандерленд тощо).

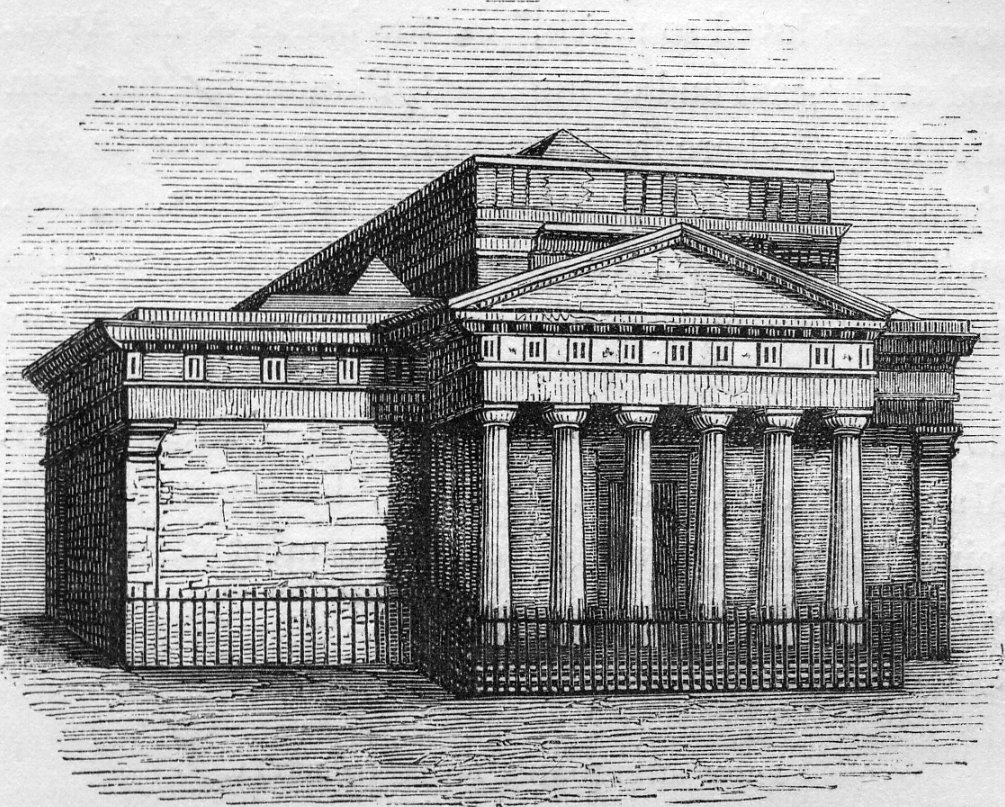
Королівський літературний інститут, Бат.
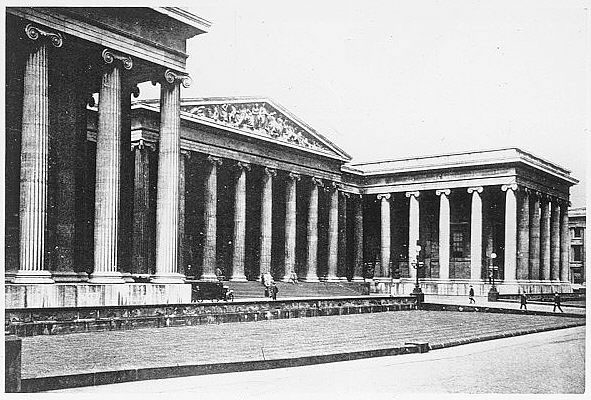
Фасад Британського музею.
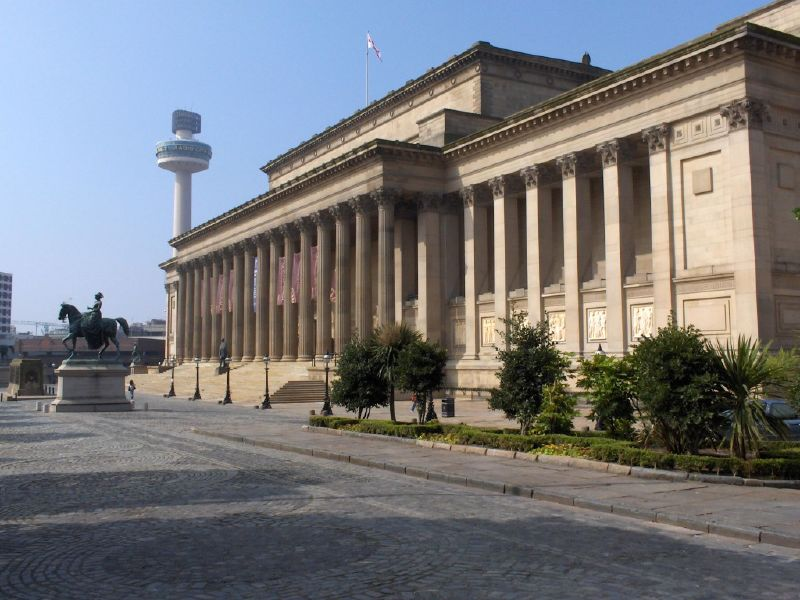
Зал суду Сент-Джордж Хол, Ліверпуль.
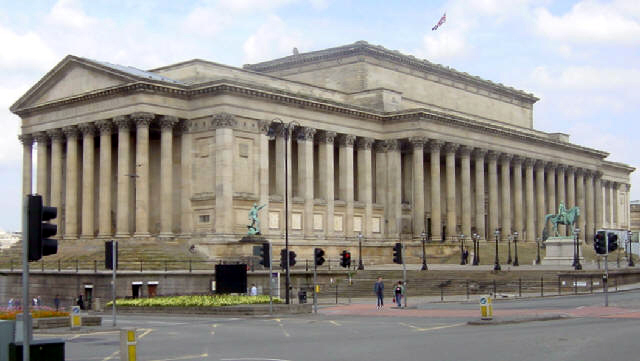
Зал суду Сент-Джордж Хол, другий фасад, Ліверпуль.

Британія увійшла в період досить спокійного існування і розвитку без революцій і повстань на острові приблизно на 350—380 років. Апогеєм сталого розвитку парламентської монархії були десятиліття королеви Вікторії.

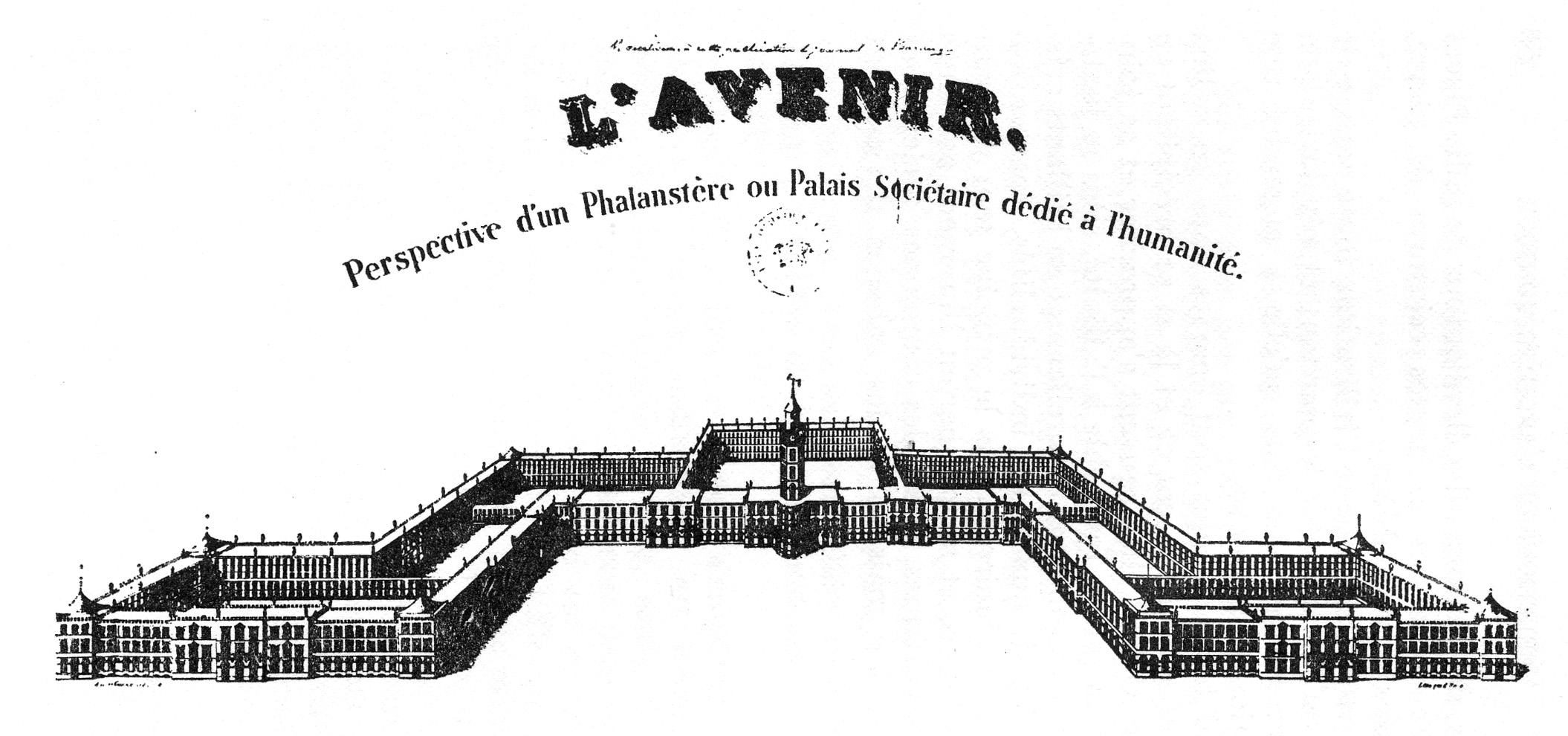
Фаланстер Шарля Фурьє.

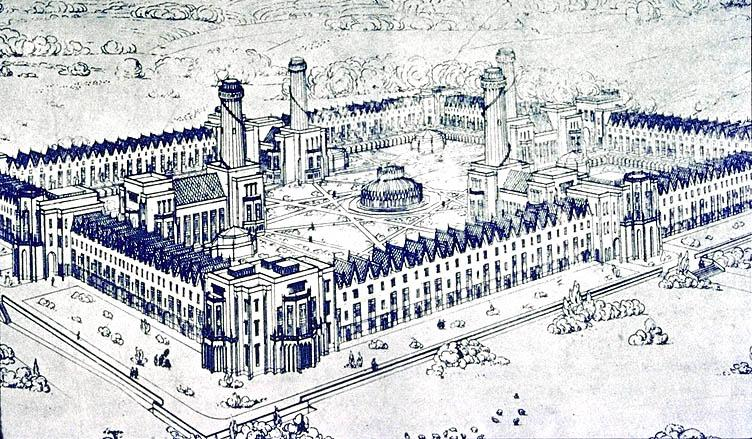
Проект поселення Нью-Гармоні.

Утопічні ідеї про побудову ідеального міста дожили до XVIII століття. Протиріччя доби і умови промислового перевороту активізували пошуки ідеї справедливого (ідеального) суспільства, реальної побудови міста-товариства вільних трударів. Акцент був перенесений з архітектури на суспільний устрій, ідею справедливості, рівності громадян тощо. Архітектурі відведена підкорена, функціональна роль, хоча деякі проекти нагадують велетенські палаци і не позбавлені казкової гігантоманії (Фаланстер Шарля Фурьє, трудові колонії-комуни Роберта Оуена).
Британець Роберт Оуен (1771—1858) запропонував колонії-комуни як засіб боротьби з жебраками та безробіттям, а потім і як засіб суспільної перебудови на мирних, неагресивних засадах. Співвласник великого текстильного підприємства, він витратив гроші спочатку на побудову ідеального поселення у Орбістоні, Шотландія, а після еміграції у США — в поселенні Нью-Гармоні.

## Неоготика XIX століття

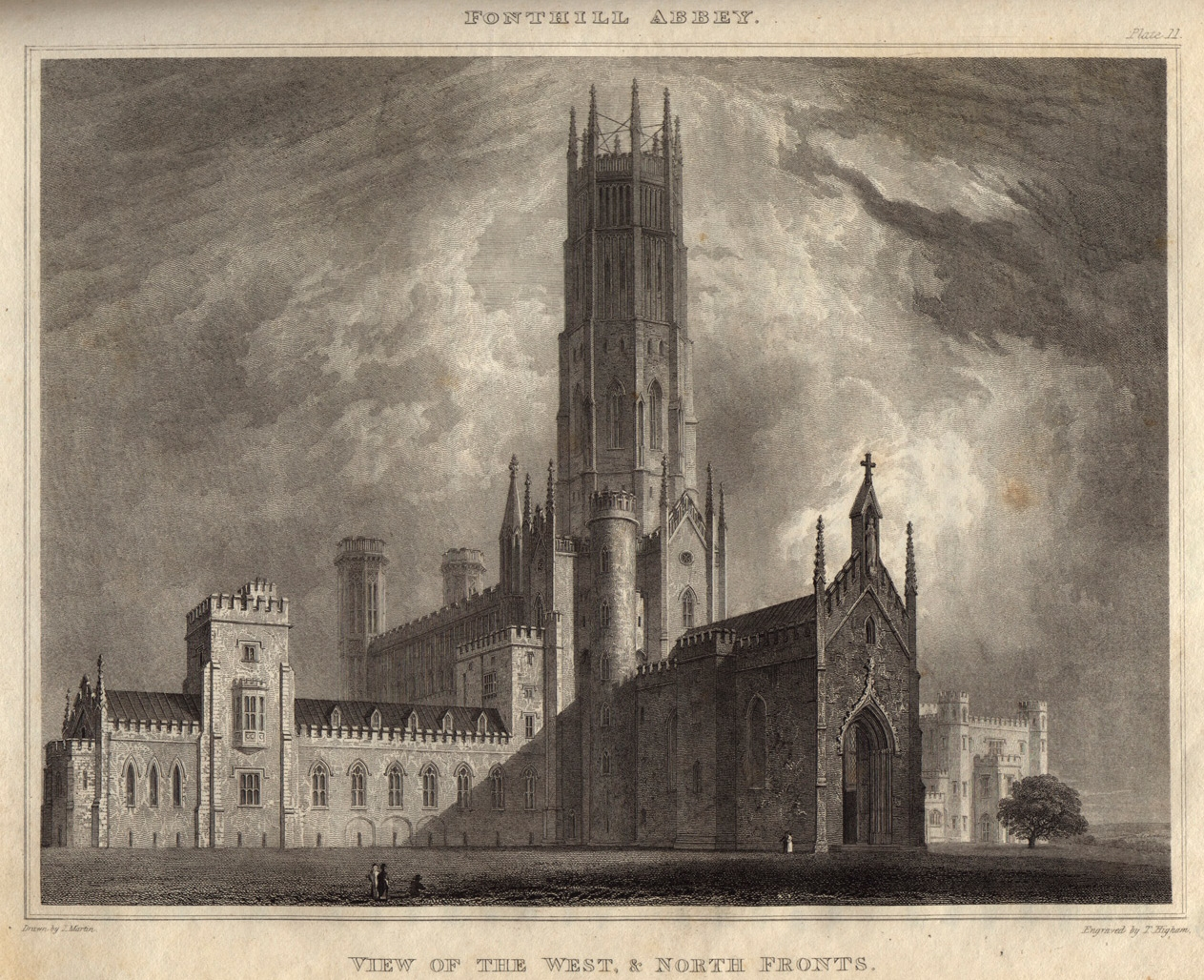
Фонтхілл-ебби — садиба англійського письменника Вільяма Бекфорда і 100-метрова неоготична вежа, яку будували в 1795—1813 рр.

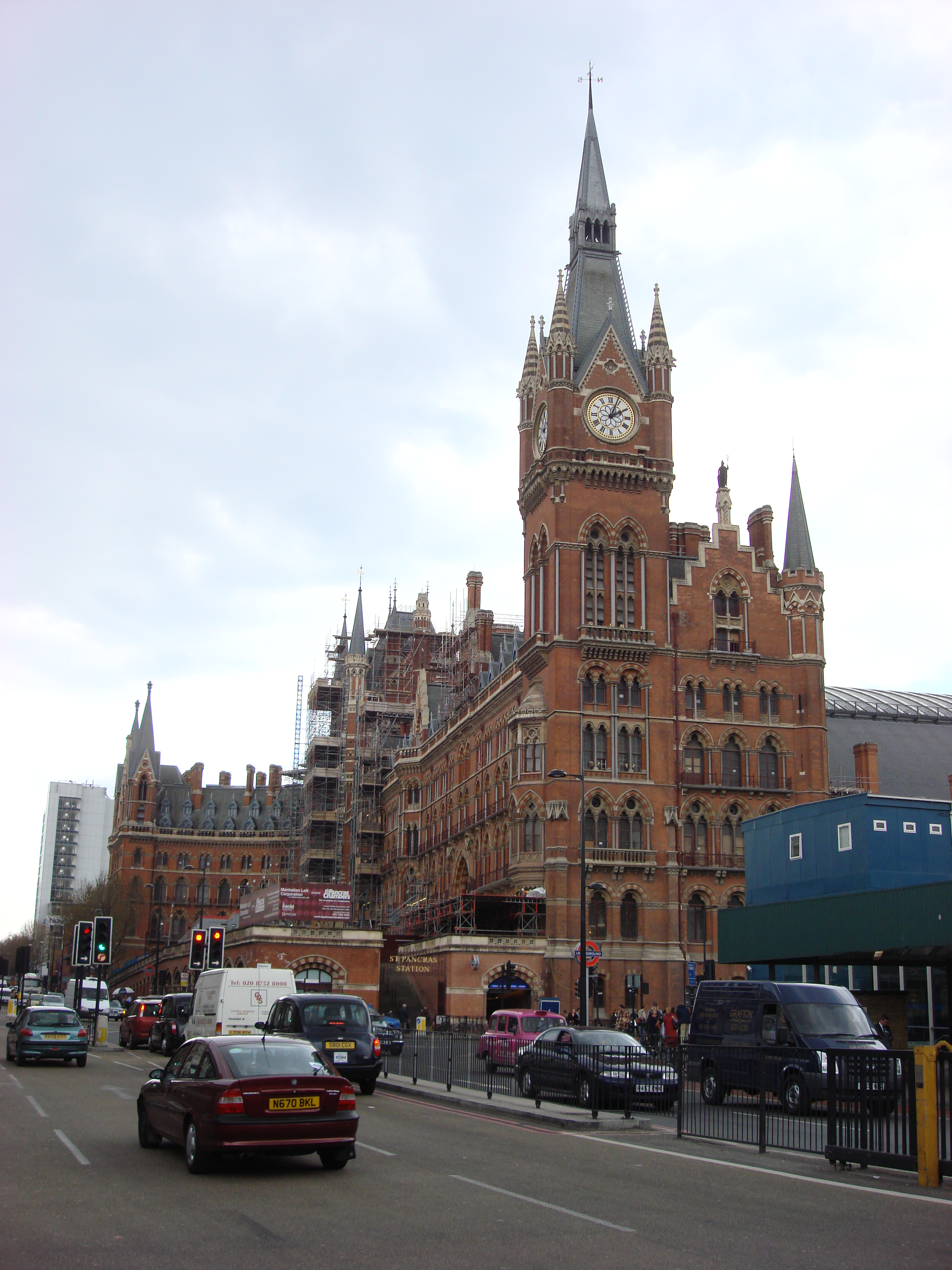
Вокзал Сент Панкрас, Лондон, приклад неоготичного декору, накладеного на нові металеві конструкції. 1865—1868 рр.

Початок відновлення англійської готики розпочався в Британії наприкінці XVIII ст. через розчарування англійських діячів у ідеалах французької революції 1789–1793 рр., які почали вводити насиллям і терором та через пошуки національного архітектурного стилю. Син мера Лондона, Вільям Бекфорд, в 1795 р. розпочав будівництво у Вілтширі власної садиби Фонтхілл-ебби. Родзинкою проекту стала восьмикутна 90-метрова вежа, що тричі за 30 років обвалилася. Садиба Бекфорда та її скандальна слава мала вплив на сучасників, а її сенсаційна «слава» наробила галасу в Європі. Після смерті власника вежа в черговий раз обвалилася, а садибу зруйнували.
Але досвід не пропав задарма. Інженерна школа британців з XVII ст. посіла провідні позиції в Європі. В XIX ст. англійці, французі и німці жваво дискутують, де саме виникла європейська готика. Але перше місце в відновленні форм середньовічної архітектури віддали Великій Британії. Були використані нові інженерні досягнення при збереженні середньовічних готичних форм. Так виникла неоготика XIX ст. В добу королеви Вікторії Британська імперія як у метрополії, так і в колоніях провела масову забудову в неоготичому стилі, офіційно підтриманому урядом. Навіть споруда нового Парламенту в столиці відбулася в неоготичному стилі, стала візитівкою Лондона, розійшлася в тисячах листівок і зображень по всьому світу. Ще більше захоплення неоготикою мали архітектори при побудові університетських корпусів Британії і Сполучених Штатів. Відтоді архітектурний образ багатьох університетів по обидва боки Атлантичного океану сформувала саме неоготика і пізній класицизм.
І в самій Британії не всі схвально сприйняли неоготику. Палкий прихильник середньовічного мистецтва, Раскін не схвалював неоготику в архітектурі. І якщо офіційні кола Британії всіляко підтримували неоготику архітектора П'юджина, Раскін наважився критикувати і її, і твори самого Огастеса П'юджина.
Мистецтвознавця Джона Раскіна дратували історичні стилі XIX століття, як несамостійні, вульгарні, хаотична забудова міст і сіл. Але новий і самостійний архітектурний стиль так і не був вироблений в XIX столітті. А заклики Раскіна не могли завадити проблемі. Вийшло, що він лише окреслив одну з неприємних проблем 19 століття, але не міг допомогти її вирішенню. Не було вирішенням і використання неоготики.

## Кришталевий палац
В якості продукції виробництв, в міці торгово-економічного потенціалу посіла перше місце у світі Британська імперія. Упевненість у власній могутньості і надала сміливості Британії організувати у Лондоні Першу всесвітню виставку. Для показу експонатів різних країн і був створений особливий палац-павільйон. Виставковий зал площею більш ніж 90.000 кв.м. міг прийняти 14.000 відвідувачів. Назву споруді «Кришталевий палац» дали журналісти з «Панча», котрі спочатку лаяли проект, а потім підтримали його ж. Автором споруди був не архітектор, а інженер по оранжереям Джозеф Пакстон. Це дозволило швидко накрити скляним дахом значну земельну ділянку і укластися у сувору вимогу не знищити жодного дерева Гайд Парку, де створили «палац». План споруди і його архітектура були примітивні. Але дивували новим використанням матеріалів — залізні несучі конструкції і скло як наповнення стін і дахів. Дивував і новий принцип поваги до навколишнього природного середовища, коли архітектура співіснує з природою, а не агресивно втручається в неї, не руйнує її.
«Палац» заклав настанови новітньої індустріальної архітектури, котрі розвинуть в XX ст. Найкращі зразки цієї архітектури в 20 ст. прислухатимуться до природи, мирно співіснуватимуть з нею.

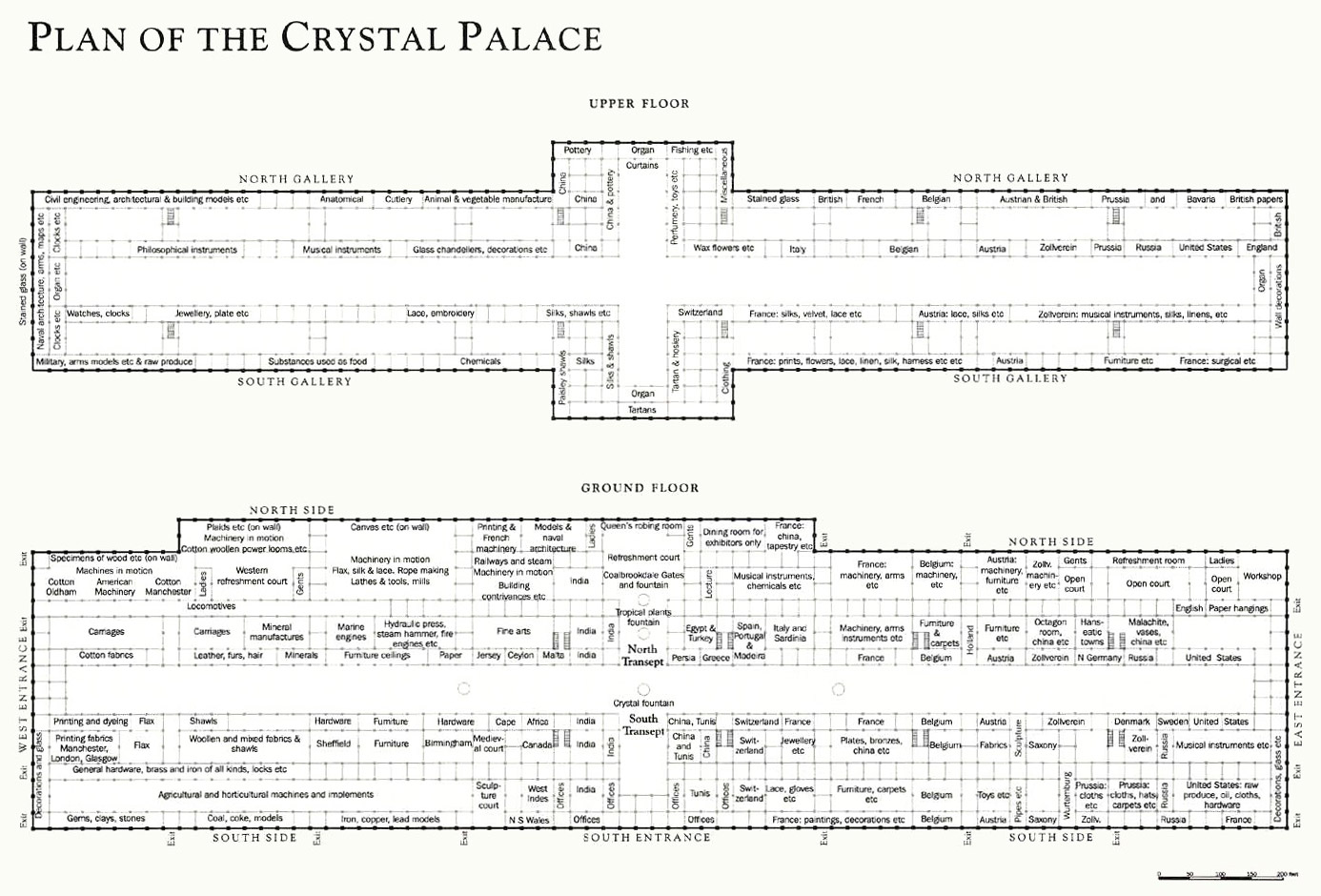
Генплан «Кришталевого палацу»
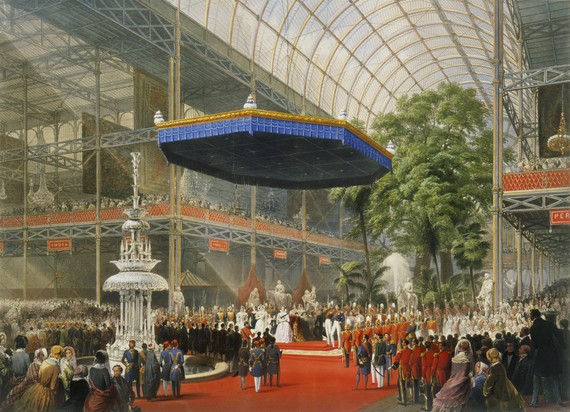
1851. Королева Вікторія і придворні на відкритті виставки
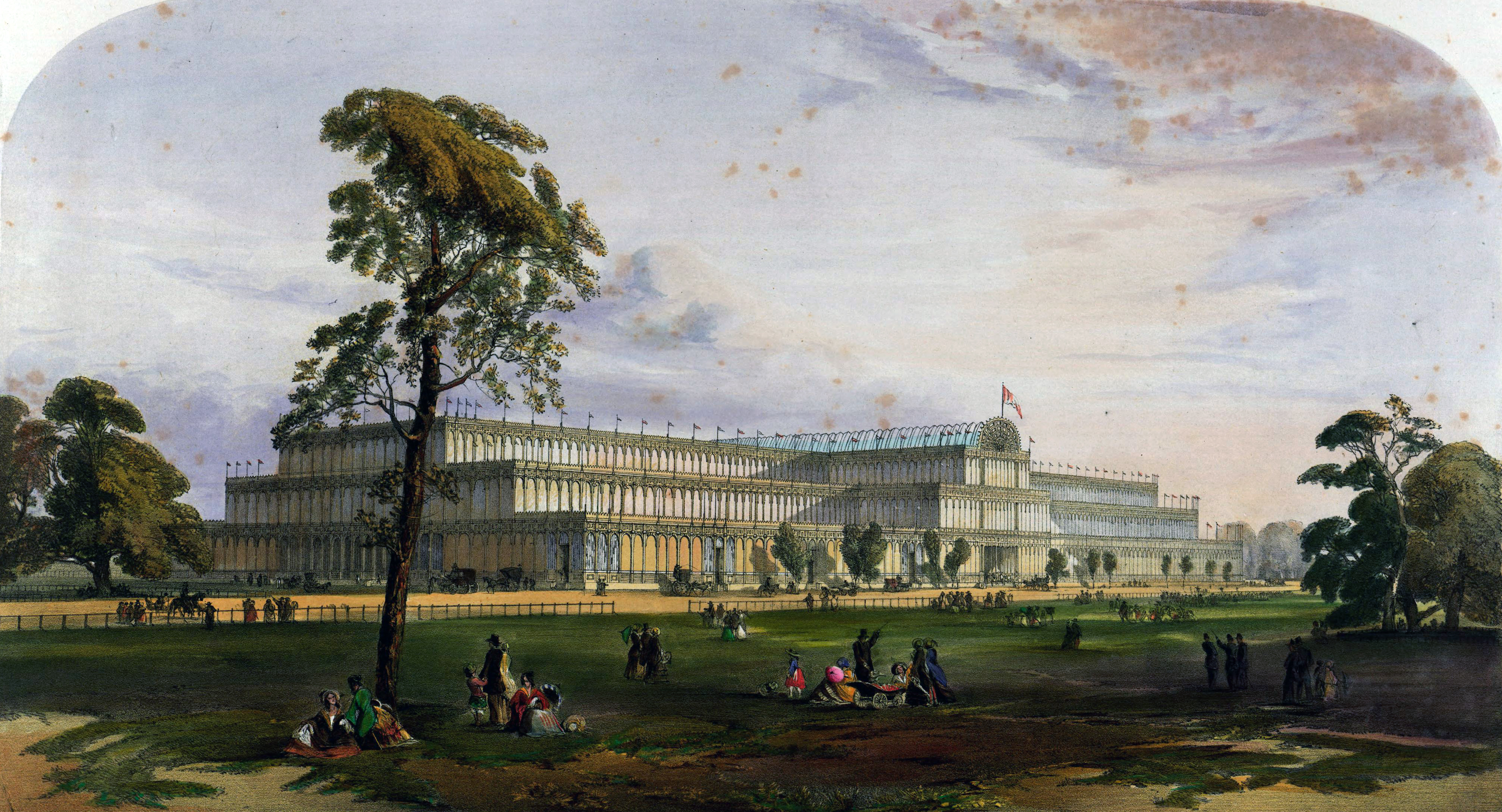
1851 р. «Кришталевий палац» у Гайд Парку.

## Сецесія

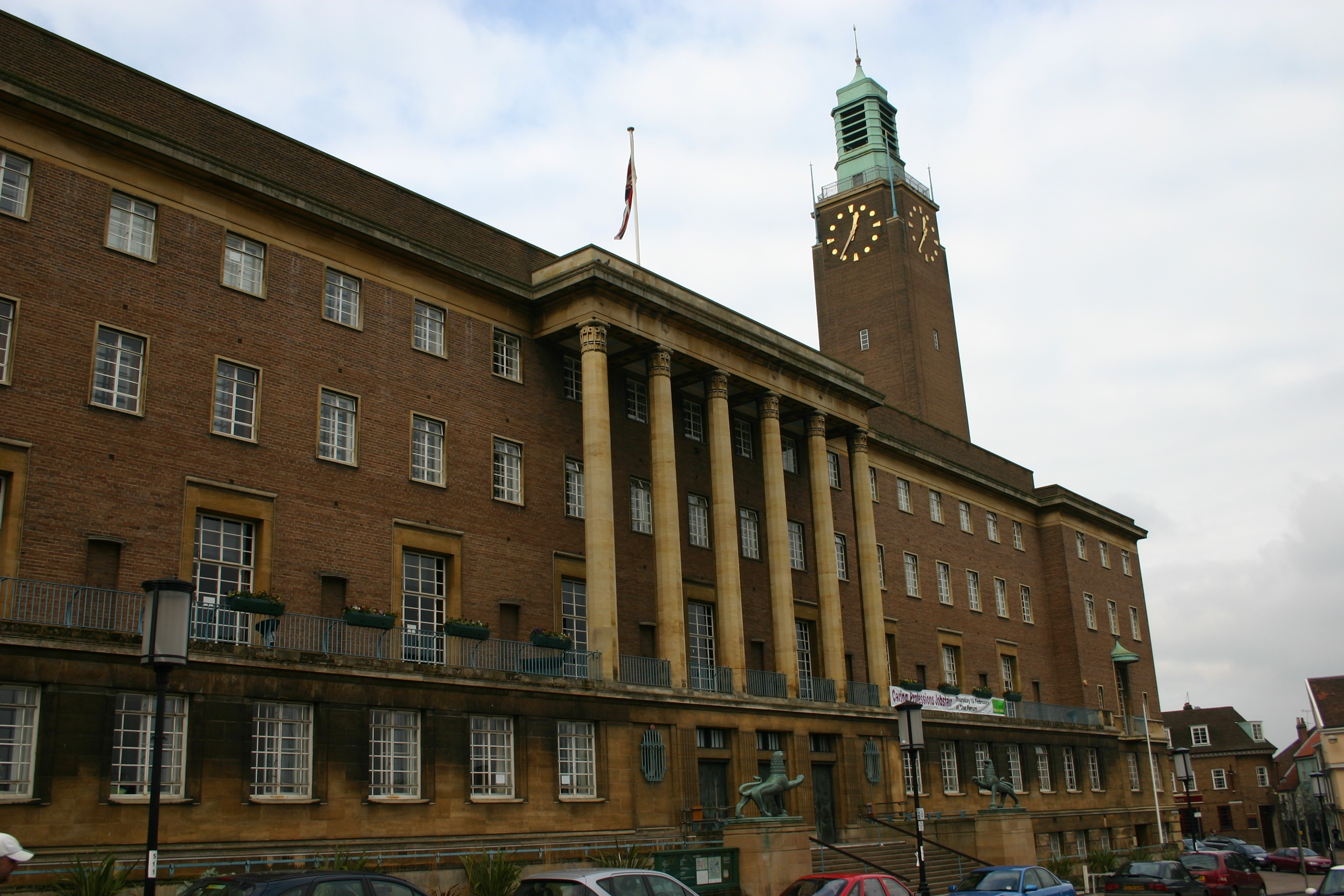
Мерія в місті Норвіч, 1938 рік.

Покажчиком, як багато наслідувала сецесія (арт-деко Англії) від попередніх архітектурних епох, стала будівля мерії в місті Норвіч. Це довгі фасади з цегли неприємного кольору, монотонні низки вікон, пуританська відсутність декору. Трохи різноманітності додають колони портику другого поверху, що нікуди не веде, а лише підкреслює центр споруди, бічні ризаліти та вежа з годинником. Архітектура близька до подібних зразків протестантської Голландії без багатого декору і хвилястих рослинних візерунків. Споруду роблять значущою лише її велетенські розміри та розташування на центральній торговельній площі міста.

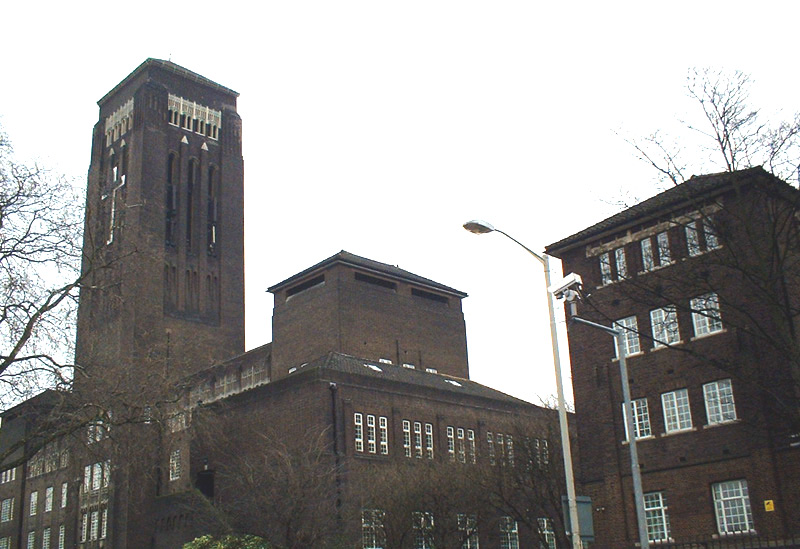
Вільям Бут коледж, Лондон
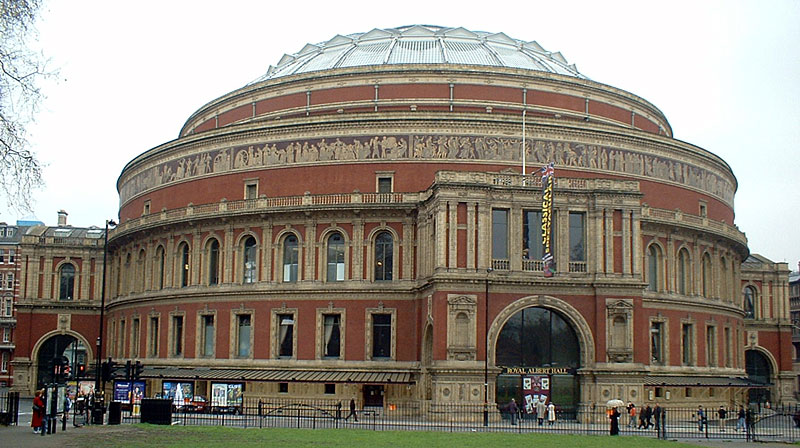
Альберт хол, Лондон
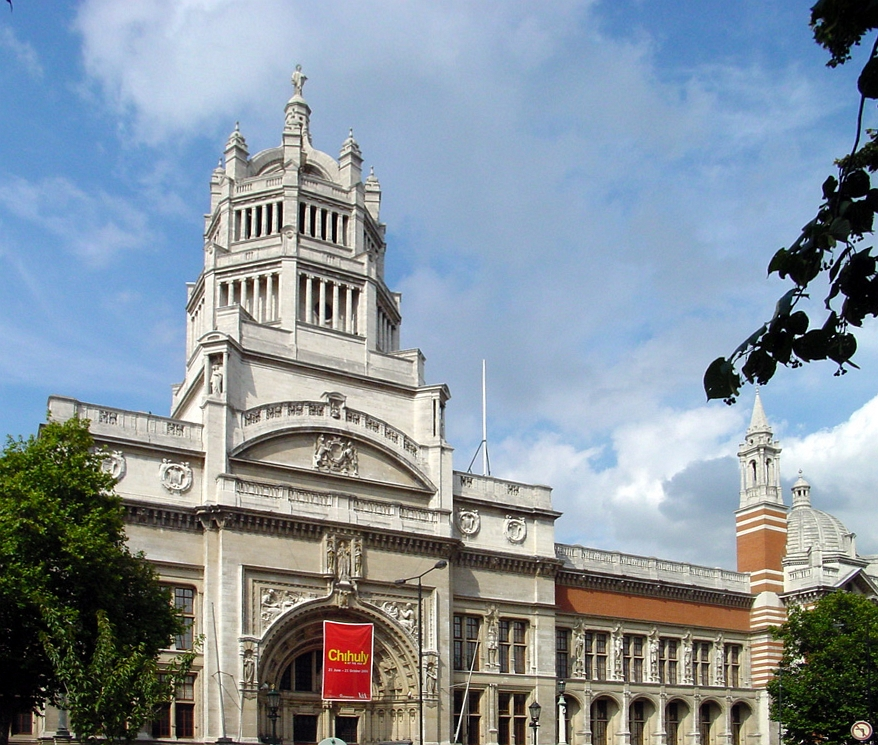
Музей королеви Вікторії й принца Альберта

## У XX століття

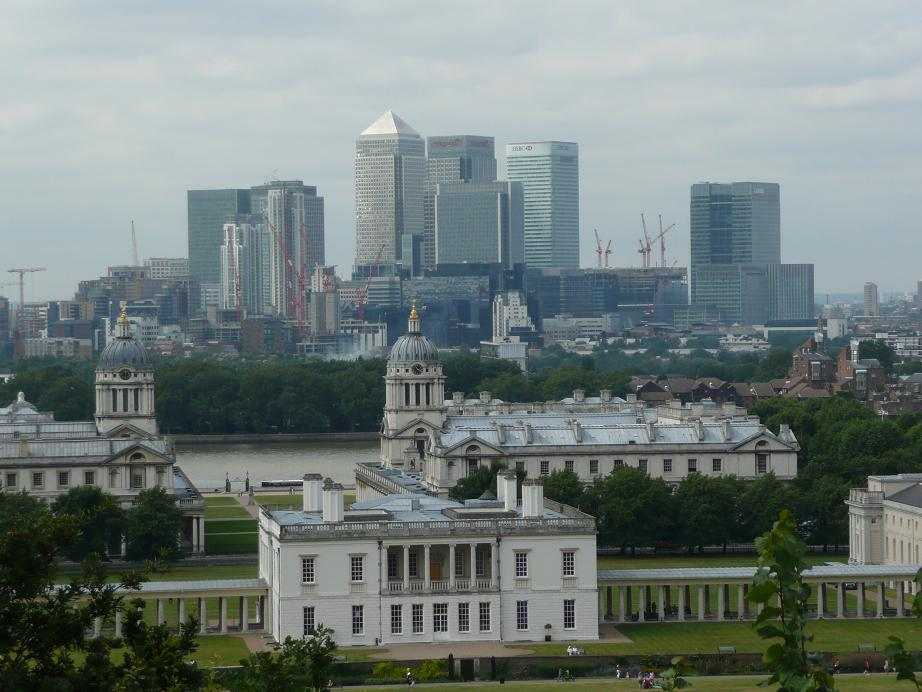
Забудова неподалік Гринвіча

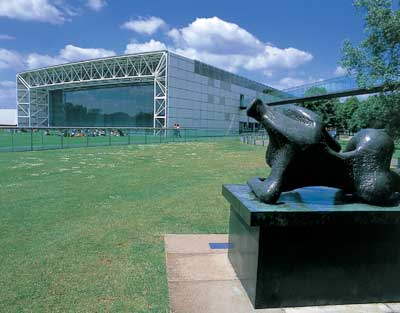
Сайнсбері Центр візуальних мистецтв, Норфолк.

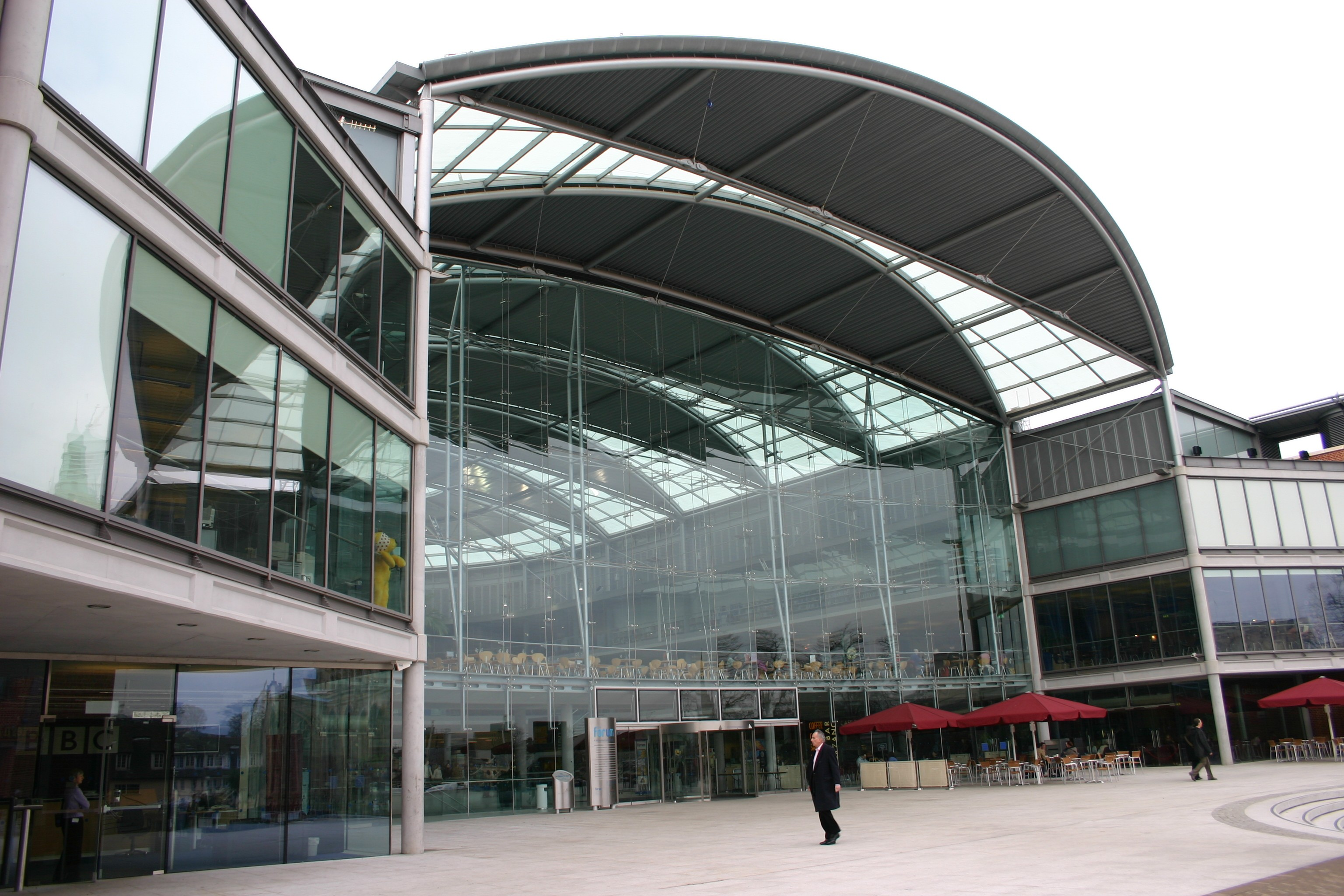
Норвічзька мілленіум бібліотека і Форум.
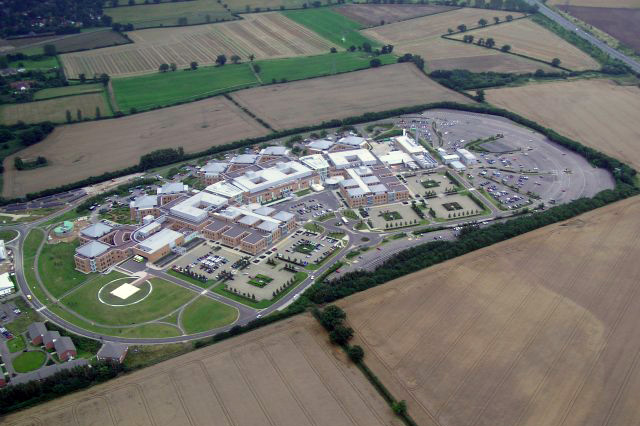
Університетська лікарня, Норфолк.
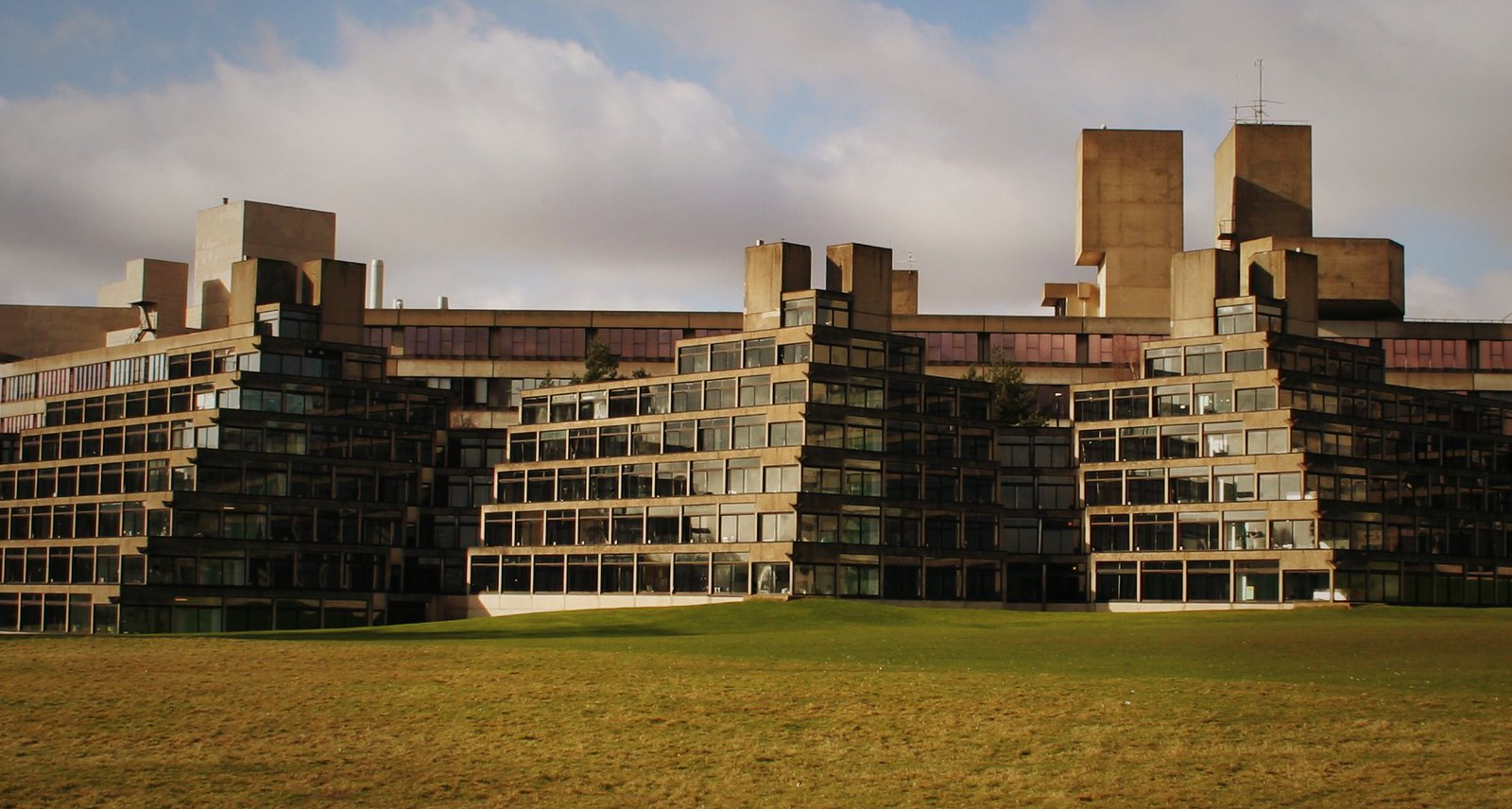
Університет Східної Англії, Норфолк.
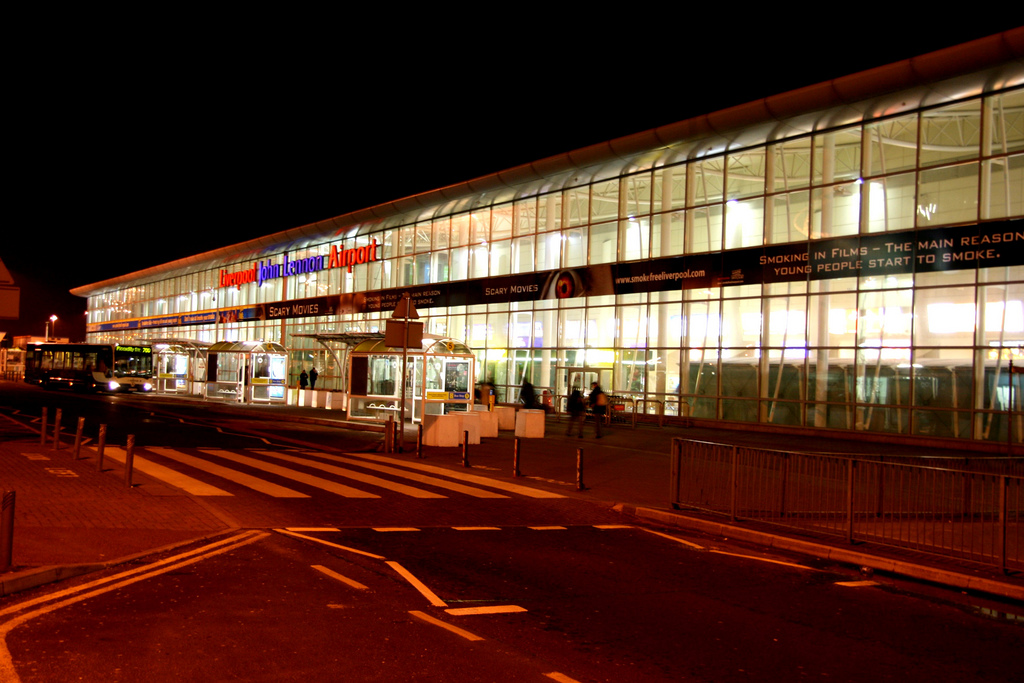
Аеропорт Джон Леннон, Ліверпуль.
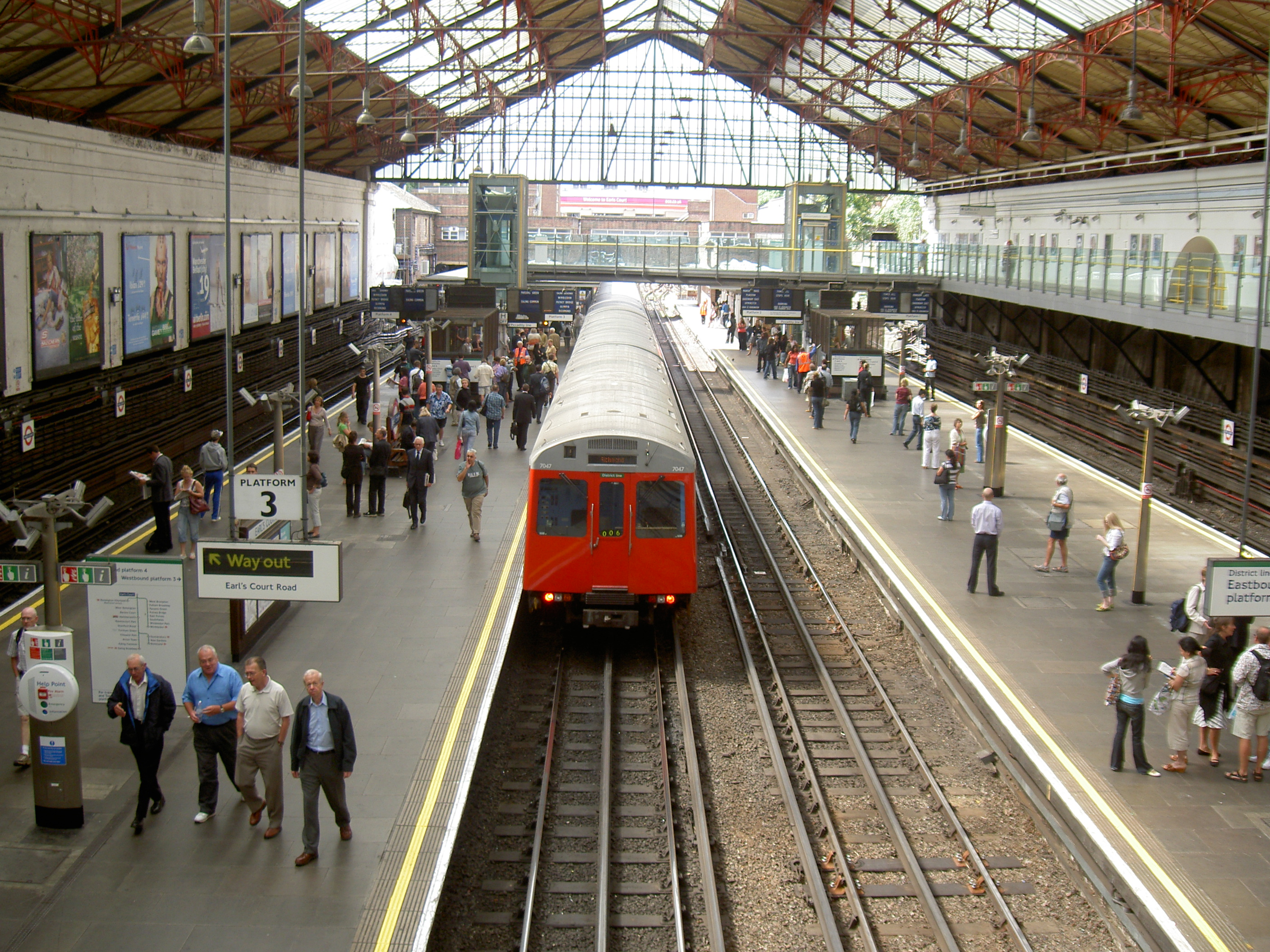
Лондонська підземка
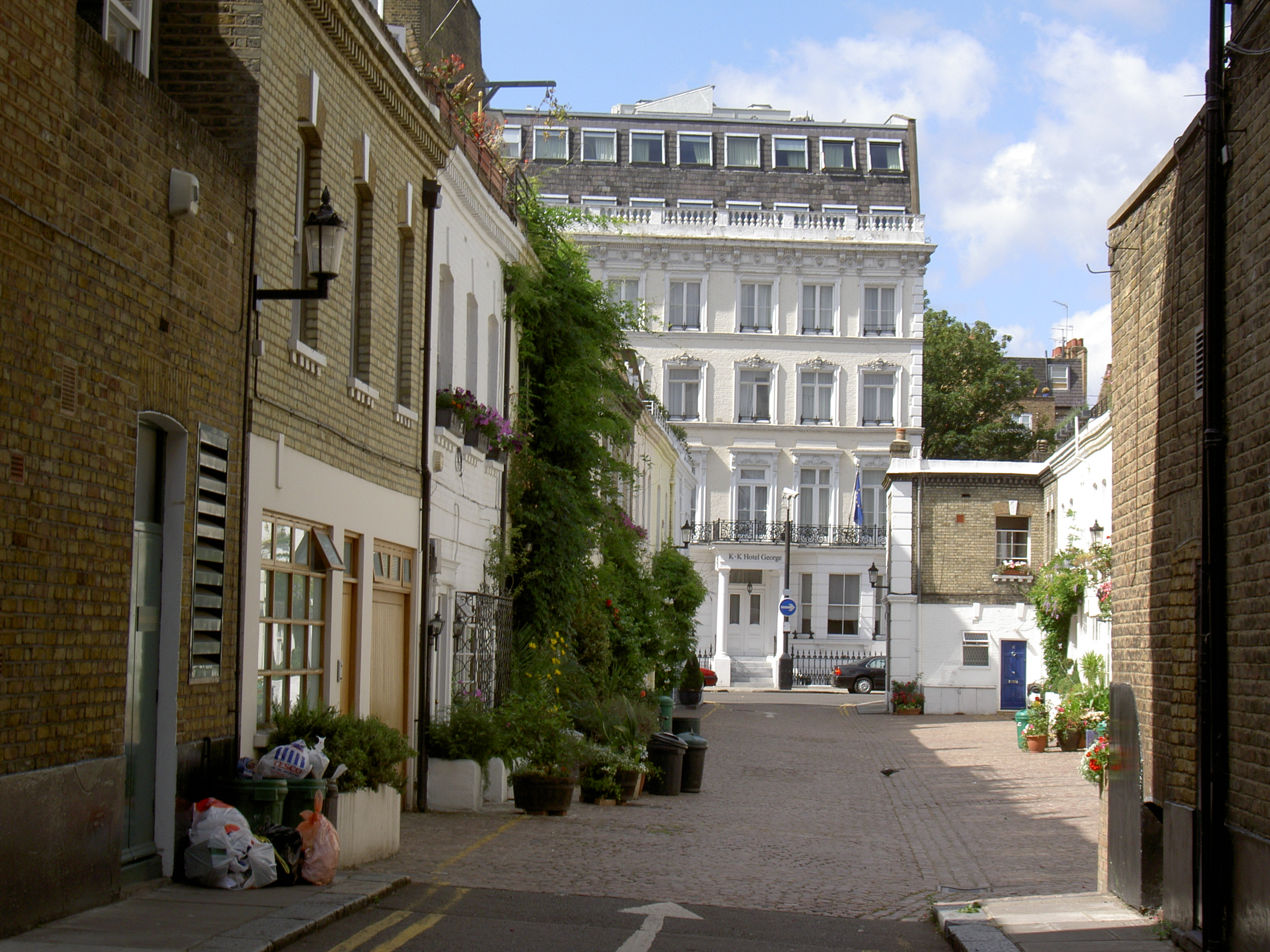
Забудова у Кесінгтоні і Челсі, Лондон.
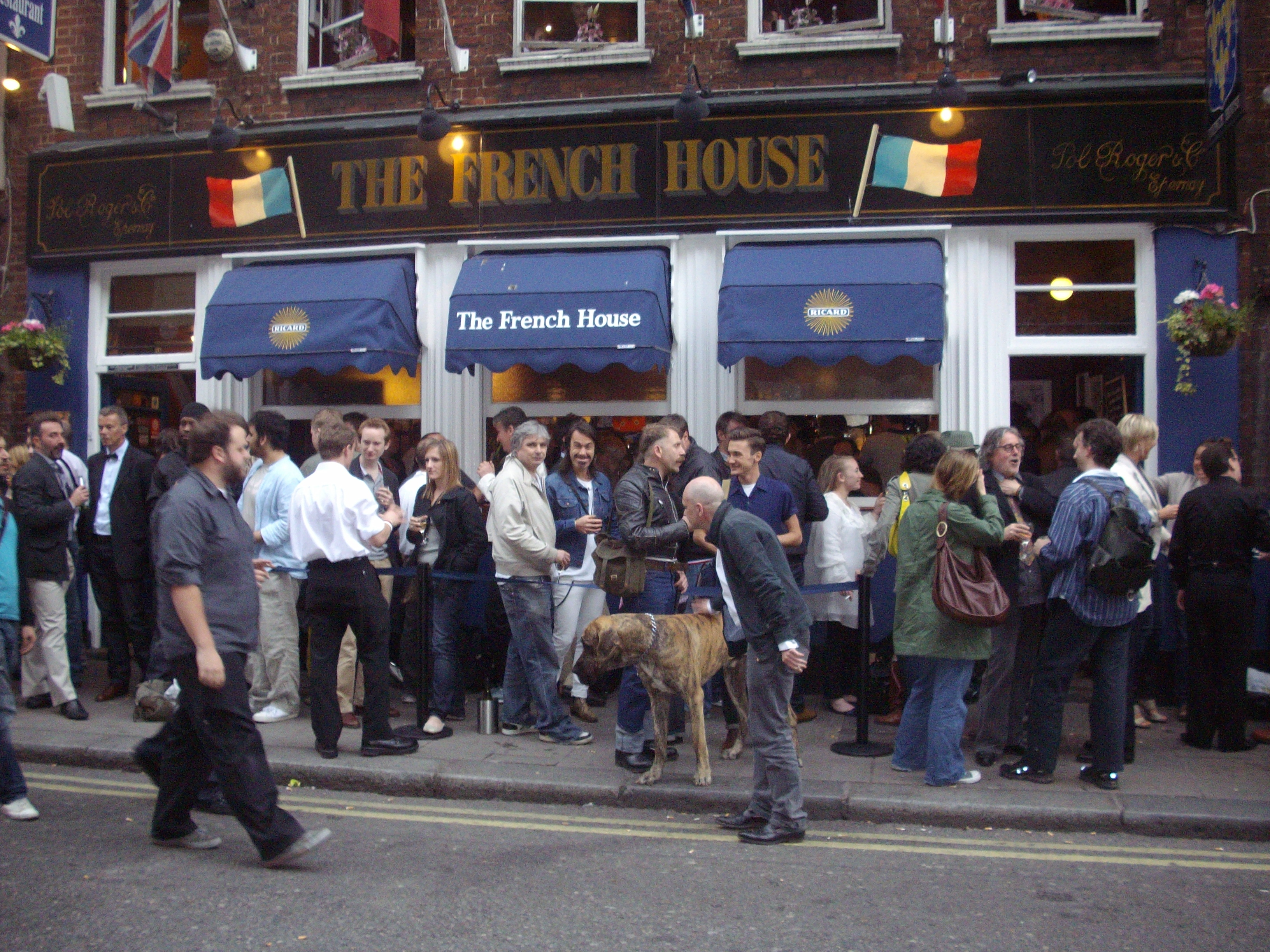
Паб у Сохо «Французький будинок»
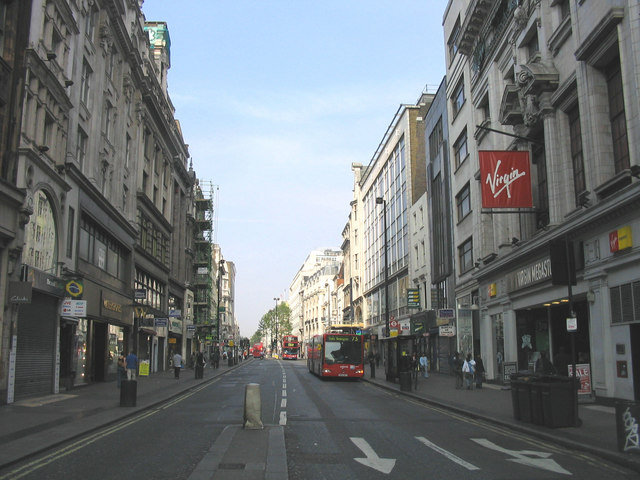
Оксфорд стріт
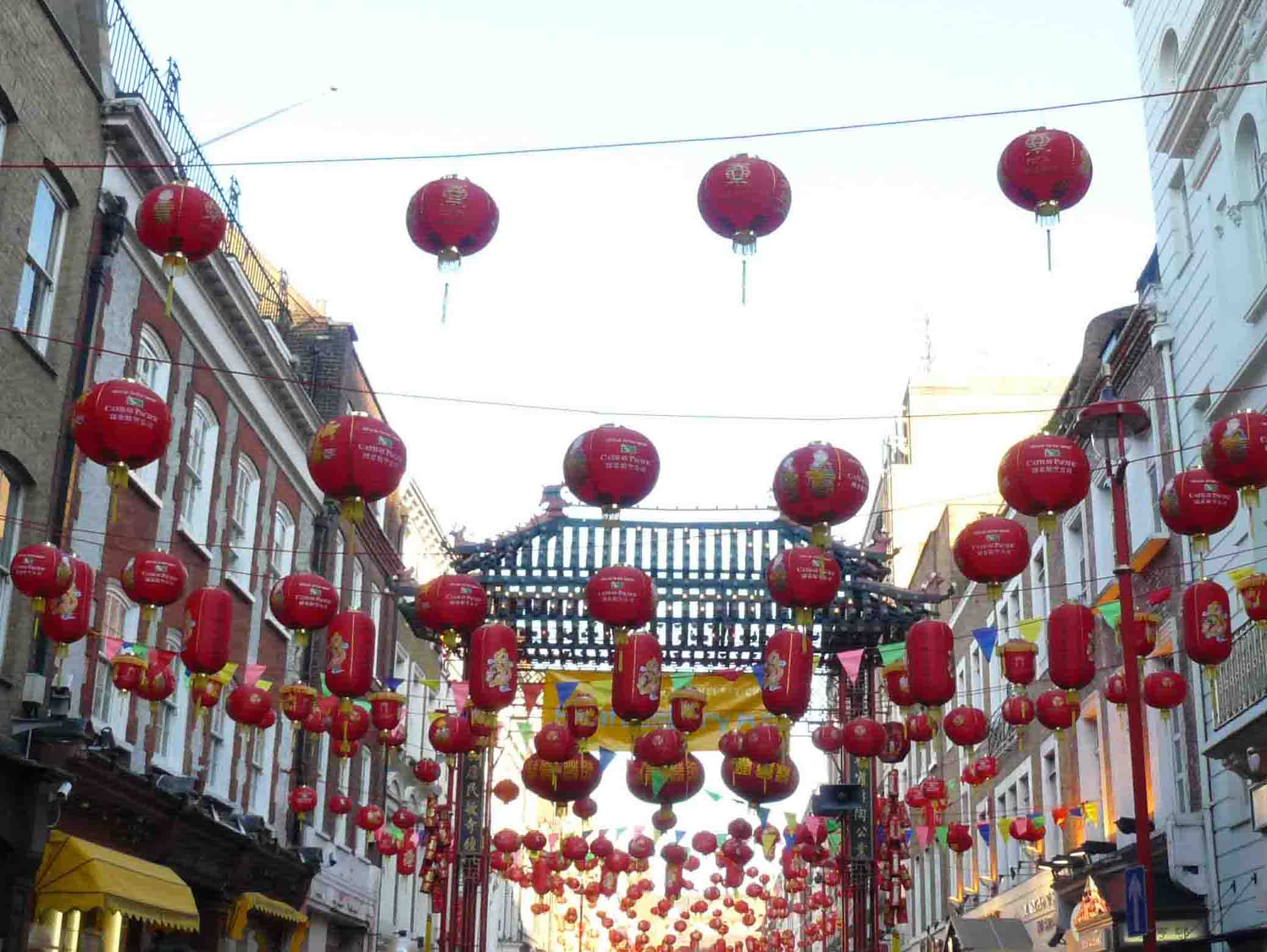
Китайський квартал у Лондоні
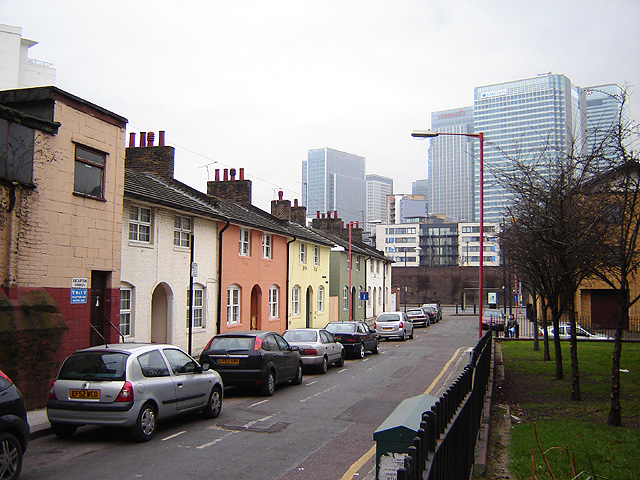
Тераса Блеквол, Лондон
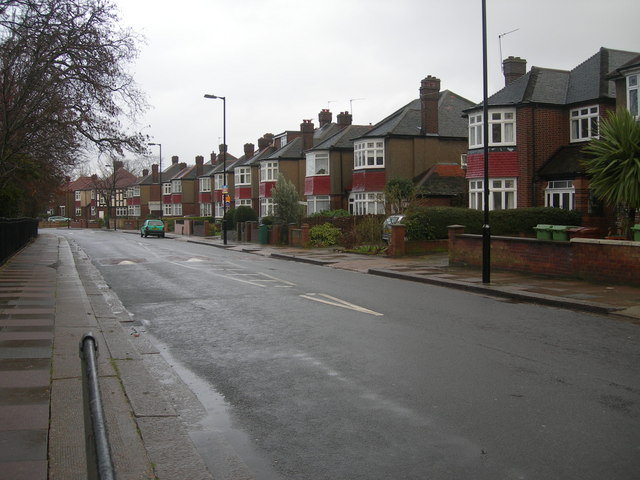
Колітон Роуд, Лондон
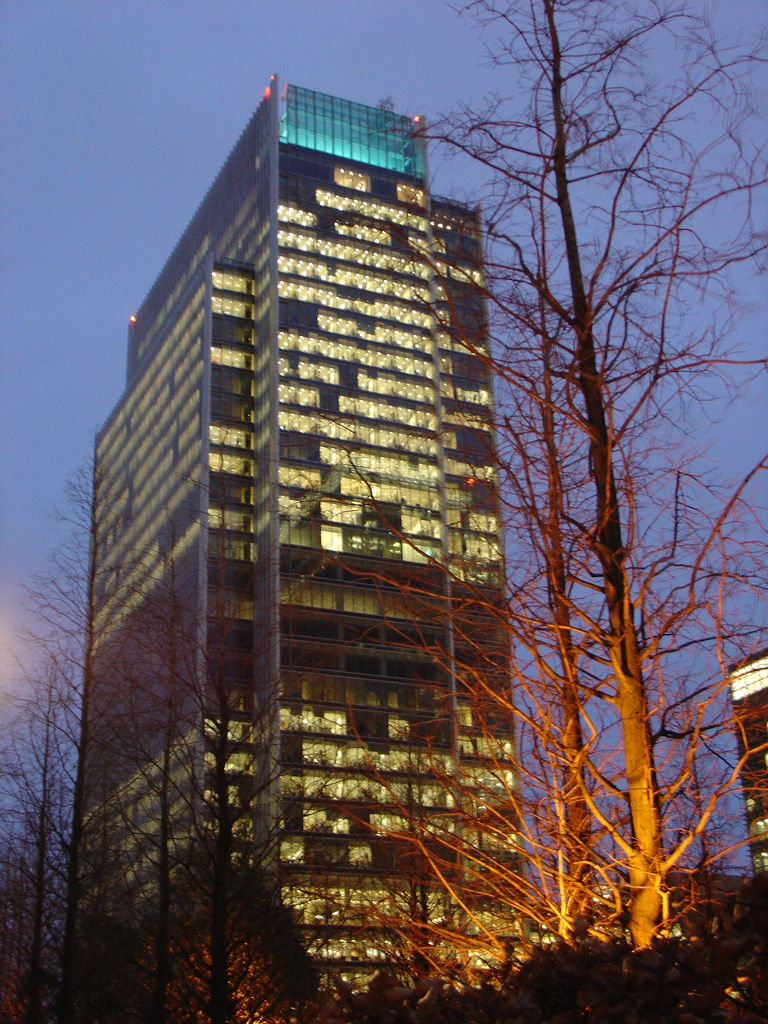
Аппер Бенк Стріт, Лондон